# Église Saint-Martin de L'Isle-Adam
L'église Saint-Martin est une église catholique paroissiale située à L'Isle-Adam [95290], en France. C'est une église de style Renaissance d'une grande homogénéité, édifiée entre 1487 et 1567 avec des interruptions, sous la direction d'au moins deux architectes différents. L'influence gothique demeure encore visible en ce qui concerne le plan, la structure du portail occidental et les nervures des voutes. Un grand incendie en 1661 ne laisse pas de trace majeures. La Révolution française entraîne par contre la perte des vitraux et la mutilation du statuaire, et les travaux de restauration pendant le troisième quart du XIXe siècle vont de pair avec la reconstitution intégrale de nombreux éléments sculptés, parfois sans fidélité au modèle. Les extensions de la même époque, portant notamment sur les deux étages supérieurs du clocher et une nouvelle chapelle de la Vierge au sud, se font par contre dans le style de la première Renaissance. Le mobilier de l'église, particulièrement riche, est de provenance diverse et a été rassemblé par l'abbé Grimot au XIXe siècle.

## Localisation
L'église est située dans le département français du Val-d'Oise, sur la commune de L'Isle-Adam, au centre de la ville, directement au sud de l'hôtel de ville. La façade occidentale donne sur la rue Saint-Lazare, et la Grande-Rue longe l'église au nord. Un petit jardin entoure l'église, commun au presbytère, au musée Henri-Senlecq et à l'antenne sociale de la mairie. L'on peut ainsi faire le tour de l'édifice, et découvrir au jardin un buste de l'abbé Grimot, une colonne avec une statuette de sainte Barbe, un élément du portail occidental remplacé lors d'une restauration, un ensemble de colonnettes gothiques rassemblées dans un blocage de pierres et d'autres vestiges.

## Historique
L'église Saint-Martin est la première église paroissiale de L'Isle-Adam construite comme telle, le bourg étant d'origine plus récent que l'ancien village de Nogent mentionné dès 862 et possédant une église paroissiale depuis une époque fort reculée. Également dédiée à Martin de Tours, elle était desservie par des moines cisterciens jusqu'en 1120, puis fut donnée à l'abbaye Saint-Martin de Pontoise. Les habitants de L'Isle-Adam pouvaient toutefois écouter la messe à la collégiale du prieuré Notre-Dame-et-Saint-Godegrand fondé le 30 mai 1014 par Adam Ier de L'Isle. Les moines étaient des chanoines réguliers de saint Augustin. En 1147 toutefois, la collégiale fut érigée en paroisse et rattachée comme église au prieuré Saint-Martin-des-Champs de Paris. Cette situation perdure jusqu'en 1300, quand l'l'évêque de Beauvais supprime la paroisse de L'Isle-Adam et la rattache à celle de Nogent et en partie à celle de Jouy-le-Comte. L'église de Nogent subit des dégâts importants pendant la guerre de Cent Ans, mais continue d'être affectée au culte jusqu'à l'achèvement définitif de la nouvelle église de L'Isle-Adam. Le dernier curé de Nogent, Michel Daincourt, a été nommé en 1540.

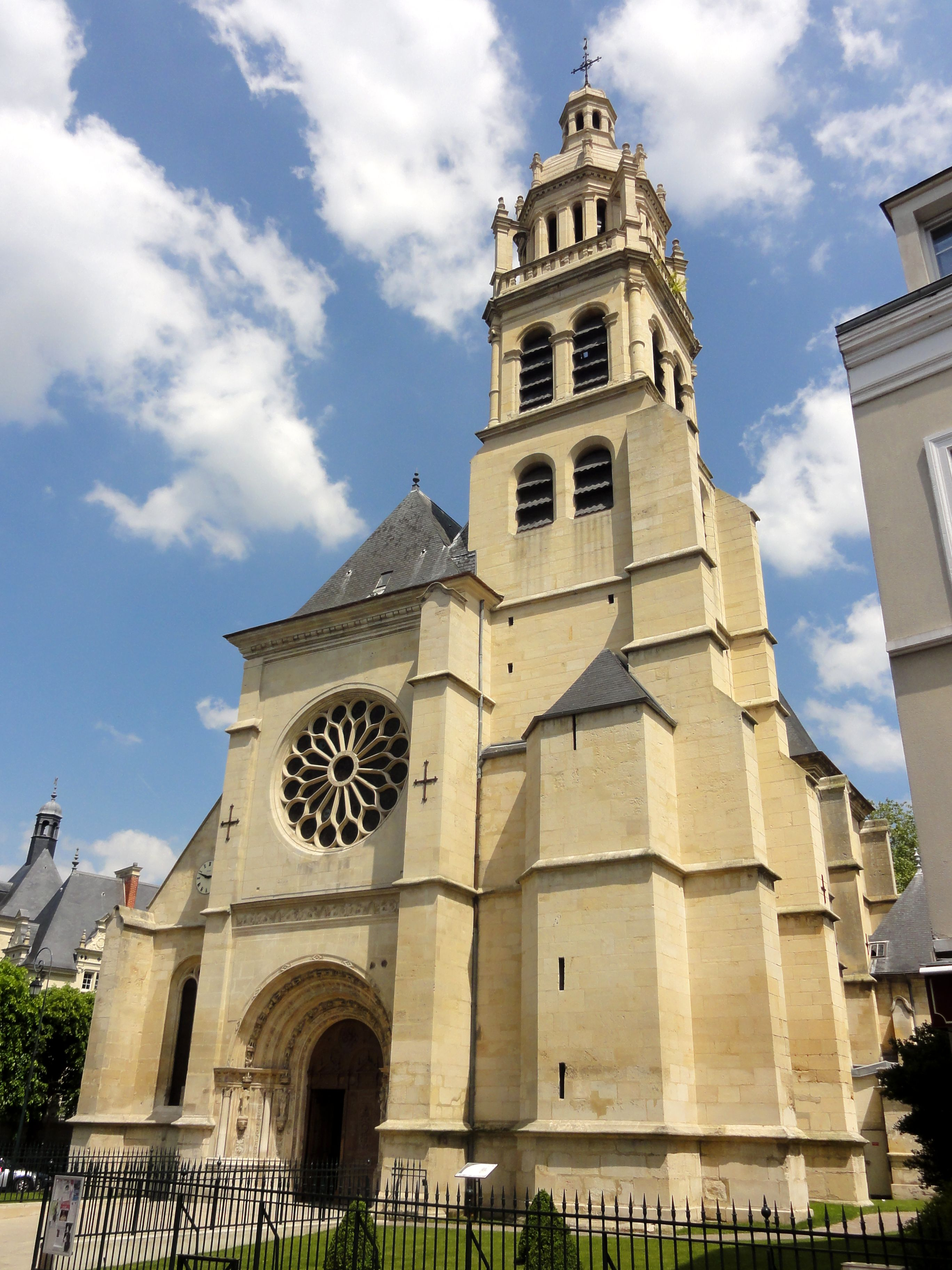
Façade occidentale.

Le projet de la construction d'une nouvelle église se concrétisa à la fin du XVe siècle, celle de Nogent étant devenue trop petite, et le seigneur Antoine de Villiers souhaitant avoir l'église près de son château fort de L'Isle-Adam. Louis de Villiers de L'Isle-Adam, frère cadet du seigneur, fut élu évêque du diocèse de Beauvais en 1487. Il se chargea dès lors de l'exécution des travaux, avec le concours financier des habitants. Encore inachevée, la nouvelle église est consacrée une première fois le 20 juillet 1499. L'architecte fut vraisemblablement Pierre Le Mercier, également auteur de l'église voisine de Champagne-sur-Oise. À partir de 1537, le nouveau seigneur du lieu, le connétable Anne de Montmorency, confia l'achèvement de l'église à Jean Bullant, architecte du château d'Écouen. Les travaux s'échelonnèrent encore pendant une trentaine d'années. La dernière partie à terminer fut le bas-côté nord, et en 1567, le prieur de Saint-Godegrand, Pierre Massin, avança la somme de trois cents livres pour permettre son achèvement rapide. La deuxième consécration fut célébrée le 1er octobre de la même année par Odet de Coligny, en présence du connétable. Le premier curé s'appelait Pierre Martin. L'église de Nogent ne fut désaffectée qu'à partir de cette date. Entre 1610 et 1776, au total huit cents laïques et vingt-deux prêtres sont inhumés dans l'église, les épitaphes étant gravées dans les dalles du sol, sans pierres tombales.
Gravement endommagée par un incendie le 25 décembre 1661, l'église Saint-Martin fut rapidement remise en état grâce à la générosité du prince Armand de Bourbon-Conti, châtelain de L'Isle-Adam. L'étage supérieur du clocher ne fut toutefois pas reconstruit. Le 28 février 1793, l'église fut fermée au culte catholique sur l'avis de 154 citoyens de la ville, et le culte de la Raison y est établi le 18 mars. Or, cet épisode ne fut que de courte durée, la célébration régulière des messes reprenant dès le 15 mars de l'année suivante, à la suite d'une pétition du 9 mars. La Révolution laisse toutefois ses marques avec de nombreux actes de vandalisme, touchant particulièrement les éléments sculptés. Le 16 octobre 1802, jour de l'érection du diocèse de Versailles, L'Isle-Adam est rattaché à ce dernier au détriment du Beauvais. Le cimetière entourant l'église est supprimé en 1827 et transformé en jardin. Il faut attendre le ministère de l'abbé Jean-Baptiste Grimot, de 1848 à 1885, pour voir l'édifice remis en état et richement doté en mobilier. Sous l'initiative de cet abbé, le portail est largement restauré à partir de 1859 par un élève de Viollet-le-Duc, Félix Roguet. Le clocher est exhaussé sur le modèle de celui de l'église parisienne de la Trinité en 1869.
L'édifice est classé au titre des monuments historiques par arrêté du 8 décembre 1941.

## Description

### Aperçu général

Plan de l'église.

L'église, régulièrement orientée, suit un plan cruciforme. Elle se compose d'une nef de quatre travées accompagnée de ses bas-côtés ; d'un transept saillant ; d'un chœur de trois travées au chevet à pans coupés, accompagné de deux collatéraux jusqu'à la deuxième travée seulement, et d'un clocher se dressant au-dessus de la première travée du bas-côté méridional. Les bas-côtés sont de plan carré. Leur largeur dépasse un peu la moitié de celle de la nef. Les travées de la nef et les deux premières travées du chœur, rectangulaires, sont de dimensions identiques. La croisée du transept représente environ deux de ces travées, et les premières travées des croisillons nord et sud correspondent en conséquence à deux travées des bas-côtés. Les croisillons se prolongent cependant au-delà, à savoir par la chapelle de Louis François de Bourbon-Conti au nord, non voutée mais de la même dimension que le croisillon nord, et par une chapelle de trois travées au sud. Cette chapelle dédiée à la Vierge est légèrement plus étroite que la première travée du croisillon sud et comporte une première travée rectangulaire très courte ; puis une travée carrée, un peu plus petite que la croisée du transept ; et enfin une travée en hémicycle aplati. La chapelle funéraire a été ajoutée en 1776 et la chapelle de la Vierge a été édifiée entre 1875 et 1878. Hormis ces chapelles, le mur de clôture séparant la travée sous le clocher du reste de l'église et la partie supérieure du clocher datent du XIXe siècle et sont donc postérieurs à la consécration de l'église. Sinon, toutes les parties de cet édifice très homogène proviennent de la période allant de 1487 à 1567, ou des années 1660 pour les éléments endommagés par l'incendie de 1661.

### Extérieur

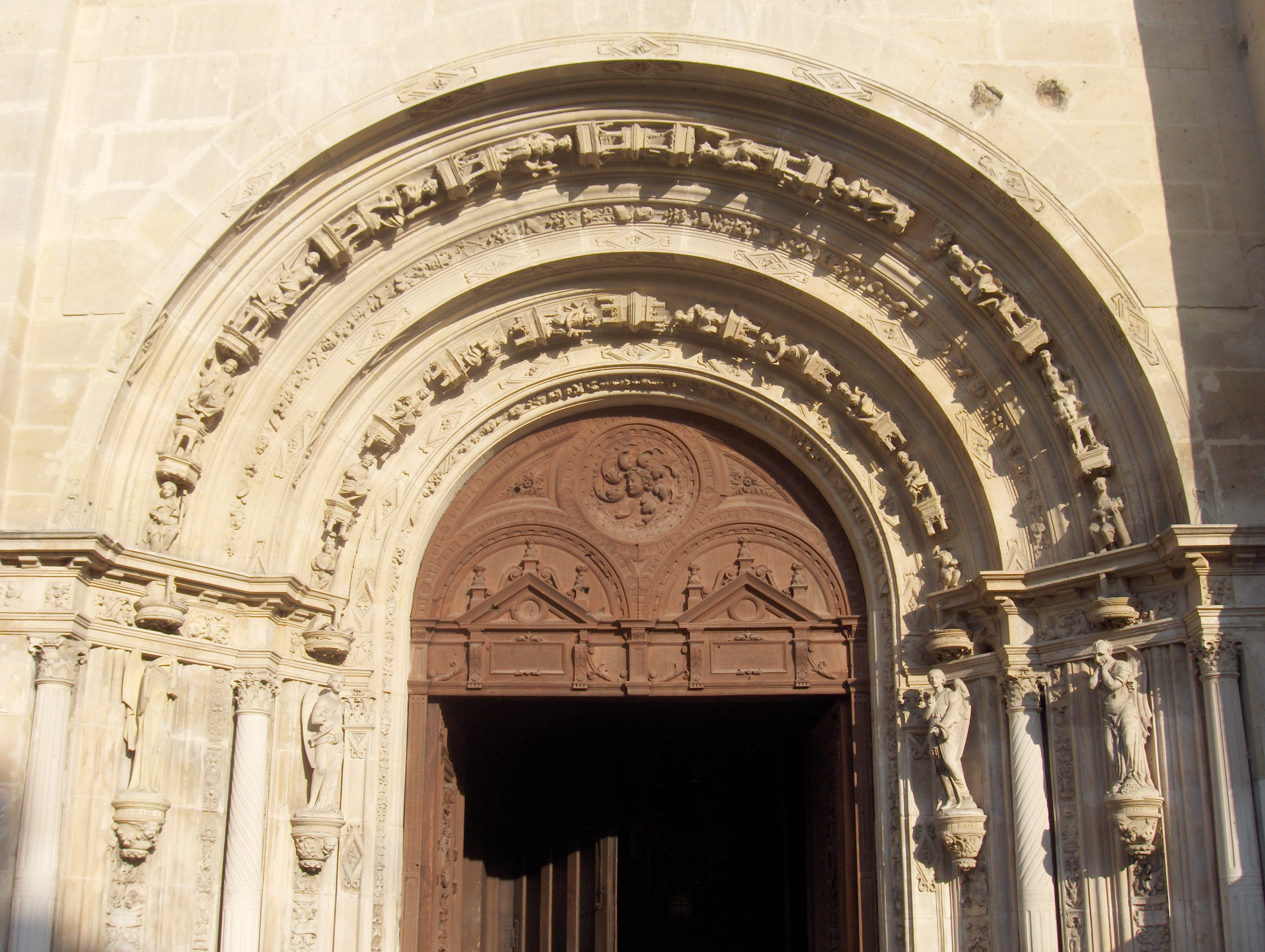
Portail occidental.

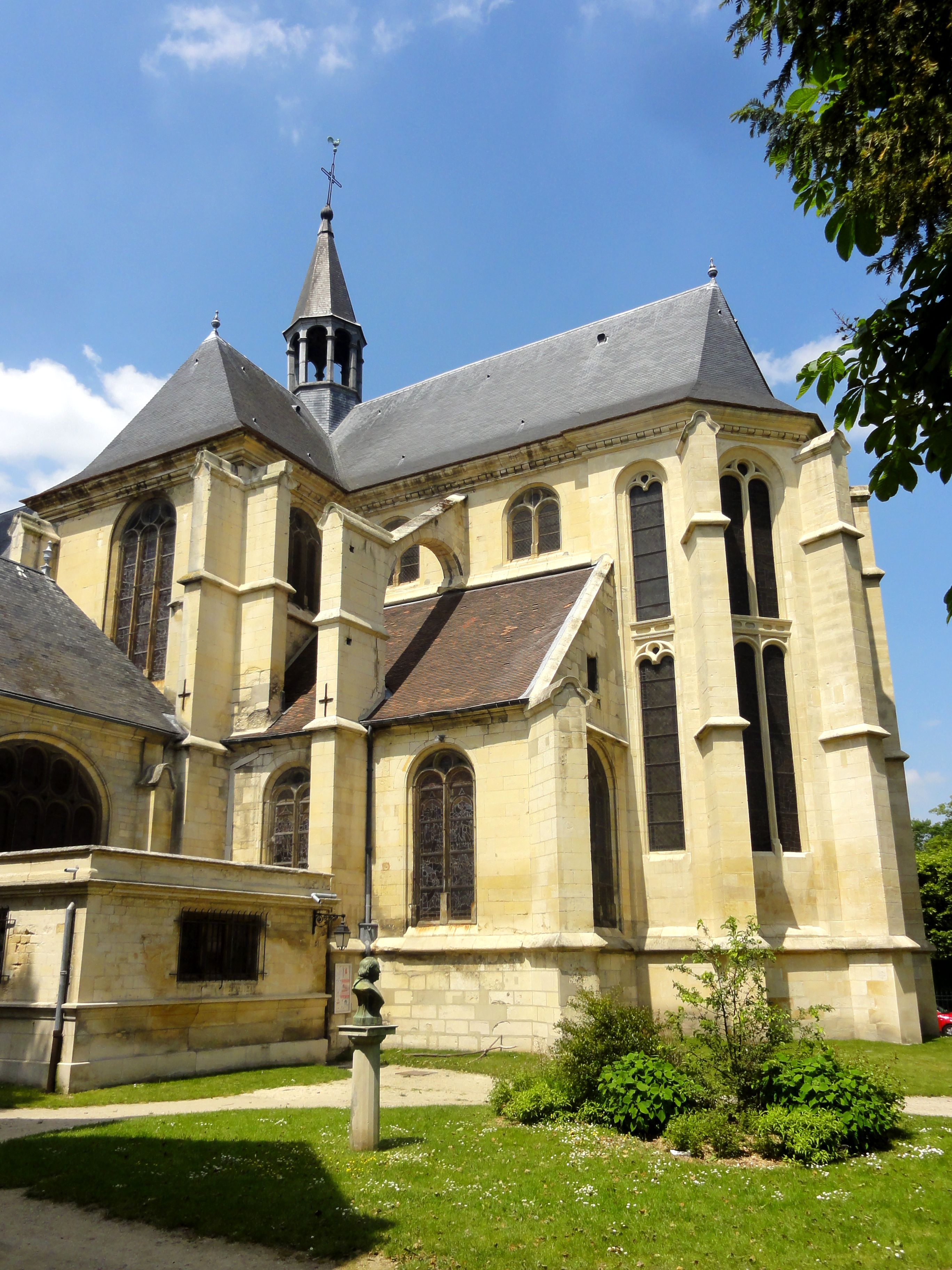
Croisillon sud et chœur.

Le portail occidental représente vraisemblablement l'élément le plus ancien de l'église et proviendrait donc de la première campagne de construction de la fin du XVe siècle. Sa composition reste fidèle aux traditions gothiques, mais l'arcature en plein cintre traduit déjà l'influence de la Renaissance. À la suite des mutilations subies à l'époque révolutionnaire, les travaux de remaniement et de restauration de 1859 ont profondément modifié l'aspect du portail. Il reste décoré avec une grande richesse et est surchargé de dais, de statuettes et de feuillages. Les deux rangées de statuettes sous l'arcature de la quadruple archivolte sont restaurées, seulement des débris en subsistaient avant les travaux. La rangée inférieure représente les apôtres ; la rangée extérieure des vertus. Il paraît que la physionomie des statuettes d'origine a été restituée avec le plus grand soin. On ne peut pas dire autant des deux colonnes de chaque côté, sans modèle historique, et se distinguant largement des colonnes d'origine, dont un spécimen est exposé dans le jardin de l'église. De même, la qualité de la sculpture des frises était également supérieure au XVIe siècle, comme en témoignent les vestiges. Les deux côtés de l'ébrasement ont été modifiés, et les quatre statuettes alternant avec les colonnes mentionnées sont également neuves. Elles représentent la Mort, le Jugement, le Paradis et l'Enfer. La porte en bois sculpté à double vantail date aussi de la restauration de la seconde moitié du XIXe siècle et a été taillée suivant des dessins de Félix Roguet. Le portail d'origine était d'une grande simplicité, sur son tympan était peint saint Martin partageant son manteau.
La façade occidentale est cantonnée de deux contreforts, dont celui de droite est recouvert d'un chaperon, alors que celui de gauche est resté inachevé, ou non dûment réparé après l'incendie de 1661. Horizontalement, la façade est subdivisée par une frise de rinceaux relativement simples alternant avec des palmettes d'acanthe. Dans sa partie supérieure, le mur est percé d'une grande rosace éclairant la nef. En haut, le mur se termine par un entablement qui se continue sur les autres façades de l'église. À droite, le clocher est précédé depuis 1740 par une tourelle d'escalier. Le clocher a perdu son étage supérieur lors de l'incendie de 1661. Il ne comportait par la suite plus qu'un étage avec deux baies abat-son par face, commençant exactement au niveau où la nef se termine. Un second étage aux extrémités biseautées a été ajouté en 1869, plus élégant que la précédente avec des colonnes aux quatre angles et se terminant par une balustrade, puis un troisième étage constitué d'un grand lanternon octogonal avec deux baies plein cintre par face, encadrées par des pilastres. Le style de la première Renaissance est parfaitement imité. Le lanternon est couronné d'un dôme en pierre avec un petit lanternon sur son sommet, à son tour coiffé d'un petit dôme. Il domine la ville de ses (approximativement) 42 mètres de hauteur.
Les autres façades de l'église sont d'une grande simplicité, mais d'une exécution très soignée tout en pierre de taille. Toutes les baies sont plein cintre, avec un remplage de type Renaissance avec deux ou trois formes, sauf les fenêtres hautes de la nef, qui sont très petites et dépourvues de remplage. Les contreforts, strictement verticaux, sont entrecoupés de larmiers et recouverts de chaperons. La nef est consolidée par trois arcs-boutants à simple volée par côté, et le chœur d'un seul par côté, ces arcs-boutants prenant appui sur les contreforts prolongés à cet effet. La chapelle funéraire au nord présente le style Louis XVI et est recouverte de dalles de pierre. La chapelle de la Vierge, à l'instar des étages supérieurs du clocher datant de la même période, est construite dans le style de la première Renaissance. Elle remplace l'ancienne sacristie et possède deux larges baies à meneaux de chaque côté, ainsi que trois baies légèrement plus étroites à son chevet. À l'est et à l'ouest, deux petits bâtiments la flanquent, dont l'un est la sacristie. Le toit du bas-côté nord est couvert de tuiles plates, sinon l'ardoise règne partout depuis les réparations à la suite de l'incendie de 1661. Un petit campanile se dresse au-dessus de la croisée du transept.

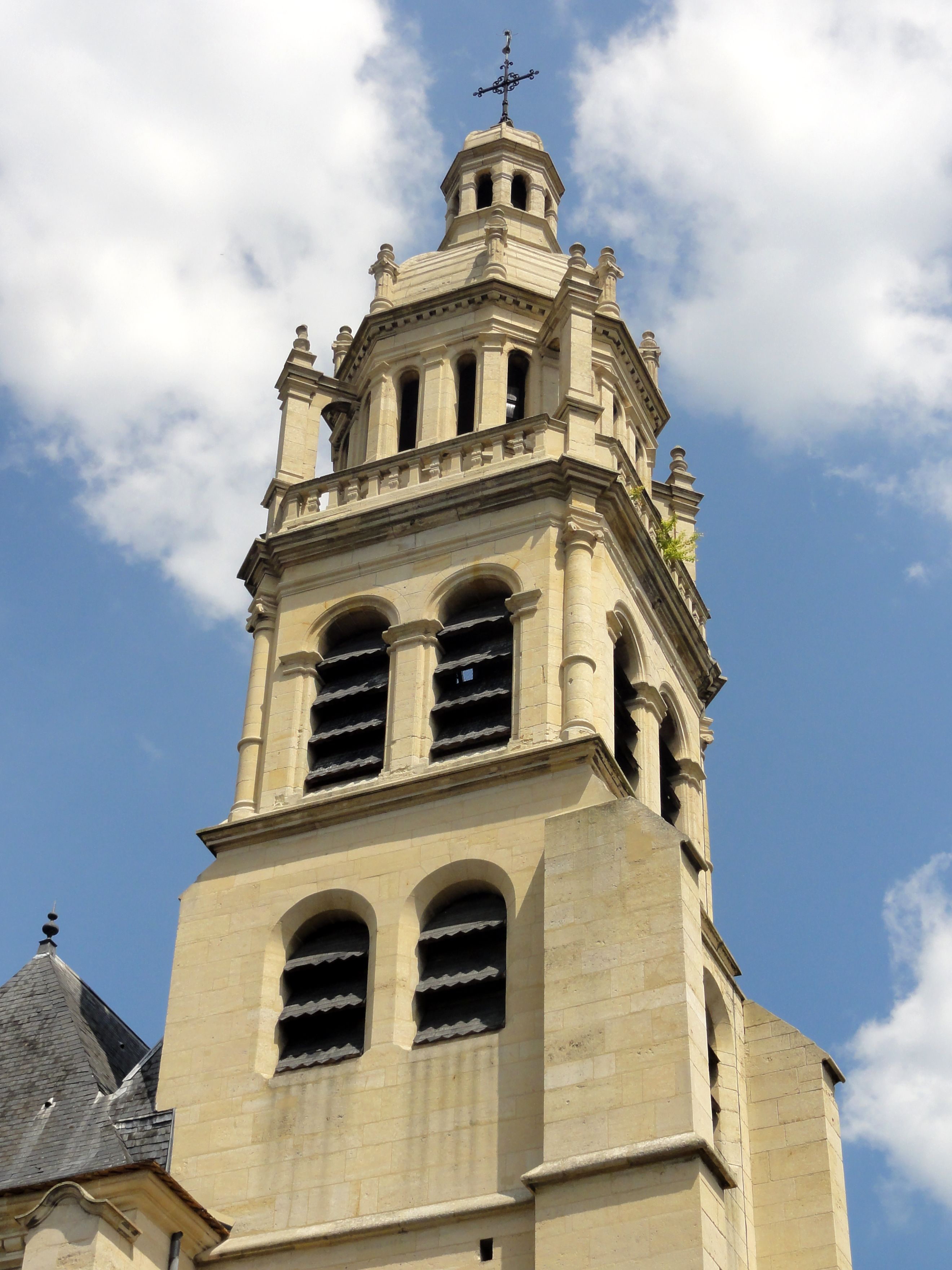
Clocher.
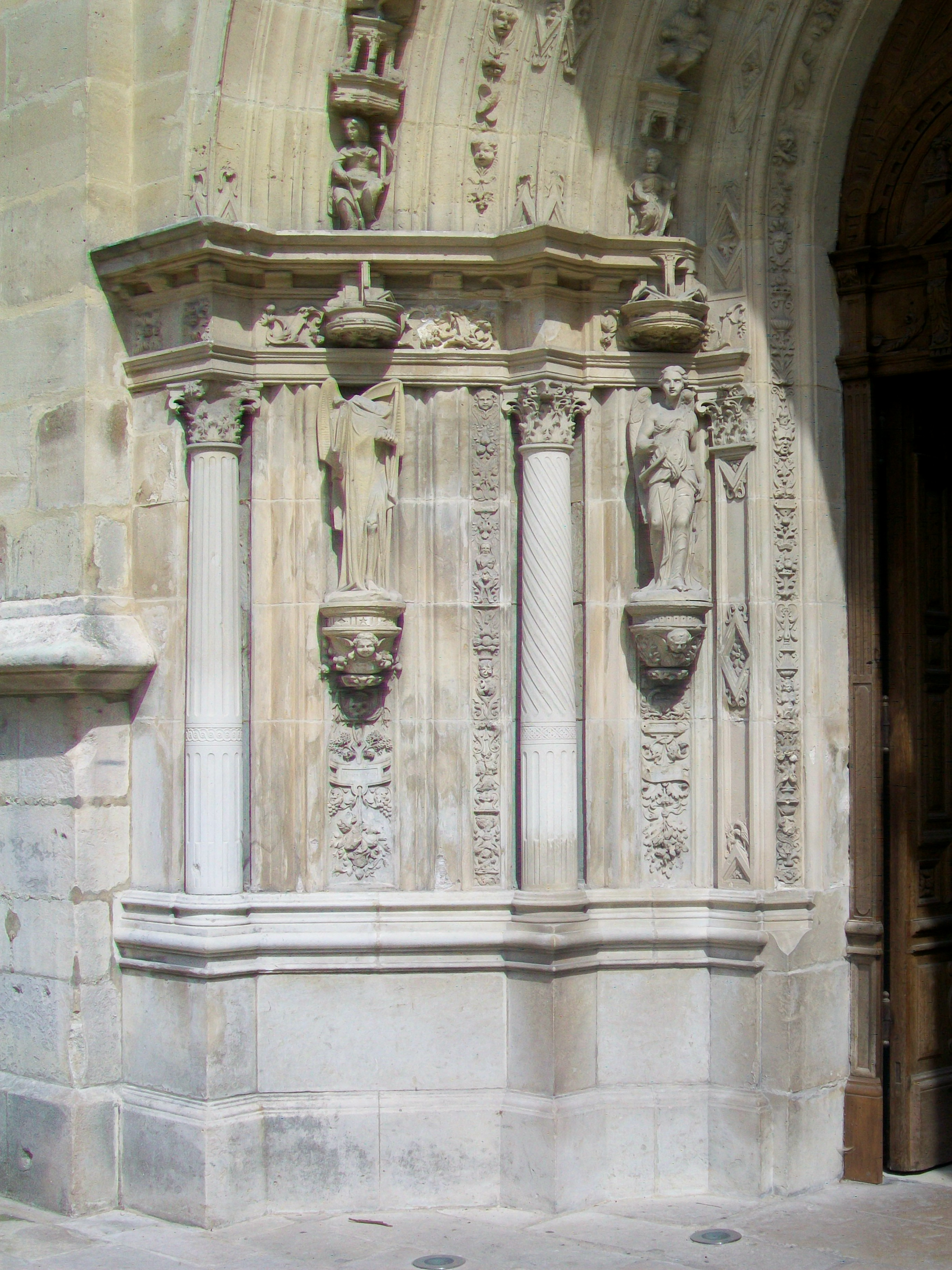
Piédroit gauche du portail.
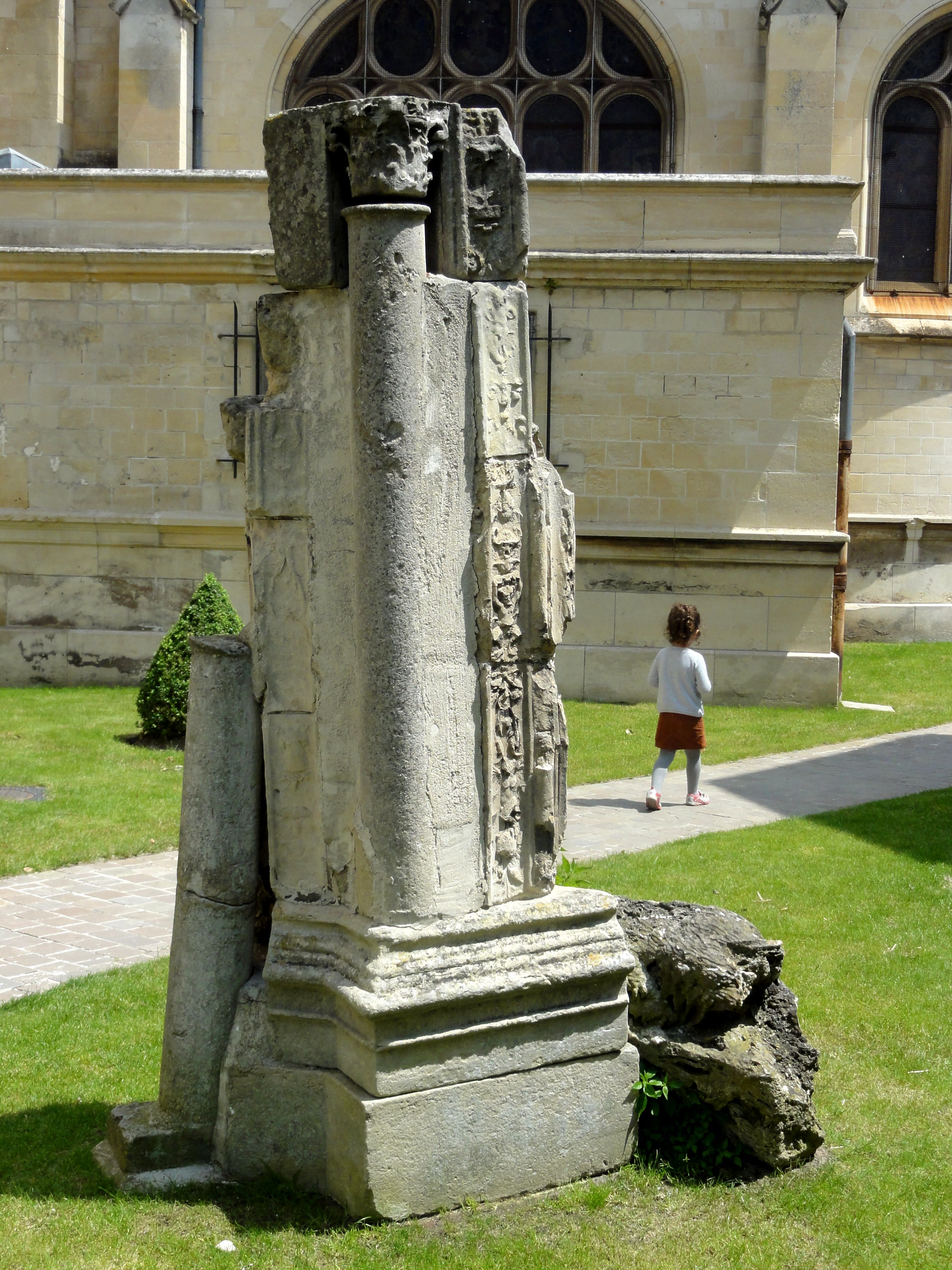
Vestige du portail occidental.
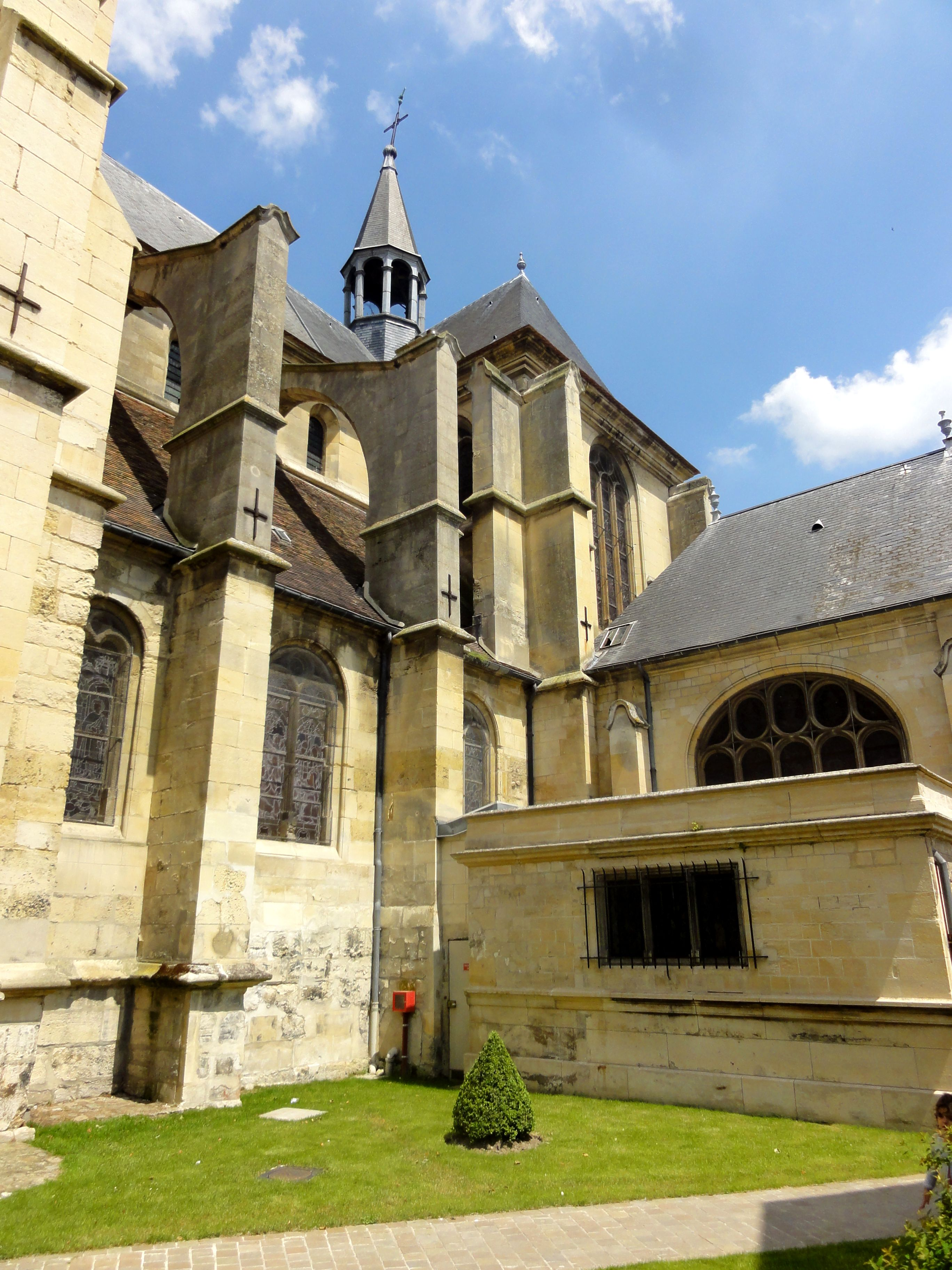
Nef, côté nord.
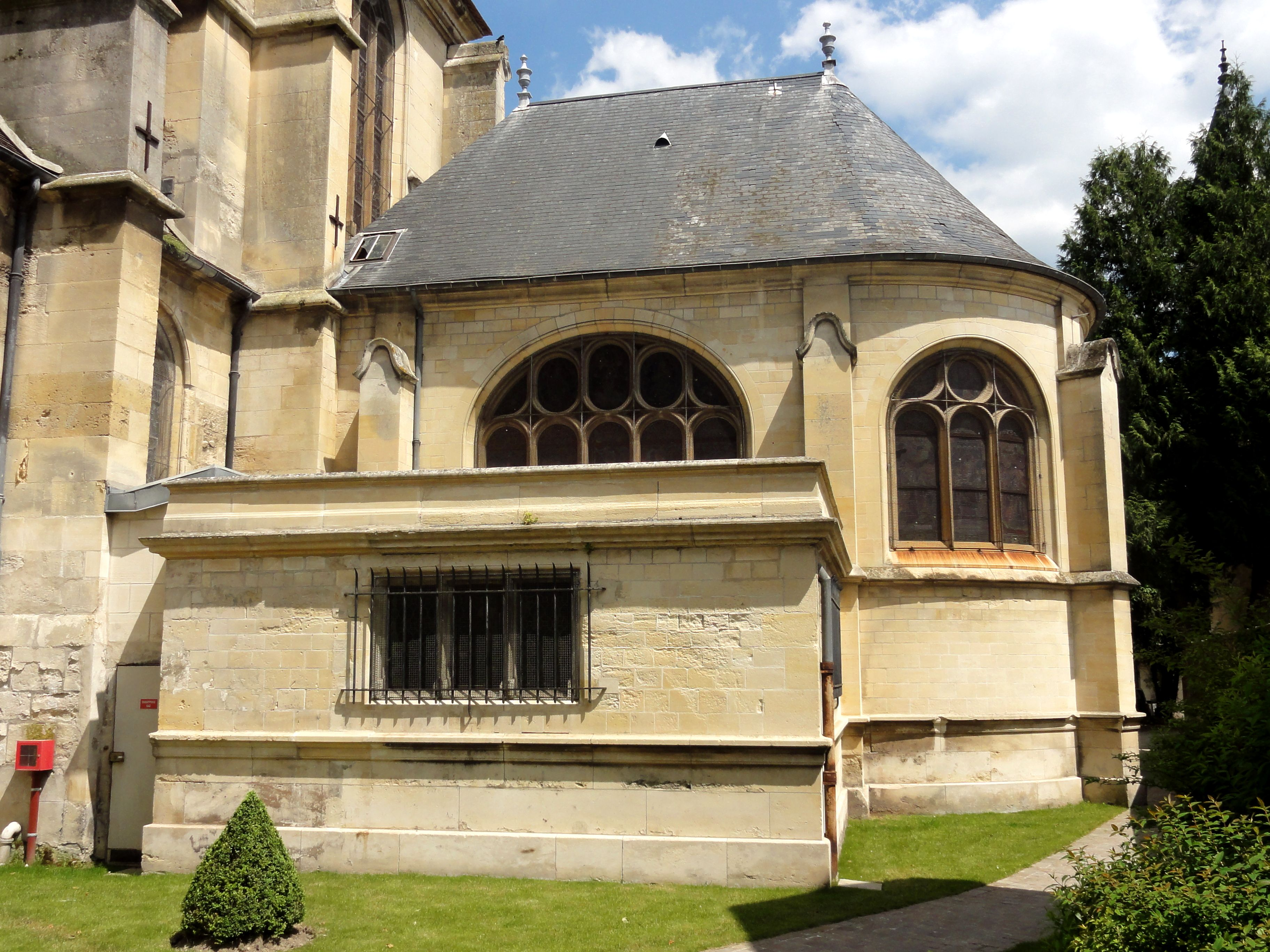
Chapelle de la Vierge.
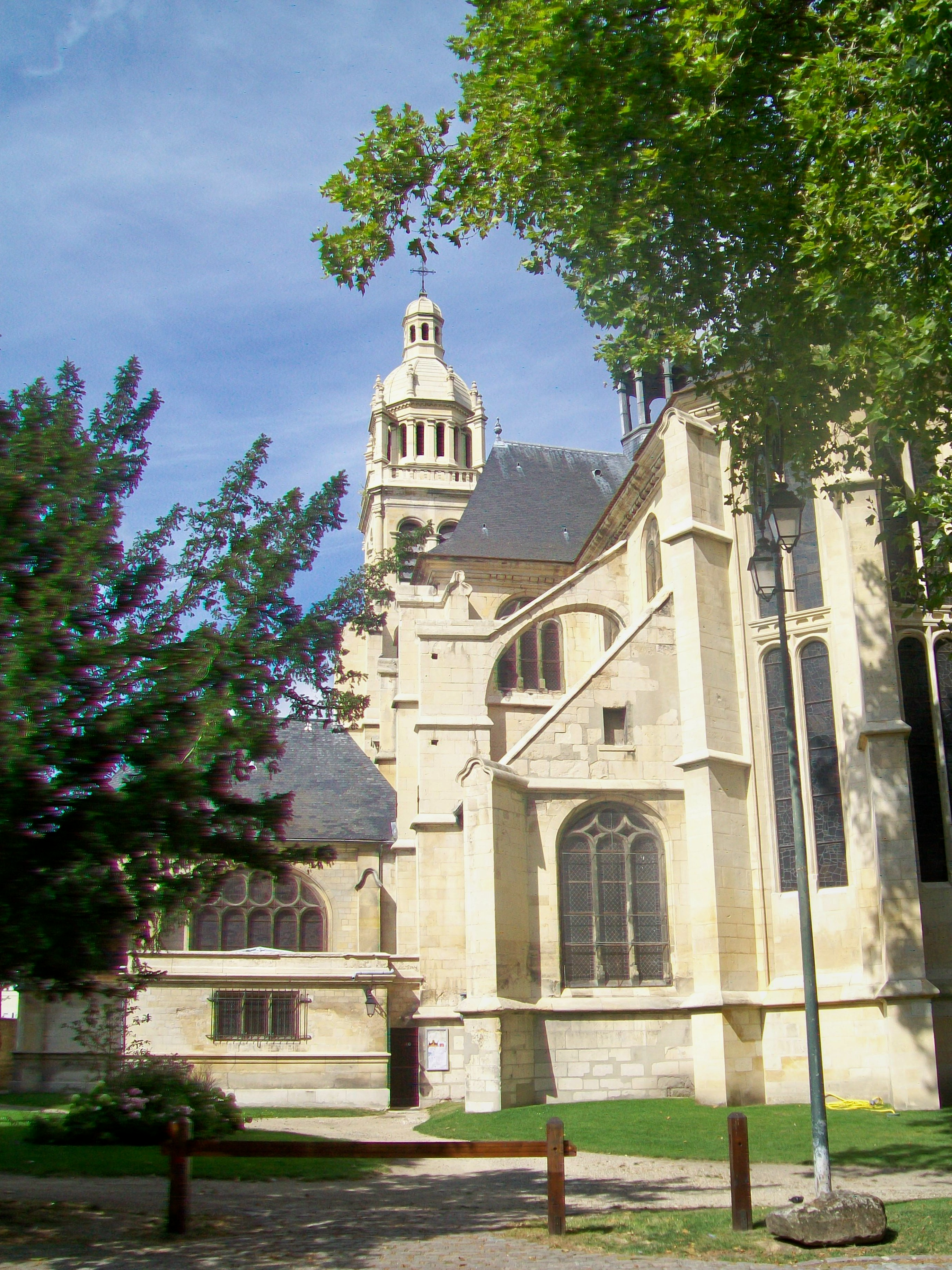
Chevet.

### Intérieur

#### Nef

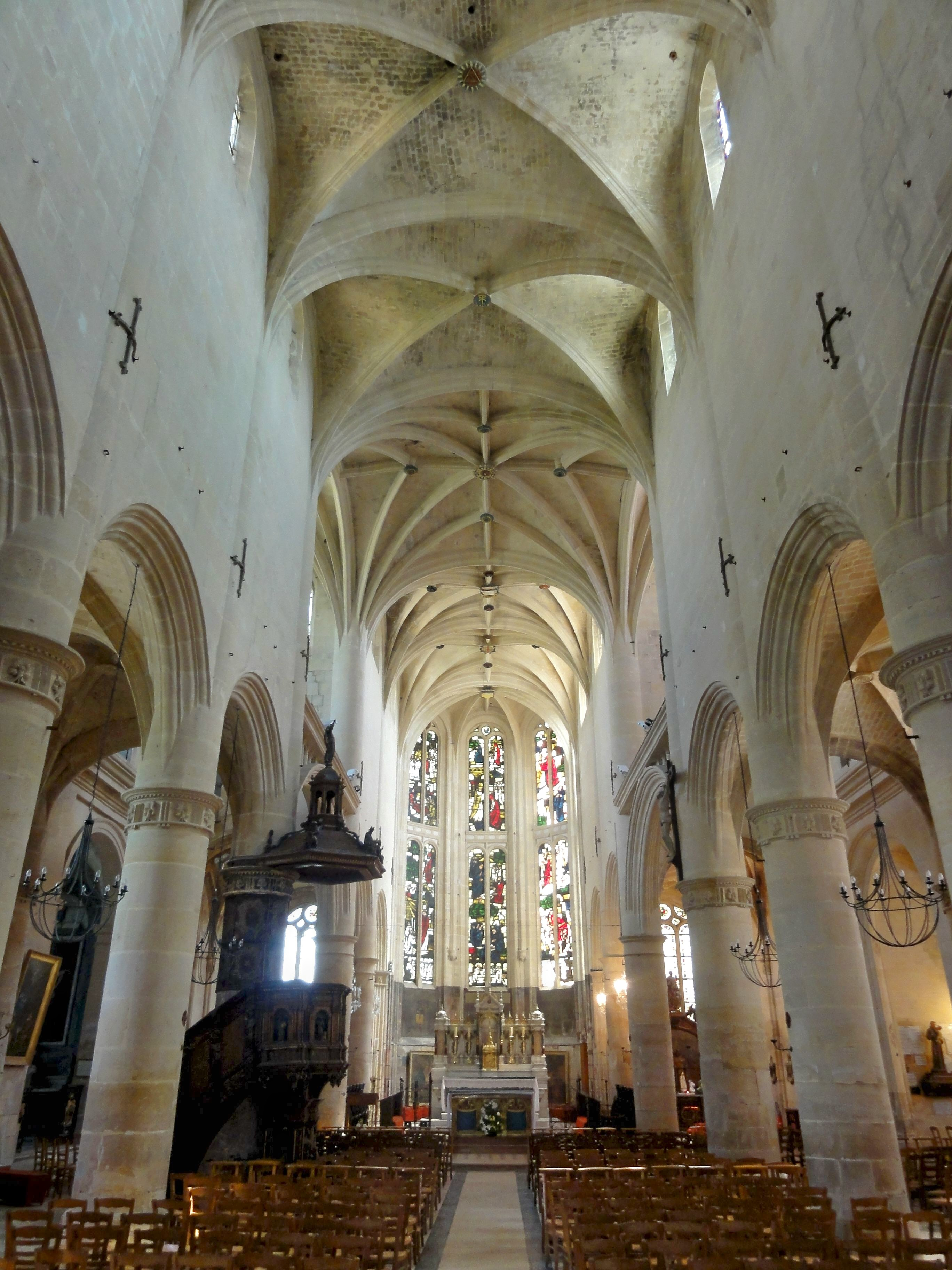
Nef, vue vers l'est.

L'intérieur de l'église, sans compter la chapelle funéraire et celle de la Vierge, atteint environ 17 mètres de largeur, pour 44 mètres de longueur. Il est également assez sobre, mais présente la même homogénéité que les façades et paraît assez lumineux grâce à la couleur claire des pierres employées. La nef est haute de 16 m, et les bas-côtés de 7,5 m. La nef communique avec les bas-côtés par des arcades en plein cintre, qui sont les seuls éléments à lui conférer un peu de caractère. Sinon, la vue se dirige rapidement vers le transept et le chœur, où une plus grande complexité des formes retire l'attention. En effet, les murs hauts au-dessus des grandes arcades sont tout à fait nus et dépourvus de la moindre ornementation, et encore plus que depuis l'extérieur animé par les toitures, la corniche et les arcs-boutants, les fenêtres hautes semblent sous-dimensionnées. Les arcades reposent sur des piliers cylindriques de 96 cm de diamètre, soit un peu plus important que l'épaisseur des arcades, ce qui permet de faire remonter une ondulation jusqu'à la naissance des voûtes de la nef. D'inspiration gothique, elles sont établies sur croisées d'ogives simples, dont les ogives se fondent directement dans ces ondulations, de même que les arcs-doubleaux. Quant aux formerets, ils font défaut dans la nef. Comme dans le transept et le chœur, les clés de voûte, vandalisées pendant la Révolution, ont presque toutes été refaites pendant la seconde moitié du XIXe siècle et sont sans grand intérêt. Pour revenir aux grandes arcades, elles sont prismatiques comme à la période flamboyante, et les ondulations et listels se fondent directement dans les piliers. Les chapiteaux font donc défaut, mais les piliers sont agrémentés d'entablements doriques un peu en dessous du niveau des impostes. Ils se composent d'une moulure formant larmier, d'un rang de denticules, d'une frise où biglyphes alternent avec des fleurons d'acanthe en faible relief, et d'une astragale. Le premier pilier au sud fait toutefois exception. C'est en même temps la pile nord-est du clocher, et il est ondulé tout en se poursuivant jusqu'à la naissance des voûtes. Dans le bas-côté sud, des demi-piliers ondulés sont engagés dans le mur ; dans le bas-côté nord, ce sont des demi-piles cylindriques de faible diamètre. Ils possèdent tous de courtes sections d'entablement recopiés sur les gros piliers et reçoivent la retombée des nervures des voûtes. Des formerets existent par ailleurs le long des murs extérieurs des bas-côtés. Il est à noter que la première travée du bas-côté sud, ou autrement dit la base du clocher, est condamnée par des murs, mais la grande arcade et le doubleau vers la seconde travée restent visibles. Les bas-côtés sont éclairés par des fenêtres à deux formes, dans les murs latéraux et dans le mur occidental du bas-côté nord.

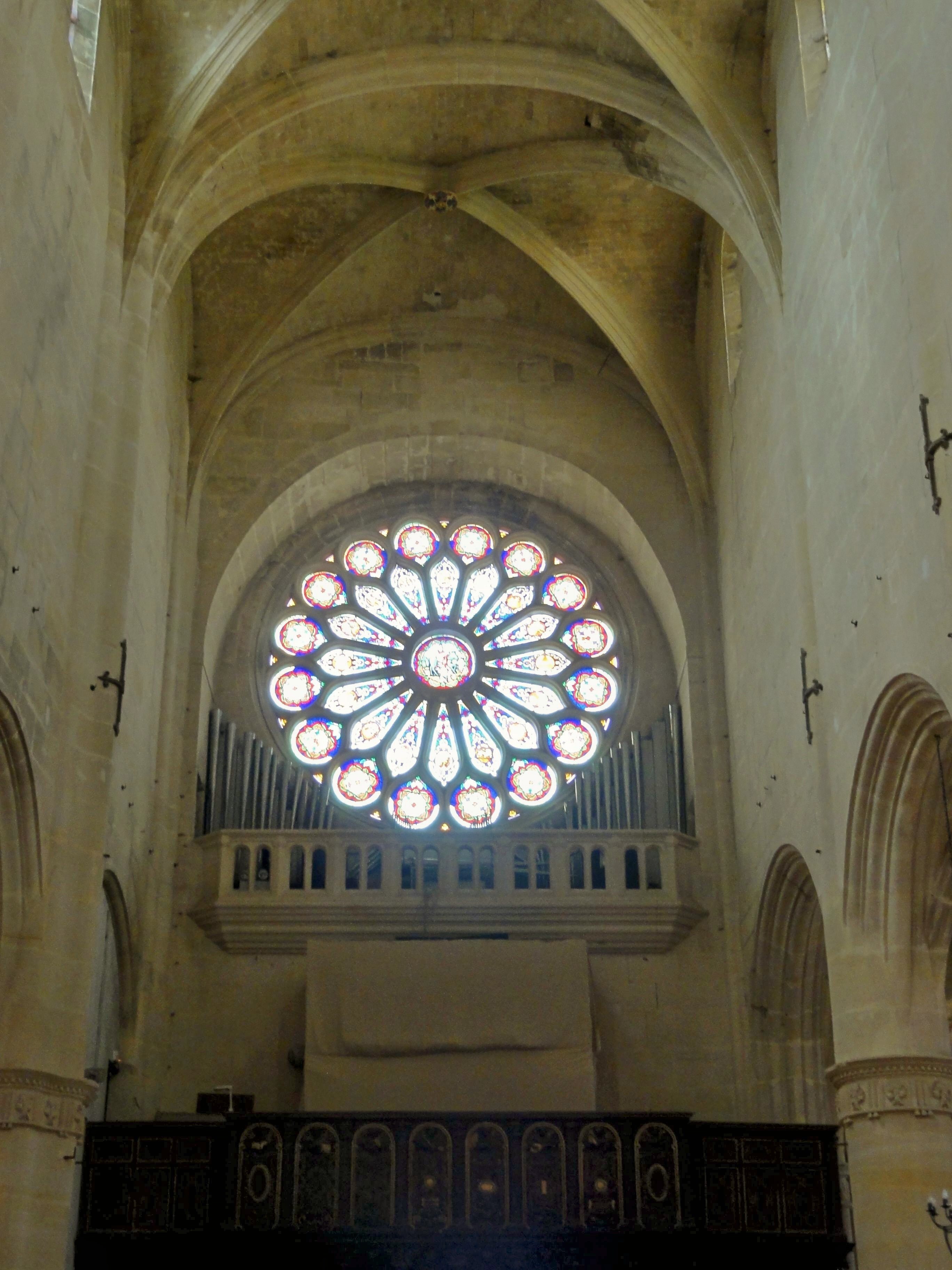
Revers de la façade.
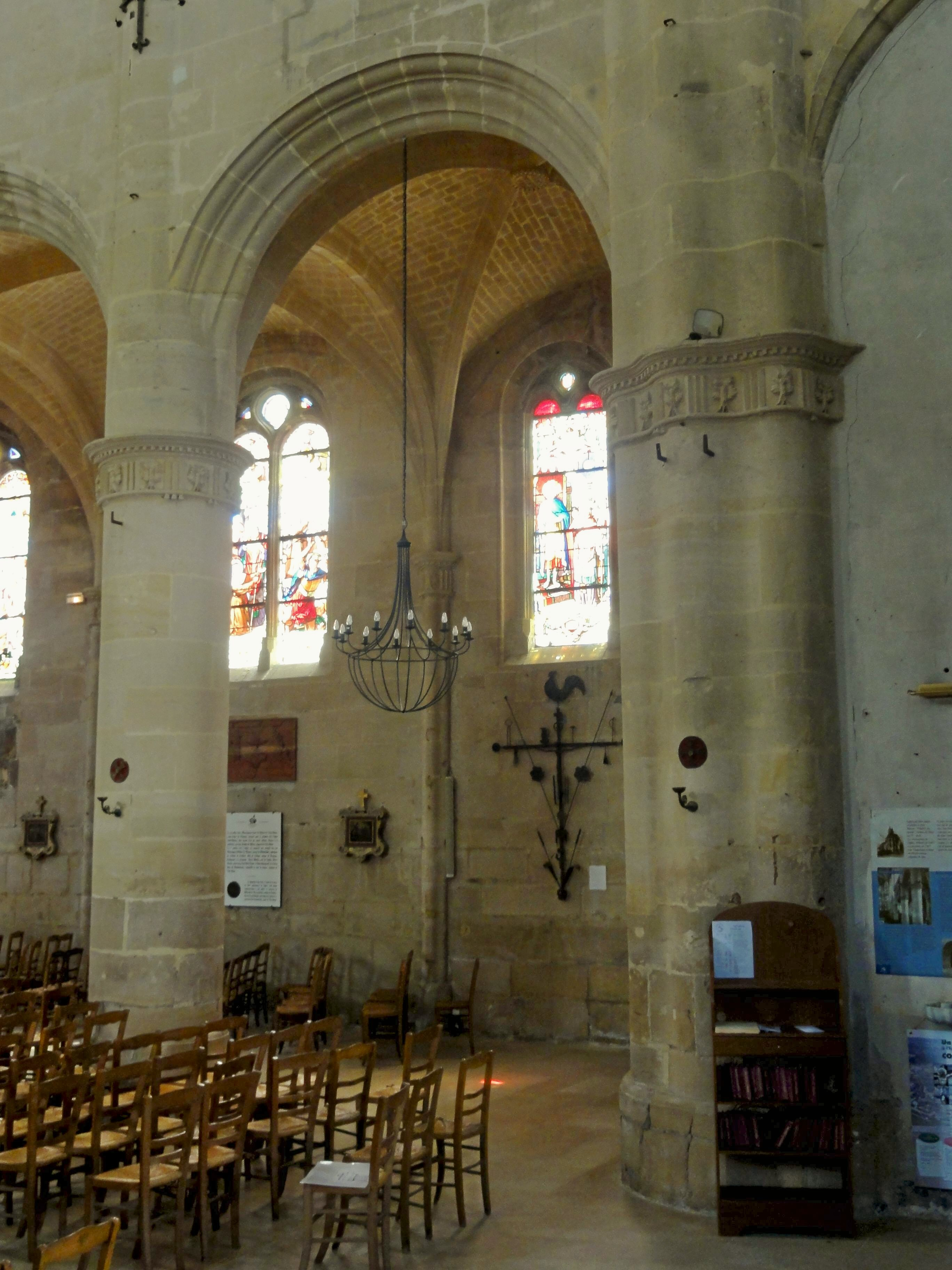
2e grande arcade.
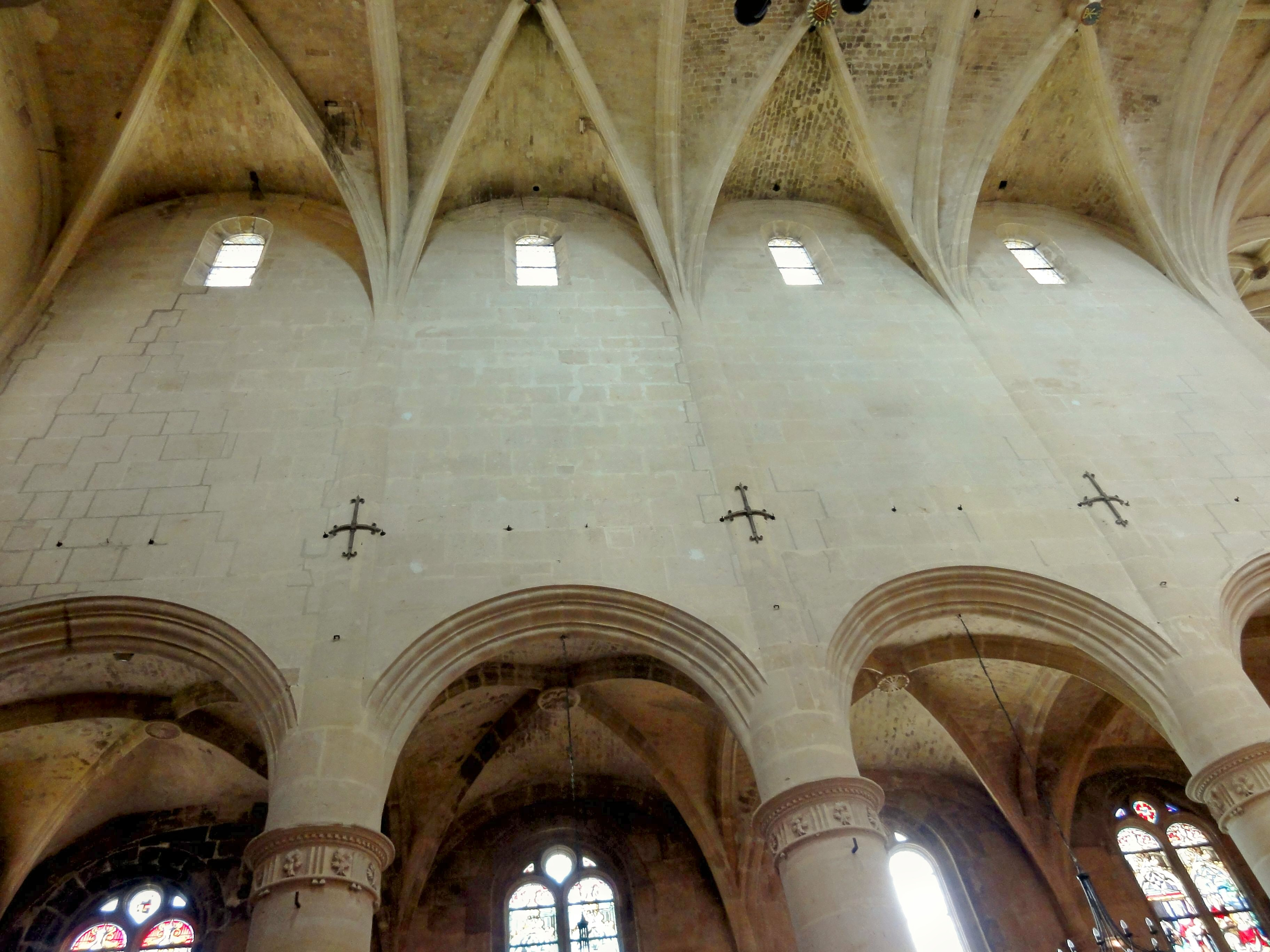
Parties hautes au nord.
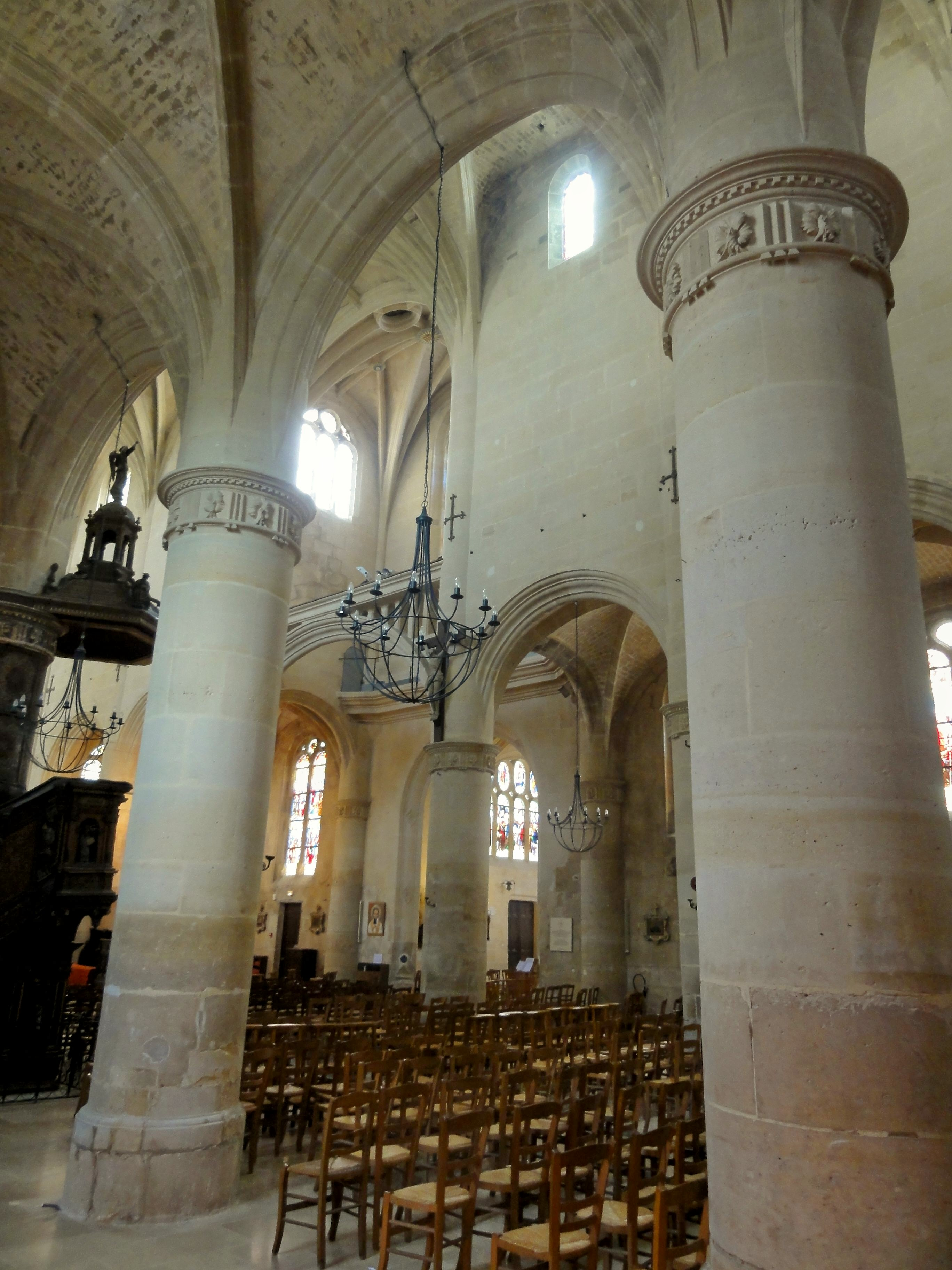
Vue depuis le bas-côté nord.
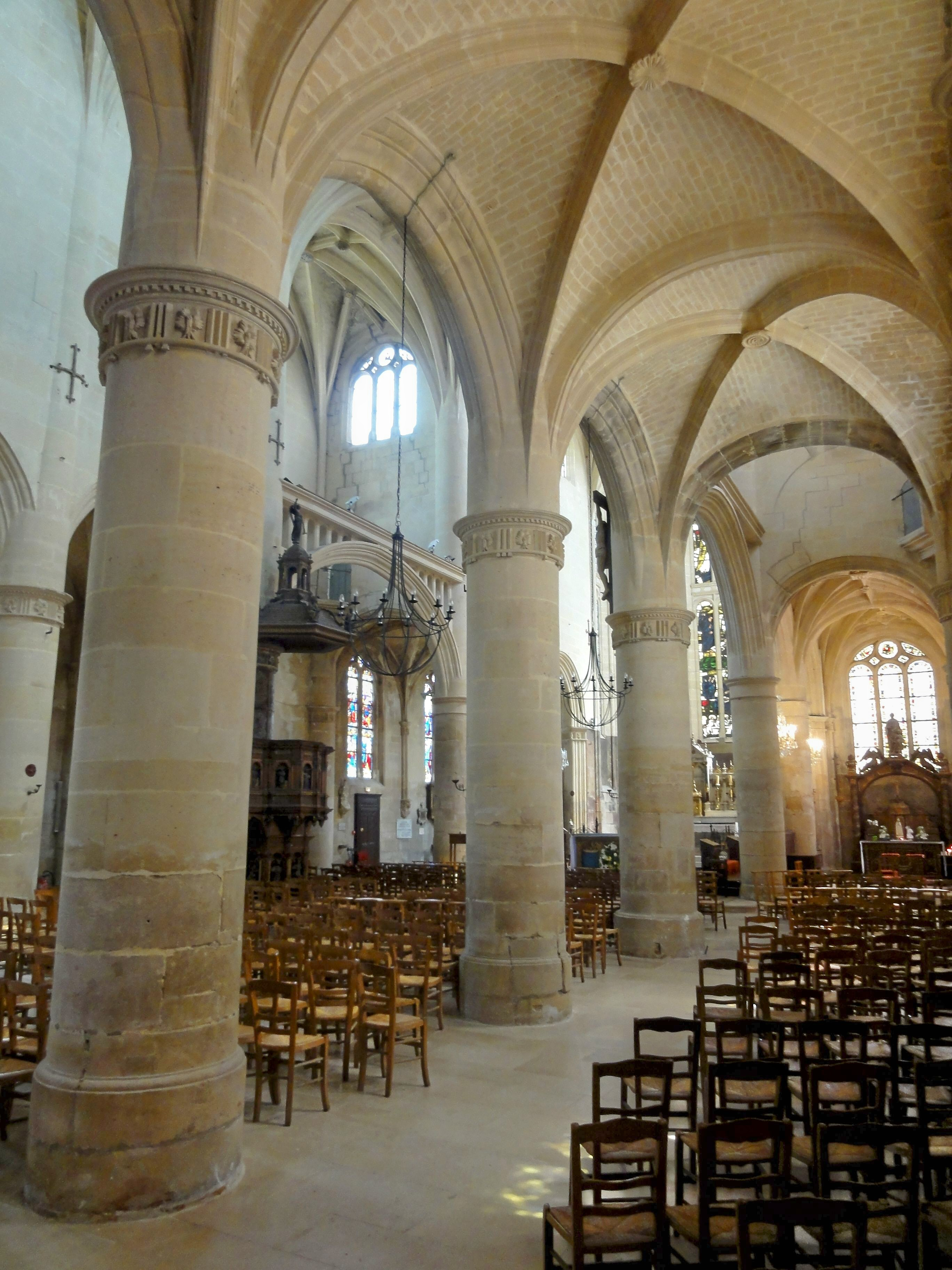
Bas-côté sud.
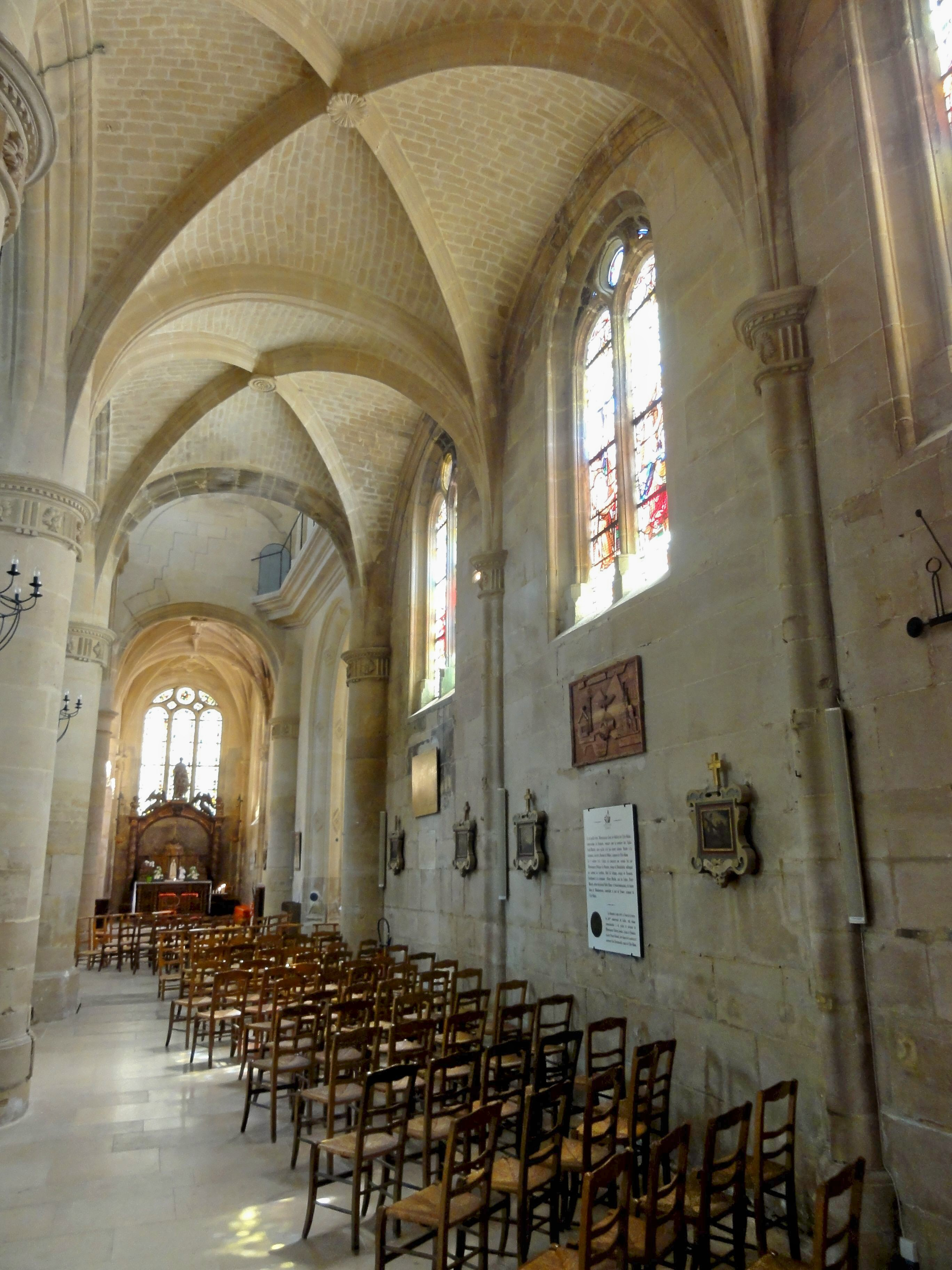
Bas-côté sud.

#### Transept

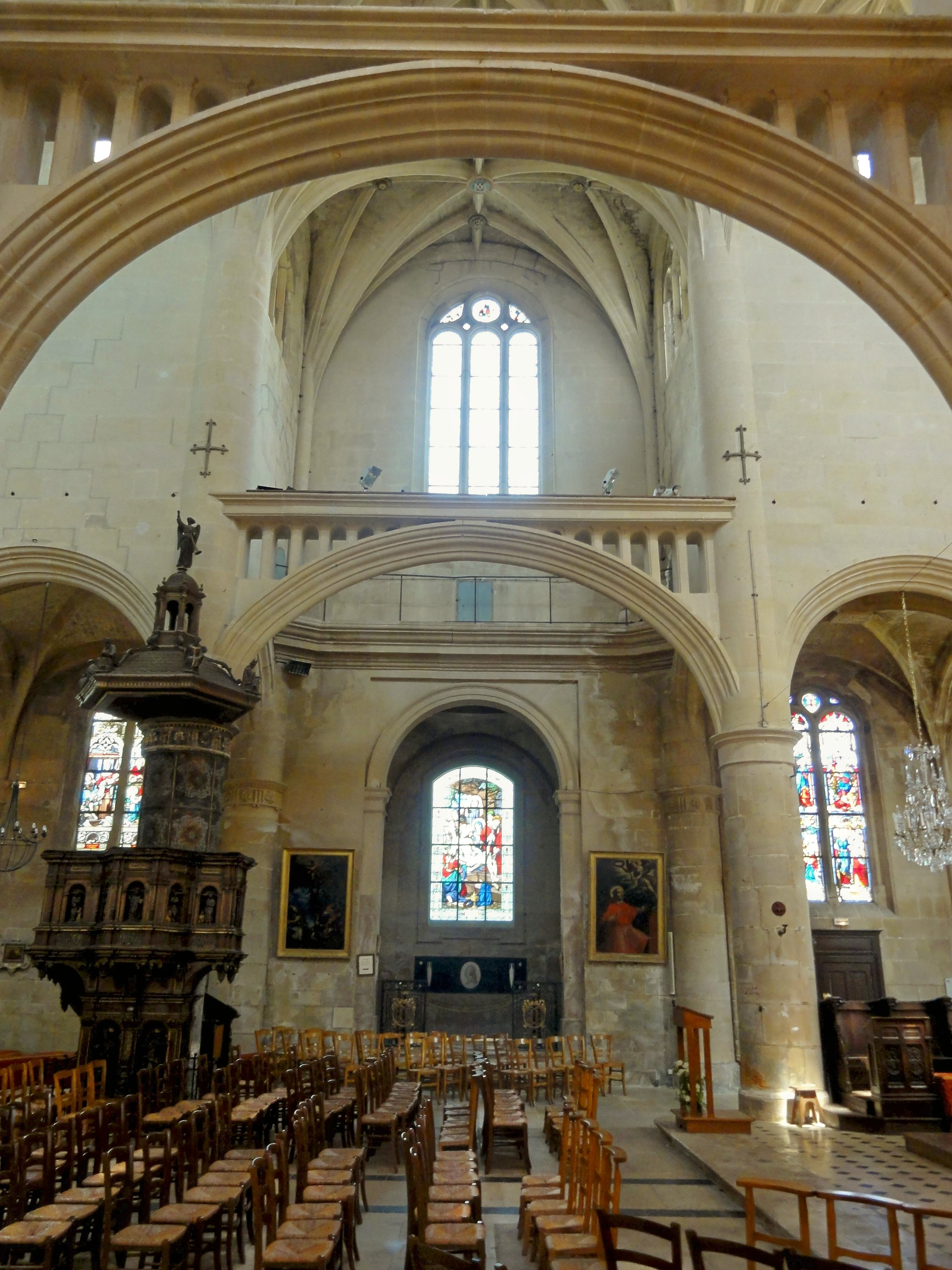
Transept, vue sud-nord.

Le transept mesure environ 38 mètres dans œuvre et 40 hors-d’œuvre. Il atteint la même hauteur que la nef, mais les grandes arcades de la nef se continuent sans rupture, et séparent visuellement la croisée des croisillons. Leurs écoinçons sont ajourés, et il n'y a évidemment pas de mur en dessus des arcades. Cette disposition est rare, et se trouve de façon différente dans l'église Saint-Étienne-du-Mont de Paris, entre la nef et les collatéraux de même hauteur. Elle permet de maintenir, aux quatre extrémités de la croisée, le même diamètre des piliers qu'ailleurs. Ces piliers s'engagent dans les murs hauts et montent jusqu'à la naissance des voûtes, qui sont ici à liernes et tiercerons, avec des liernes allant jusqu'aux formerets et doubleaux. La voûte du croisillon sud est par ailleurs percée d'un trou de cloche, non au centre mais dans le voûtain septentrional (alors que c'est au milieu du toit de la croisée que se dresse un petit clocher). Dans les quatre extrémités du transept, l'on trouve des demi-colonnes engagées dans les murs, du même diamètre que celles des grandes arcades, et elles se poursuivent dans les parties hautes en tant que quarts de colonnes. Les colonnes et demi-colonnes portent le même entablement que dans les grandes arcades de la nef, mais sur les deux piliers appartenant en même temps aux grandes arcades du chœur, l'emplacement de la frise reste vide, et les denticules manquent également. Une autre irrégularité représentent les arcades faisant communiquer les croisillons avec les bas-côtés de la nef et du chœur, qui ont un profil plus simple que les grandes arcades de la nef et du chœur. Concernant les fenêtres, il n'y a pas de fenêtres basses, supprimées lors de l'adjonction de la chapelle funéraire au nord et la chapelle de la Vierge au sud. Les fenêtres hautes sont à trois formes, et celles des extrémités sont plus hautes que celles des murs gouttereaux. En dessous de ces fenêtres latérales, des arcs de décharge plein cintre sont visibles dans l'appareil. Restent à signaler les coursières en encorbellement, établis le long des murs extérieurs et protéger par des garde-corps sommaires. Elles permettent de relier les combles des bas-côtés entre eux, car il n'y a qu'un seul escalier permettant d'accéder à ce niveau.

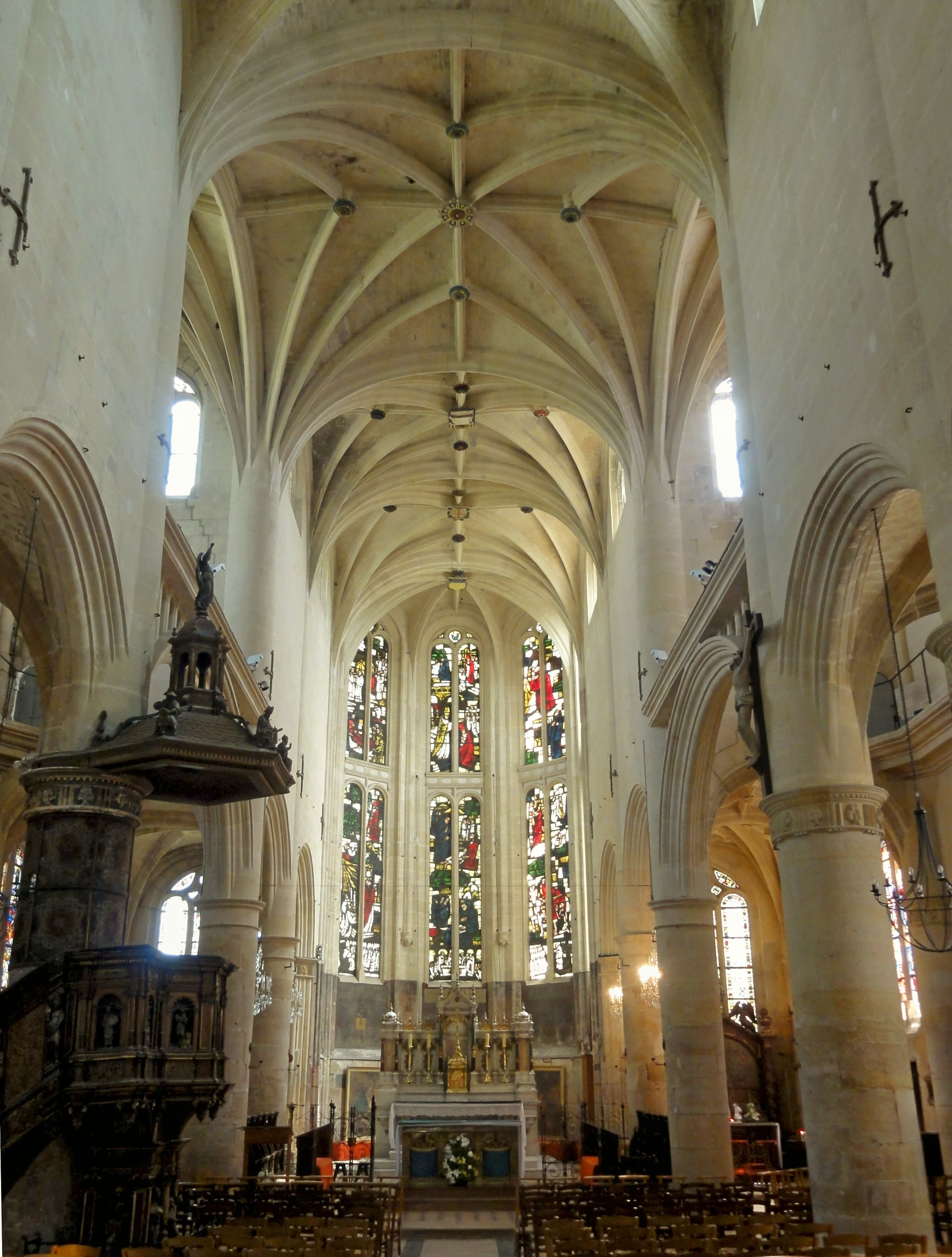
Croisée du transept, vue vers le chœur.
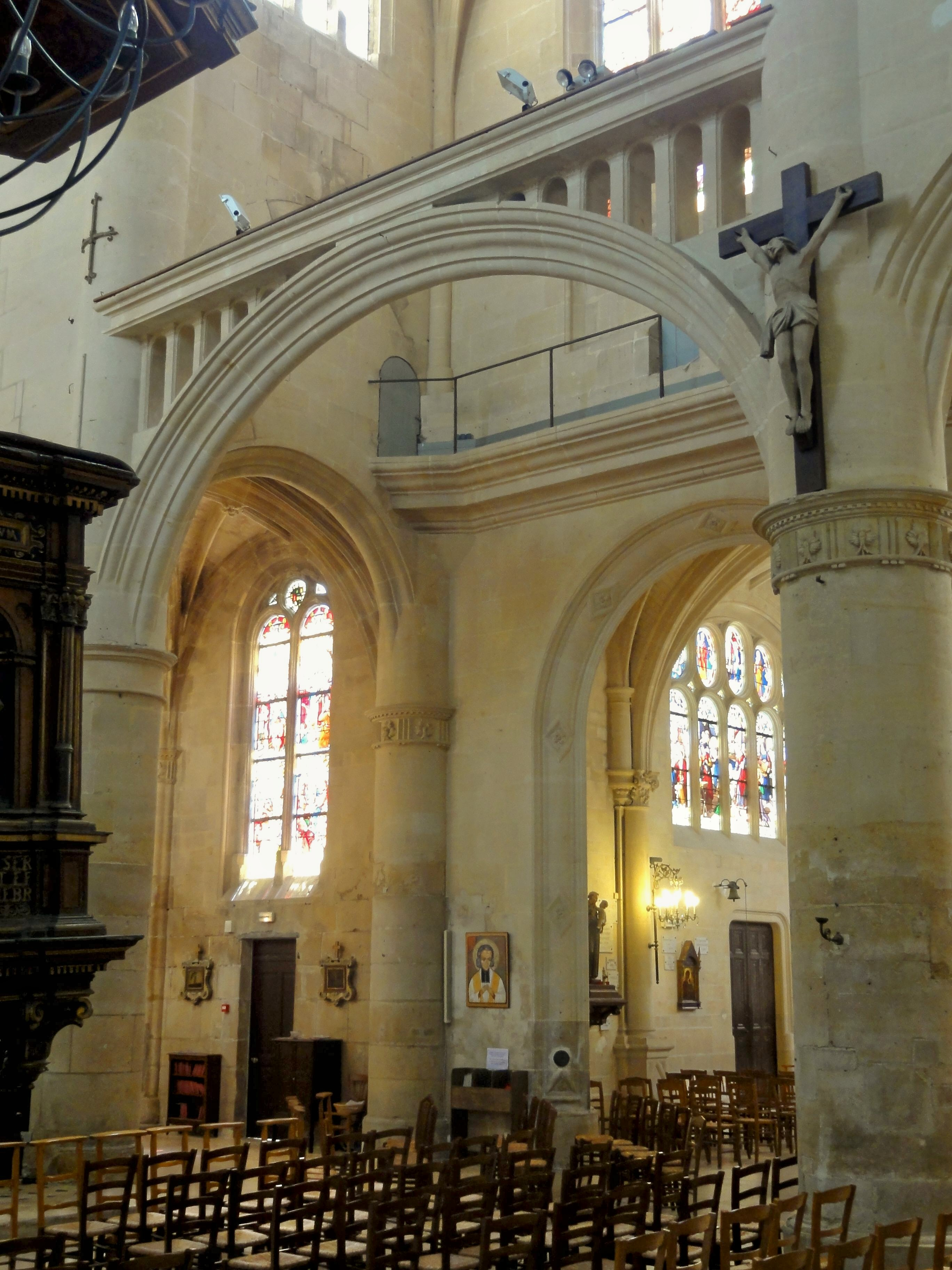
Croisillon sud, vue dans la chapelle de la Vierge.
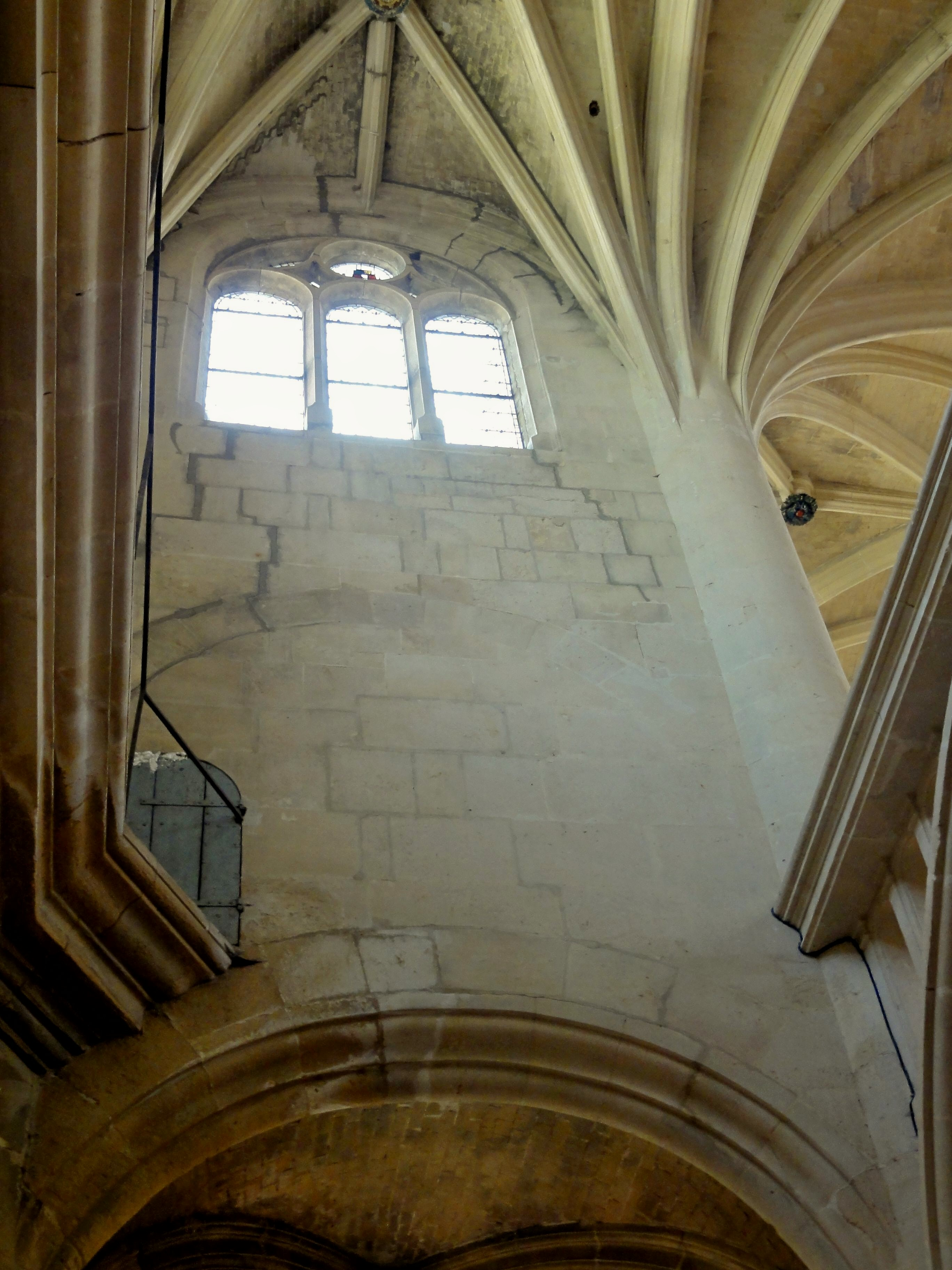
Croisillon nord, fenêtre haute côté est.
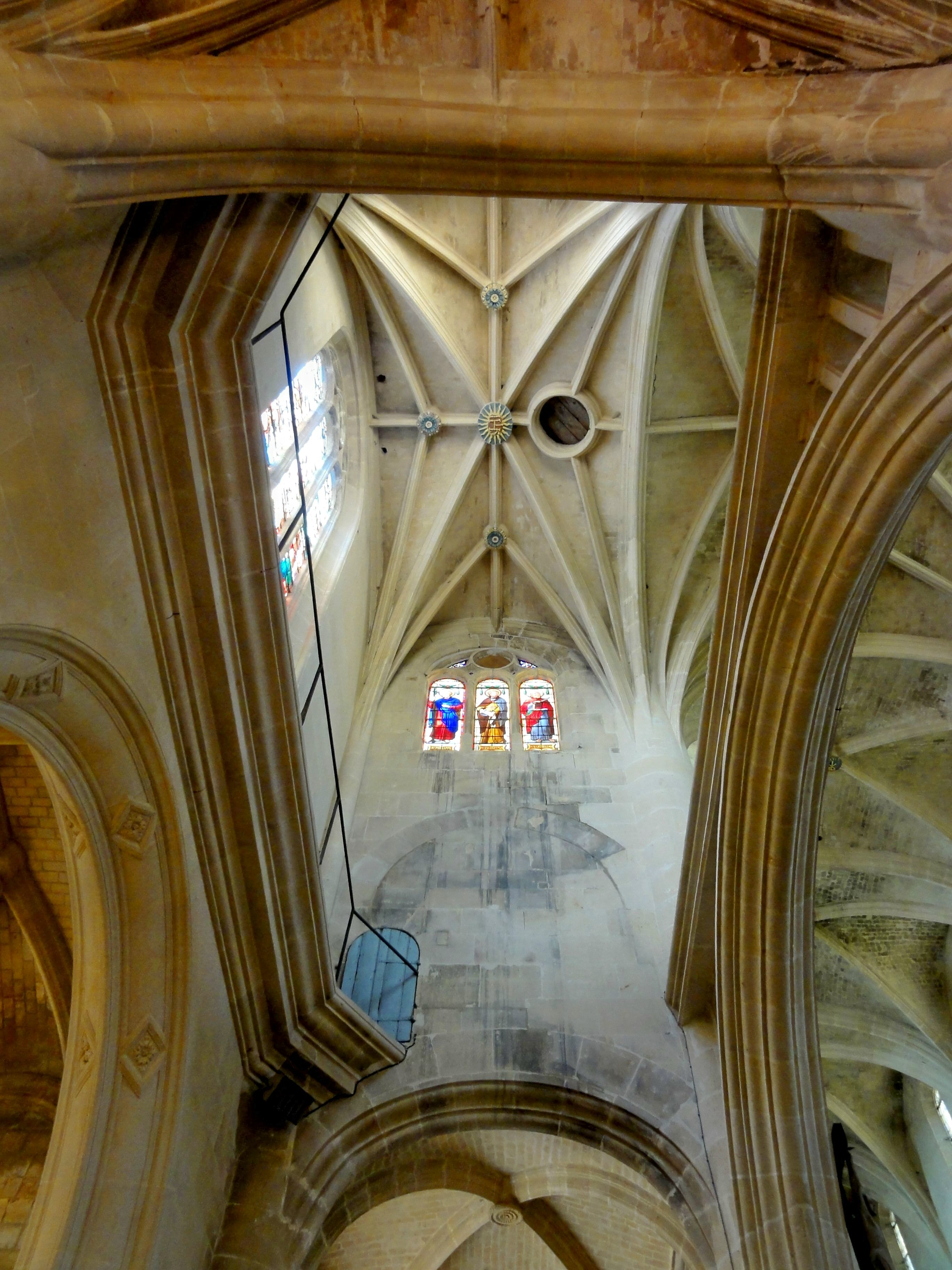
Croisillon sud, parties hautes et voûte.
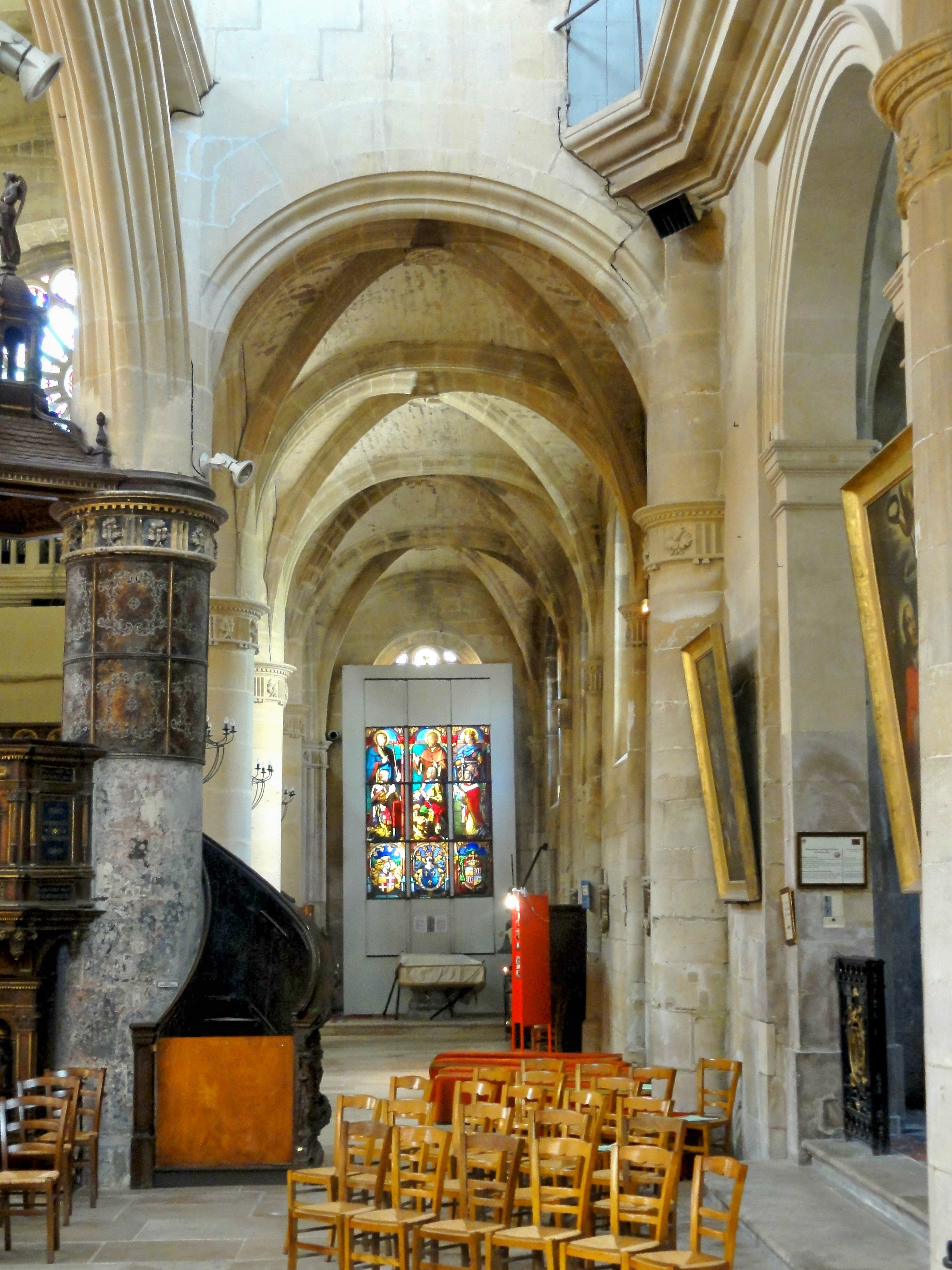
Croisillon nord, vue dans le bas-côté nord.
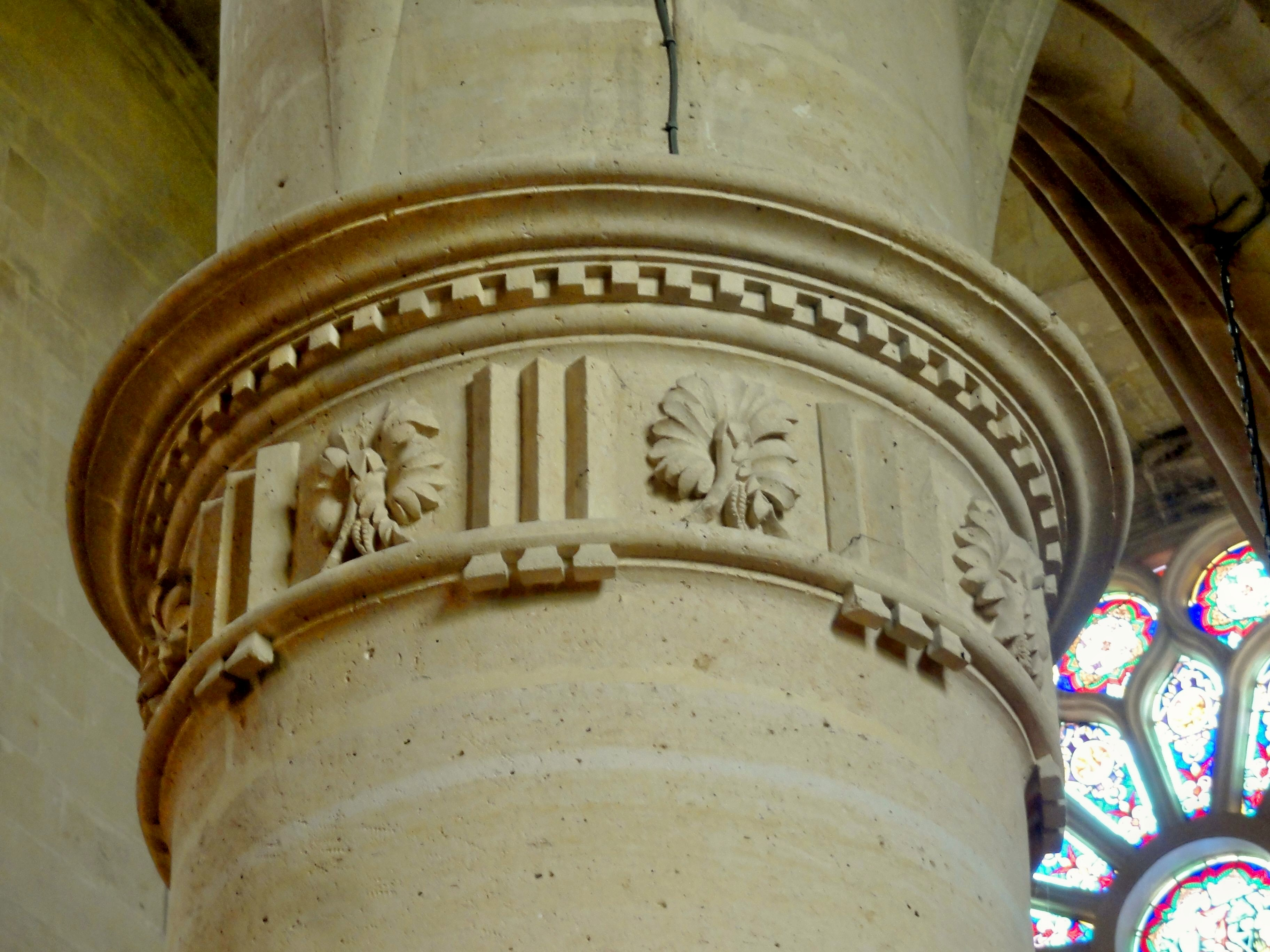
Entablement des piliers des grandes arcades.

#### Chœur et collatéraux

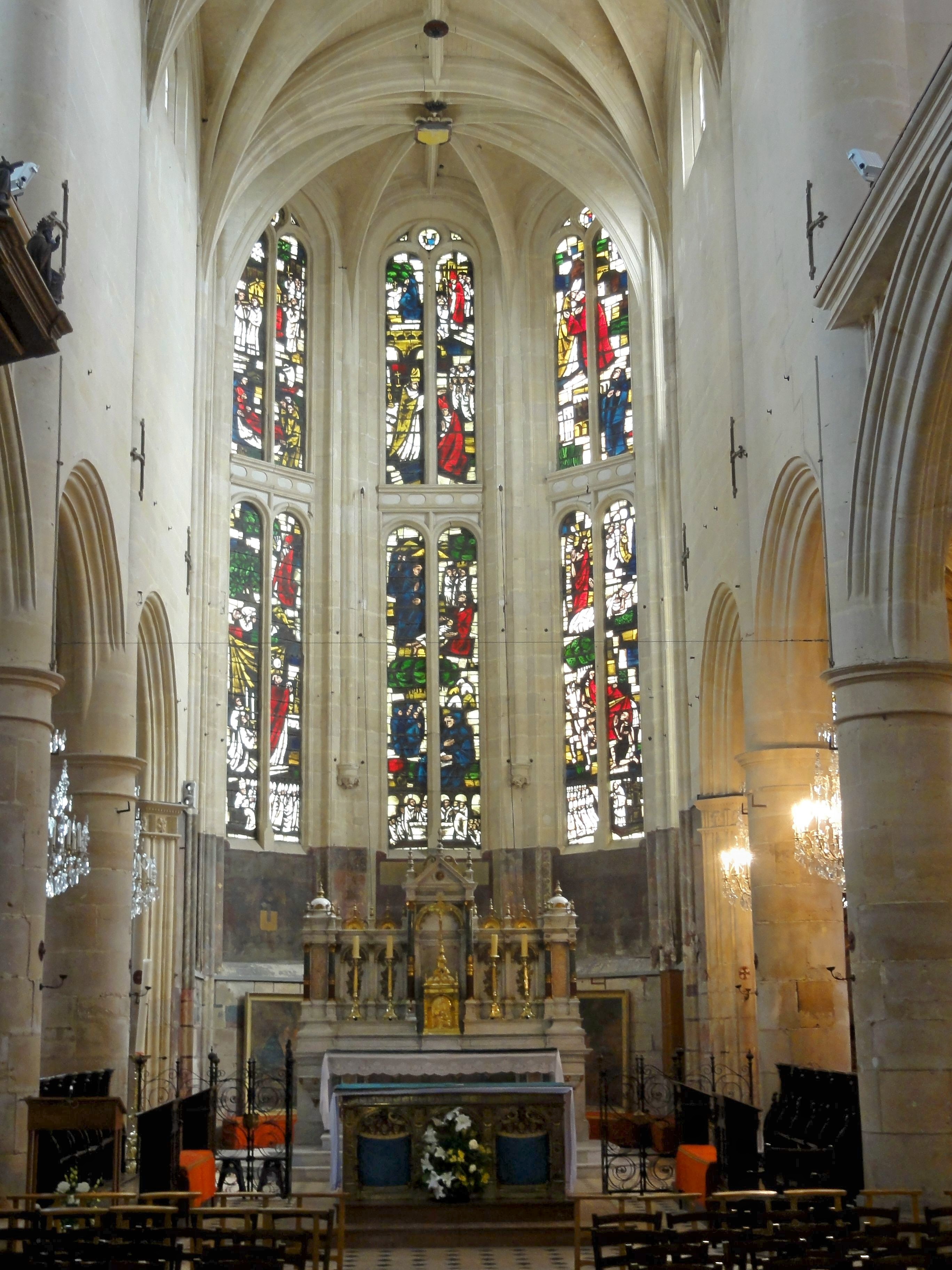
Chœur, vue générale avec les anciens vitraux.

Le vaisseau central du chœur est voûté exactement à la même hauteur que la nef et le transept, et les grandes arcades ouvrant dans les bas-côtés ont exactement les mêmes dimensions et les mêmes moulures que dans la nef. Il y a toutefois des différences : comme déjà signalé pour la croisée d'un transept, l'entablement des colonnes est seulement esquissé, et les fenêtres hautes sont plus grandes que dans la nef. Ce sont des fenêtres à meneau central, de même hauteur que dans les murs gouttereaux du transept. En plus, comme dans le transept, les voûtes sont à liernes et tiercerons. L'abside se caractérise par ses cinq baies de grande hauteur, deux dans la partie droite, deux dans les murs biais et une dans la partie centrale du chevet. La partie inférieure des fenêtres est bouchée jusqu'à la hauteur des impostes des grandes arcades, mais l'on y trouve un décor polychrome de prédominance rouge, dans un très bon état de conservation grâce à la présence de boiseries à la période révolutionnaire. Horizontalement, toutes les fenêtres de l'abside sont subdivisées aux deux tiers de leur hauteur d'origine, afin d'assurer une stabilité suffisante. Quant aux collatéraux, ils sont généreusement éclairés eux aussi grâce à de larges fenêtres à trois formes dans les murs orientaux, s'ajoutant aux fenêtres des murs gouttereaux, qui sont les mêmes que dans les bas-côtés de la nef. Au sud, la retombée des voûtes se fait sur des parties de piliers ondulés engagés dans les murs, comme dans le bas-côté sud, mais les voûtes sont à liernes et tiercerons. Dans la seconde travée du collatéral sud, des losanges sont interposés aux quatre points de rencontre des liernes et tiercerons, et les clés de voûte sont particulièrement nombreux (dix-sept au total). Les clés centrales représentent un entrelacs des trois lettres du monogramme IHS. Au nord, entre la première et la seconde travée, la petite demi-colonne engagée s'arrête exceptionnellement sur un cul-de-lampe de la forme d'un ange. Ici, les voûtes sont ordinaires. Une particularité représente la fin des grandes arcades au chevet, où l'architecte a opté pour un agencement proche de l'esthétique des piliers ondulés. L'entablement complète de la nef et du transept fait ici son réapparition. — Le collatéral nord du chœur était initialement la chapelle Saint-Nicolas, mais est devenu la chapelle Saint-Godegrand après qu'une relique de l'évêque de Sées (la tête) y fut déposée. Le collatéral sud est considéré comme la chapelle Saint-Joseph. Le chœur est fermé par une grille de 1863 dessinée par Roguet, remplaçant une autre grille achetée d'occasion en 1743.

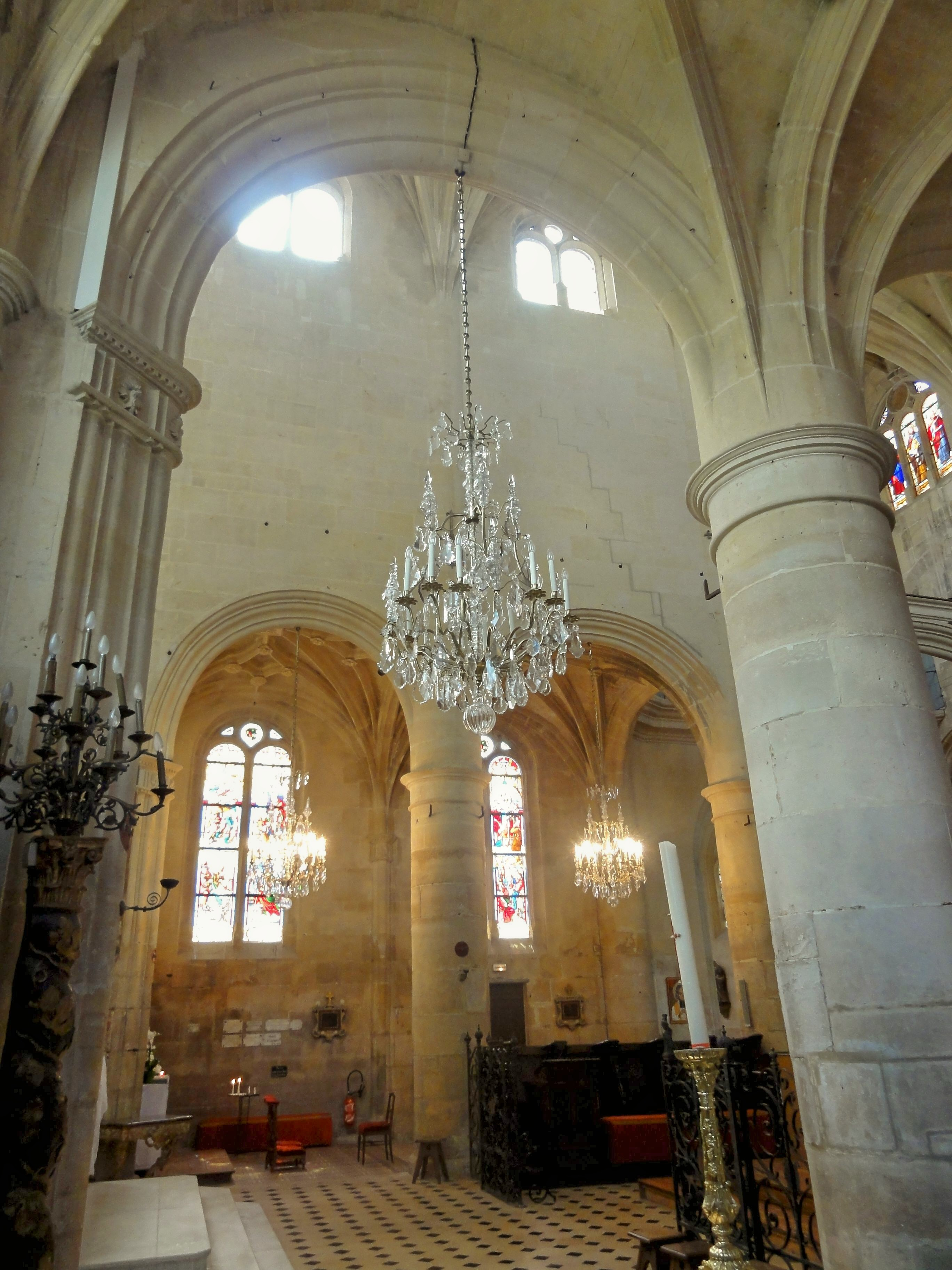
2e grande arcade au nord.
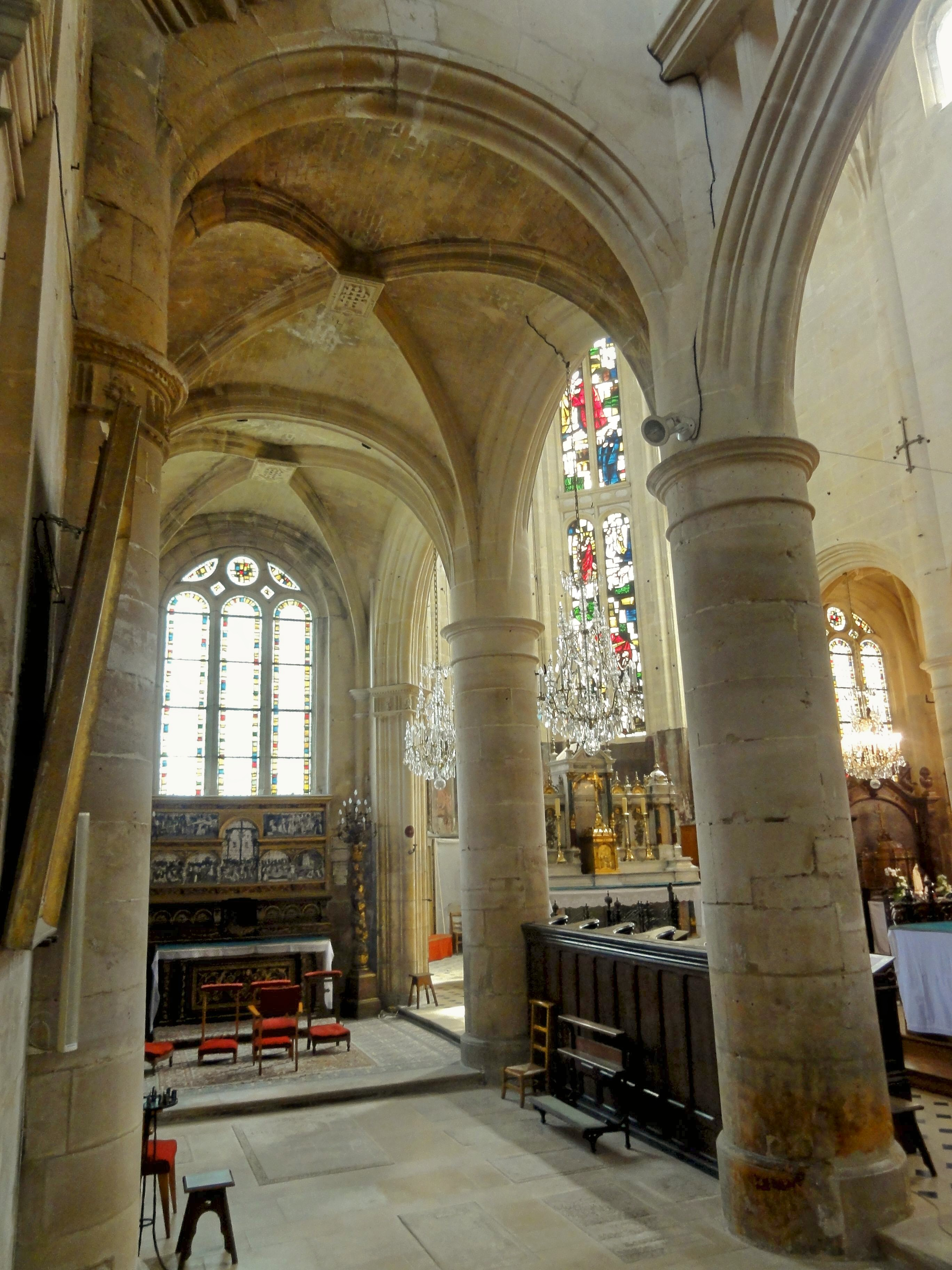
Collatéral nord.
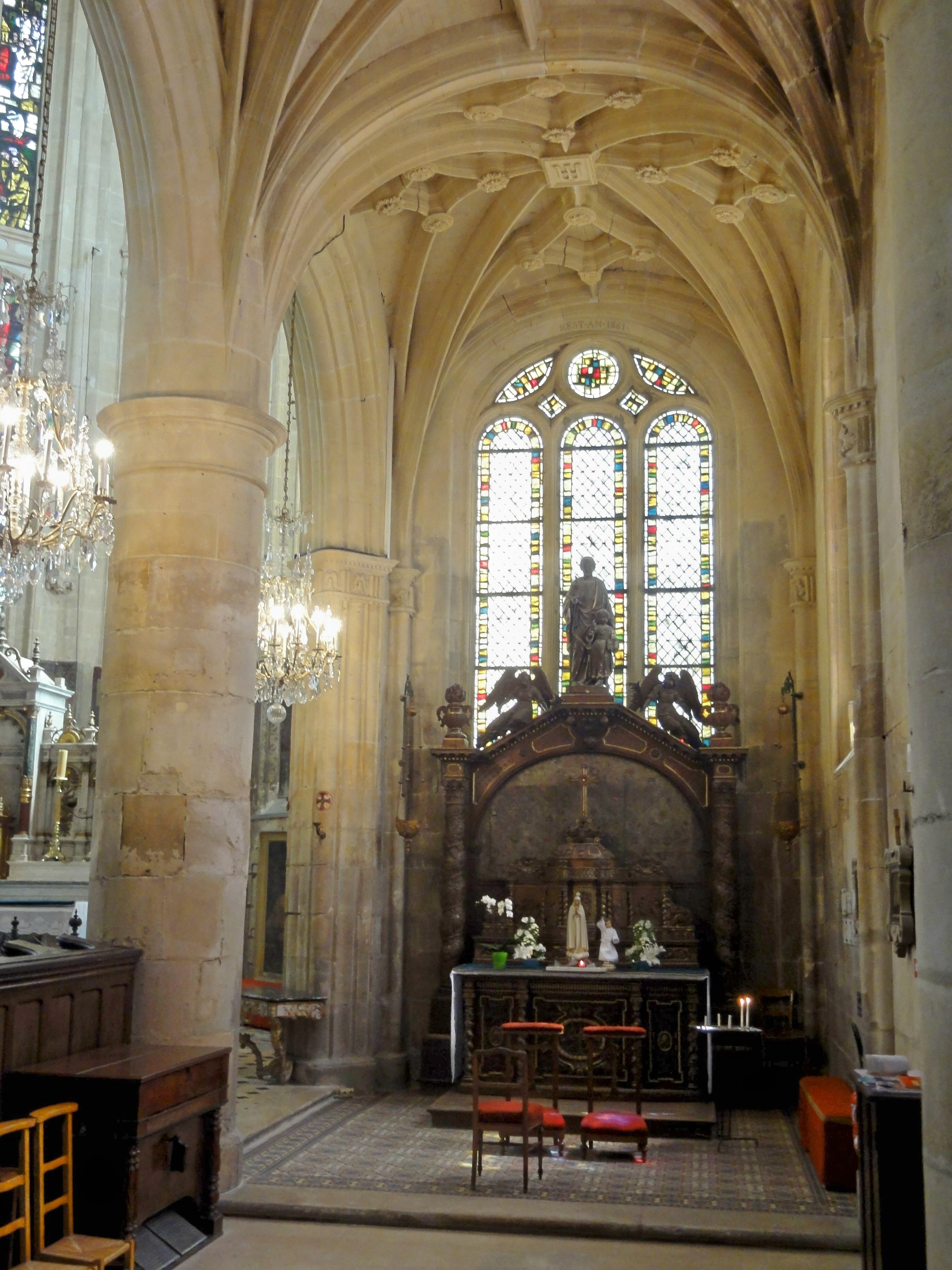
Collatéral sud.
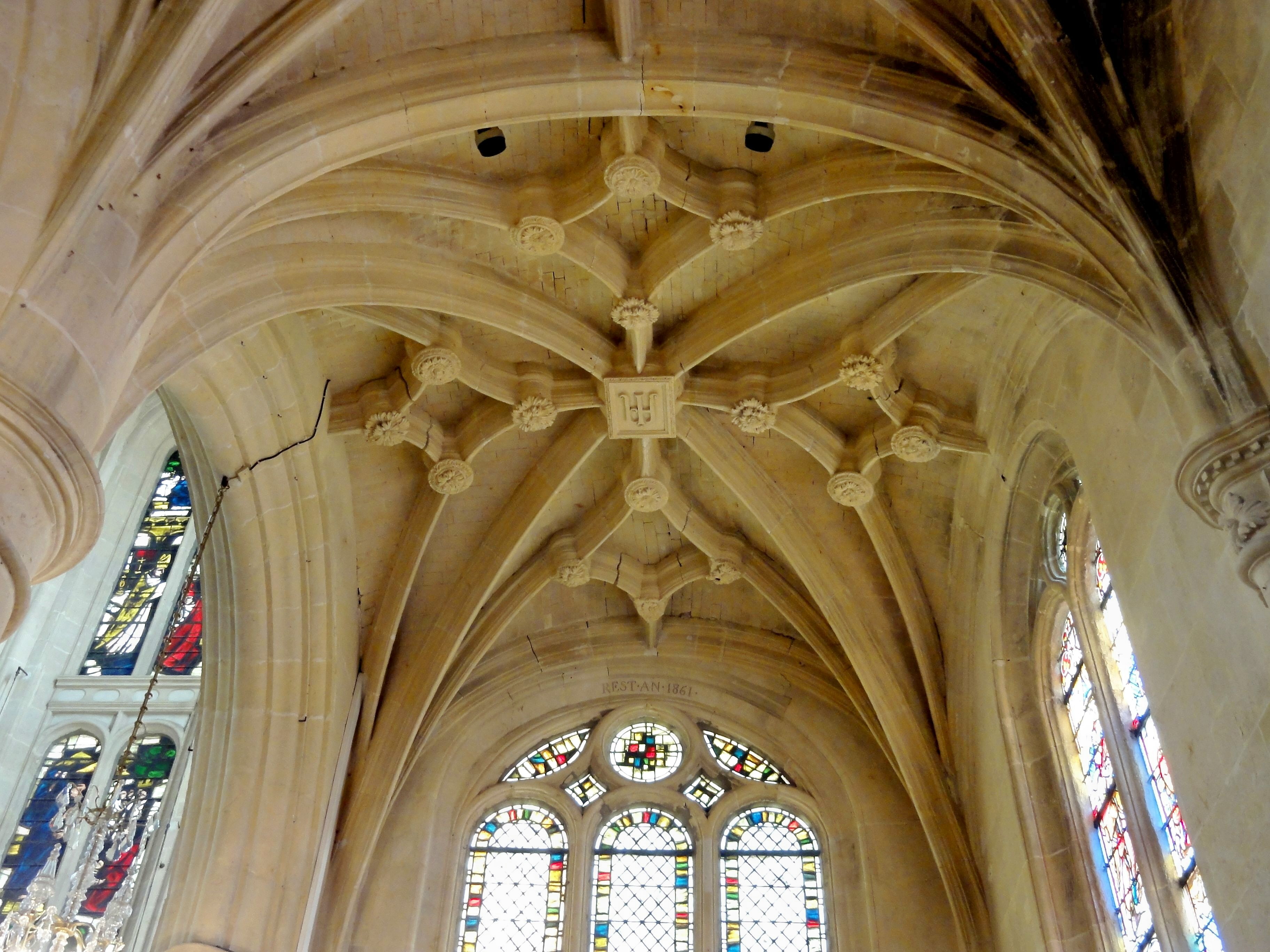
Collatéral sud.
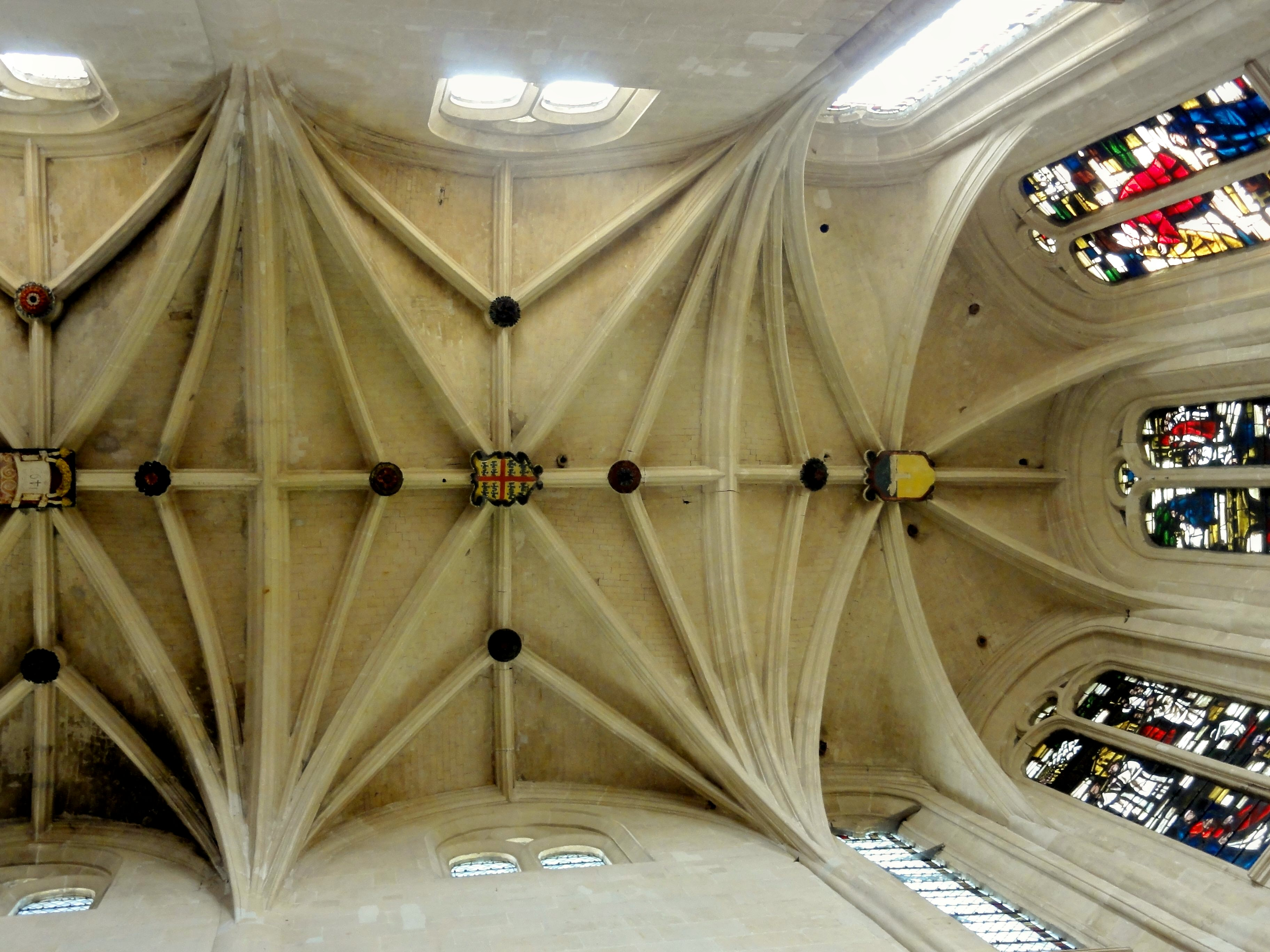
Voûtes du chœur.
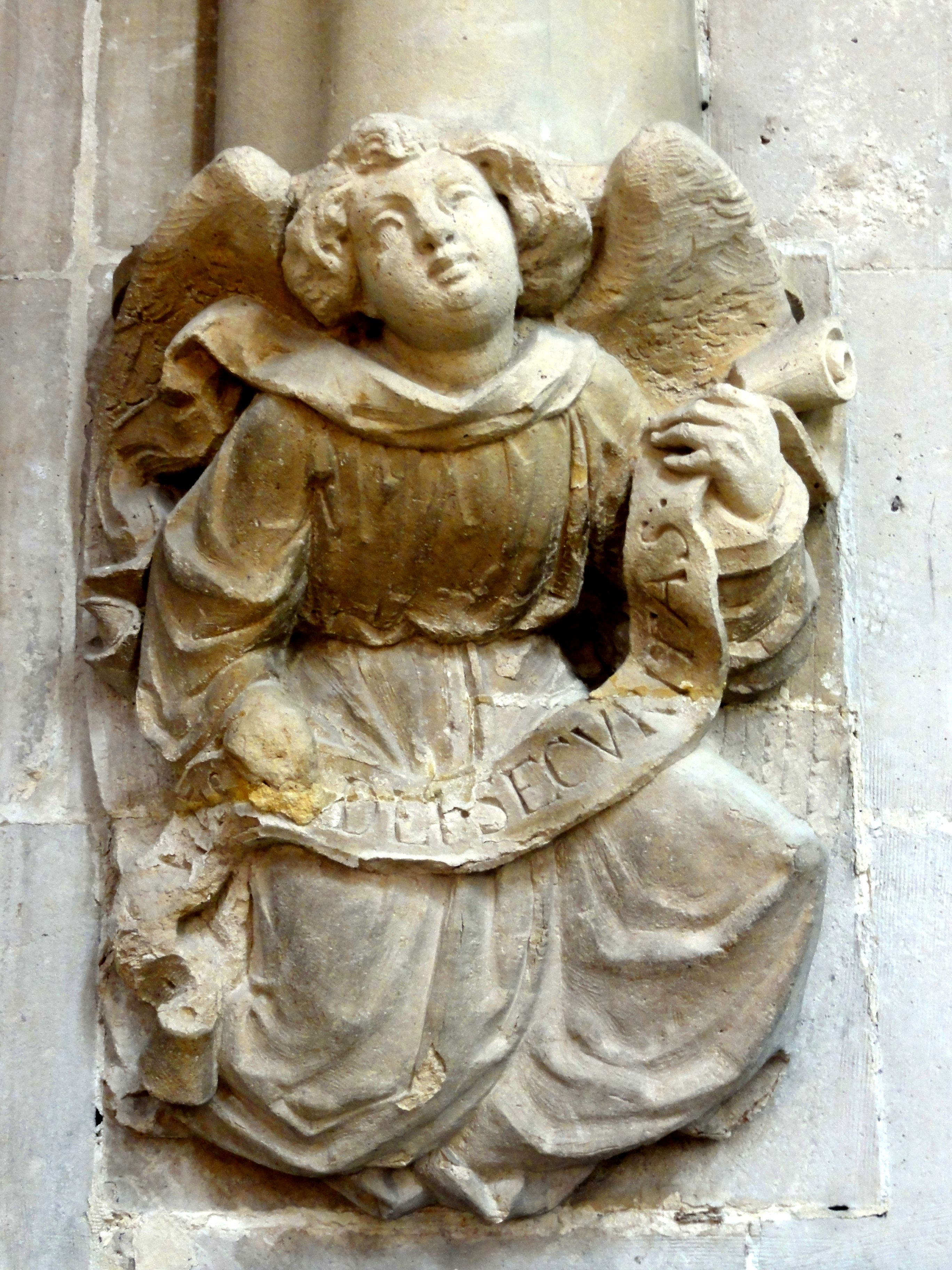
Cul-de-lampe au nord.

#### Chapelle funéraire
La construction de la chapelle est entamée après la mort de Louis-François de Bourbon-Conti, survenue le 2 août 1776 à Paris. Son corps est embaumé et inhumé cinq jours plus tard dans le chœur de l'église Saint-Martin. Il est transféré dans la nouvelle chapelle pour le premier anniversaire de son décès. À la même occasion, la chapelle est consacrée et dédiée à saint François d'Assise (pourtant, aucun hommage n'est rendu à ce saint dans la chapelle). De style classique, la chapelle a été exécutée par le maître-maçon Talbot d'après les plans de l'architecte Jean-Marie Morel. Elle est de plan rectangulaire, et s'ouvre depuis l'extrémité nord du croisillon nord par une arcade en plein cintre, qui fait face à une arcade identique engagée dans le mur extérieur, où elle sert de cadre à l'unique fenêtre. Deux autres arcades établies perpendiculairement délimitent un espace carré au centre de la chapelle, recouvert par une fausse voûte d'arêtes dont le sommet est orné d'un caisson ovale. Directement en dessous, une dalle recouvrait jadis le caveau proprement dit ; elle a été remplacée par une vitre permettant au visiteur de jeter un regard à l'intérieur. À gauche et à droite de l'espace central, les extrémités est et ouest sont voûtées en berceau. Celle de droite abrite un autel de marbre, surmonté d'un tableau attribué à Alonzo Cano. Le groupe sculpté placé sur l'autel n'a aucun rapport avec le prince de Conti : il veut entretenir la mémoire des enfants de la commune morts pour la France pendant la Première Guerre mondiale. L'extrémité de gauche, côté ouest, contient le mausolée en marbre bleu turquin, comportant notamment une pyramide en bas-relief appliquée contre le mur et une sculpture en plâtre représentant la Douleur. C'est une maquette du sculpteur Jean Guillaume Moitte pour la statue originale ayant orné le tombeau du roi Louis XV avant la Révolution. Le médaillon du prince dans le soubassement de la fenêtre n'a été ajouté qu'en 1854.

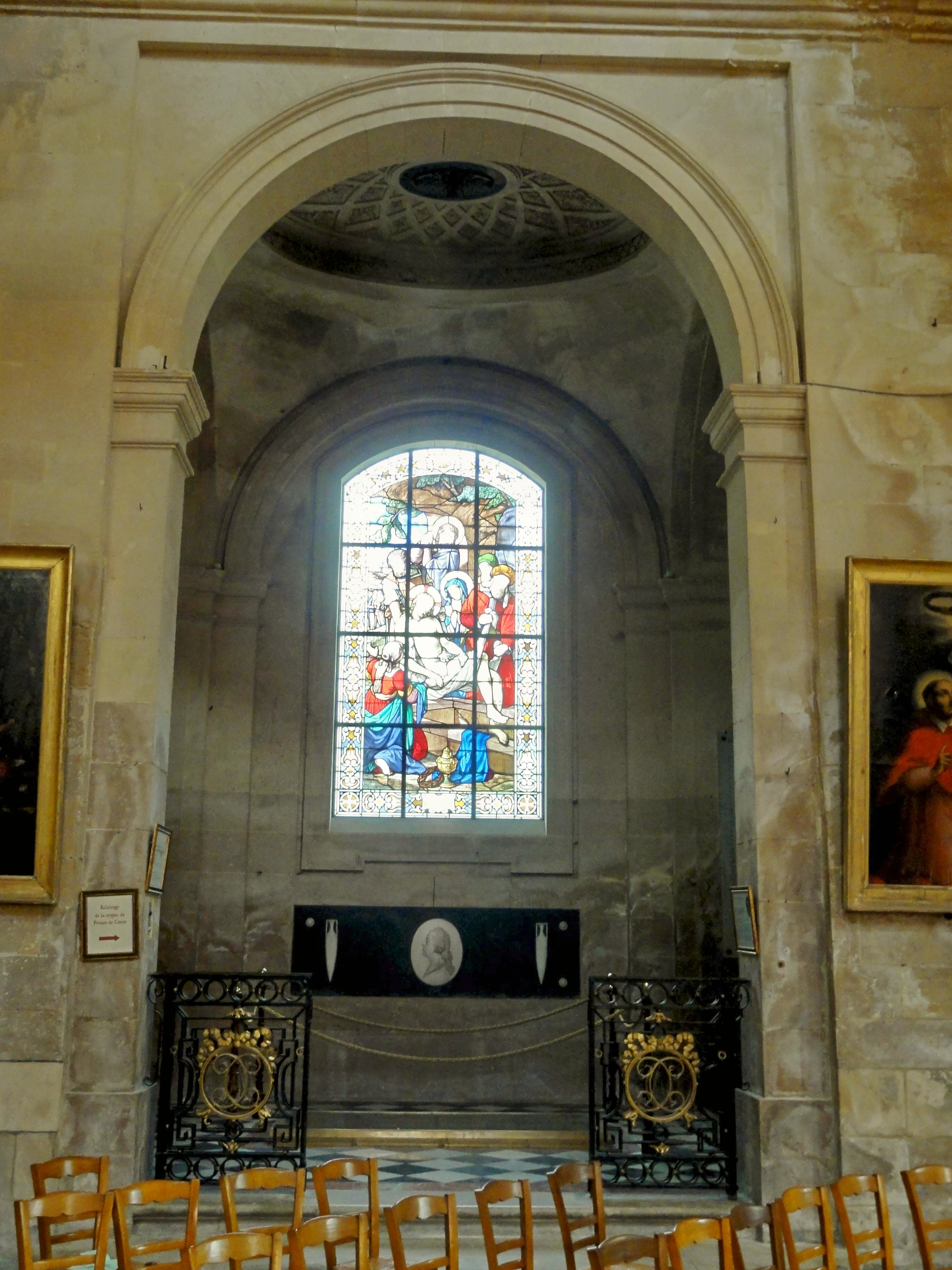
Entrée de la chapelle.
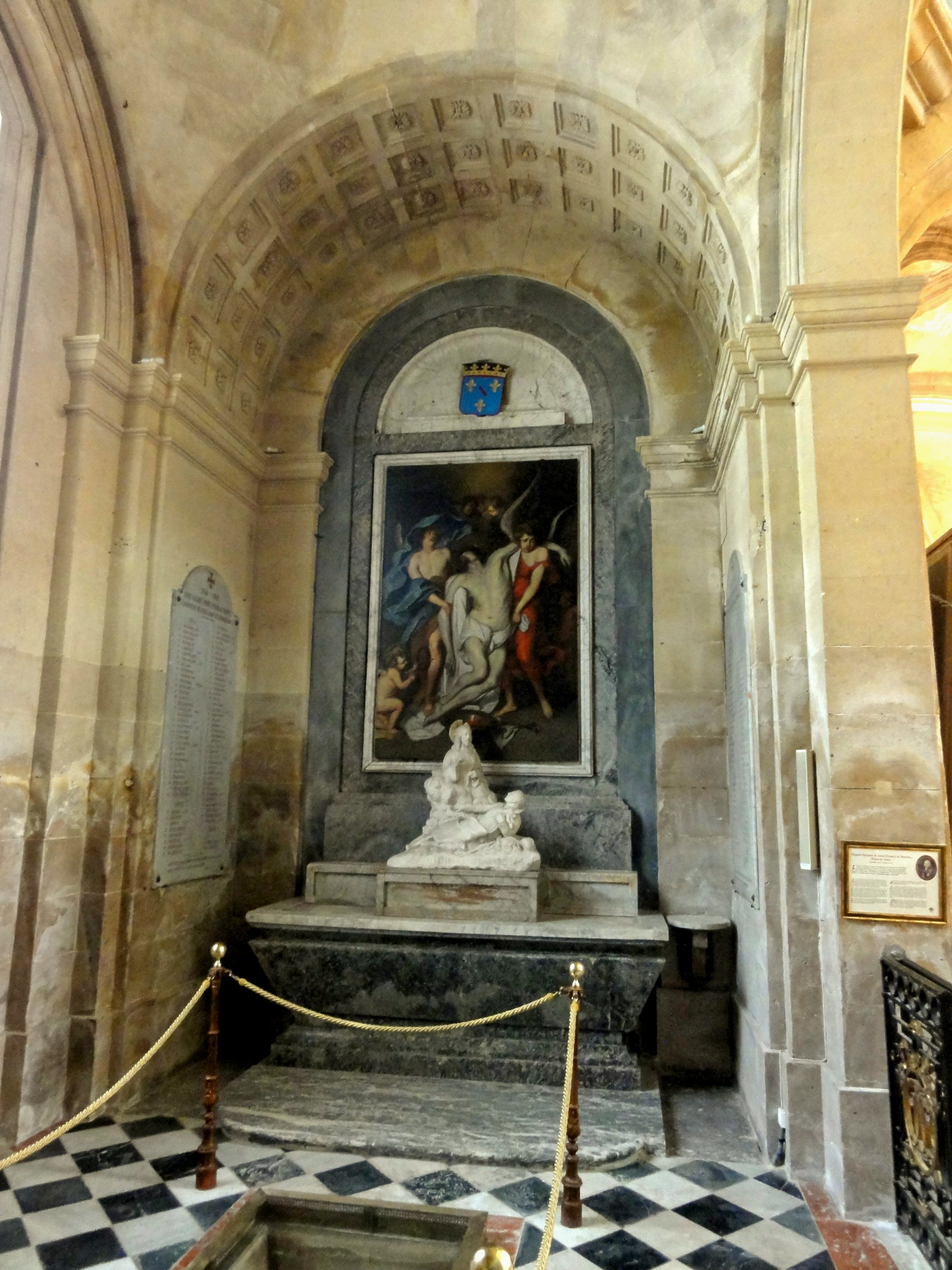
Autel à l'est.
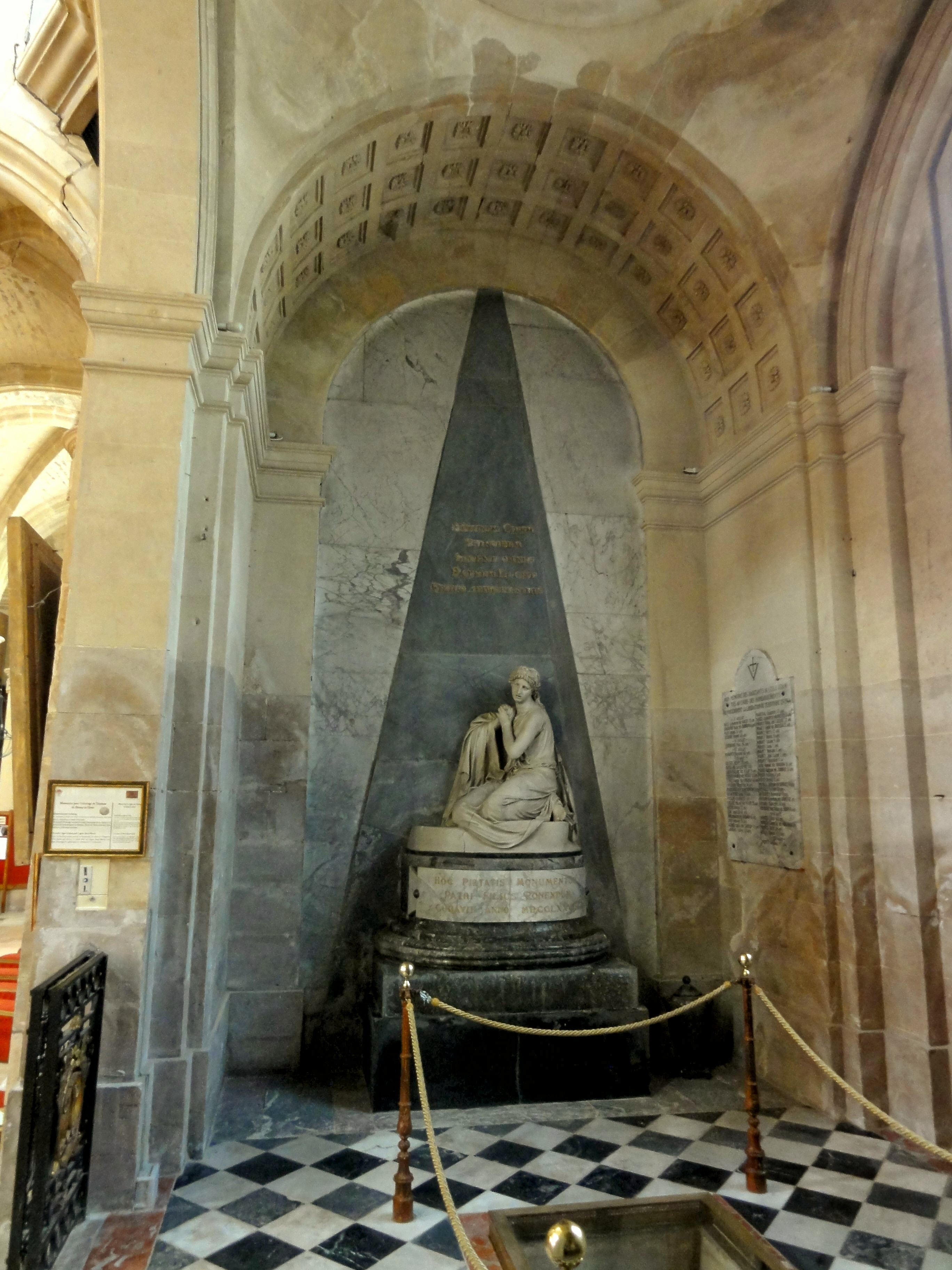
Mausolée à l'ouest.
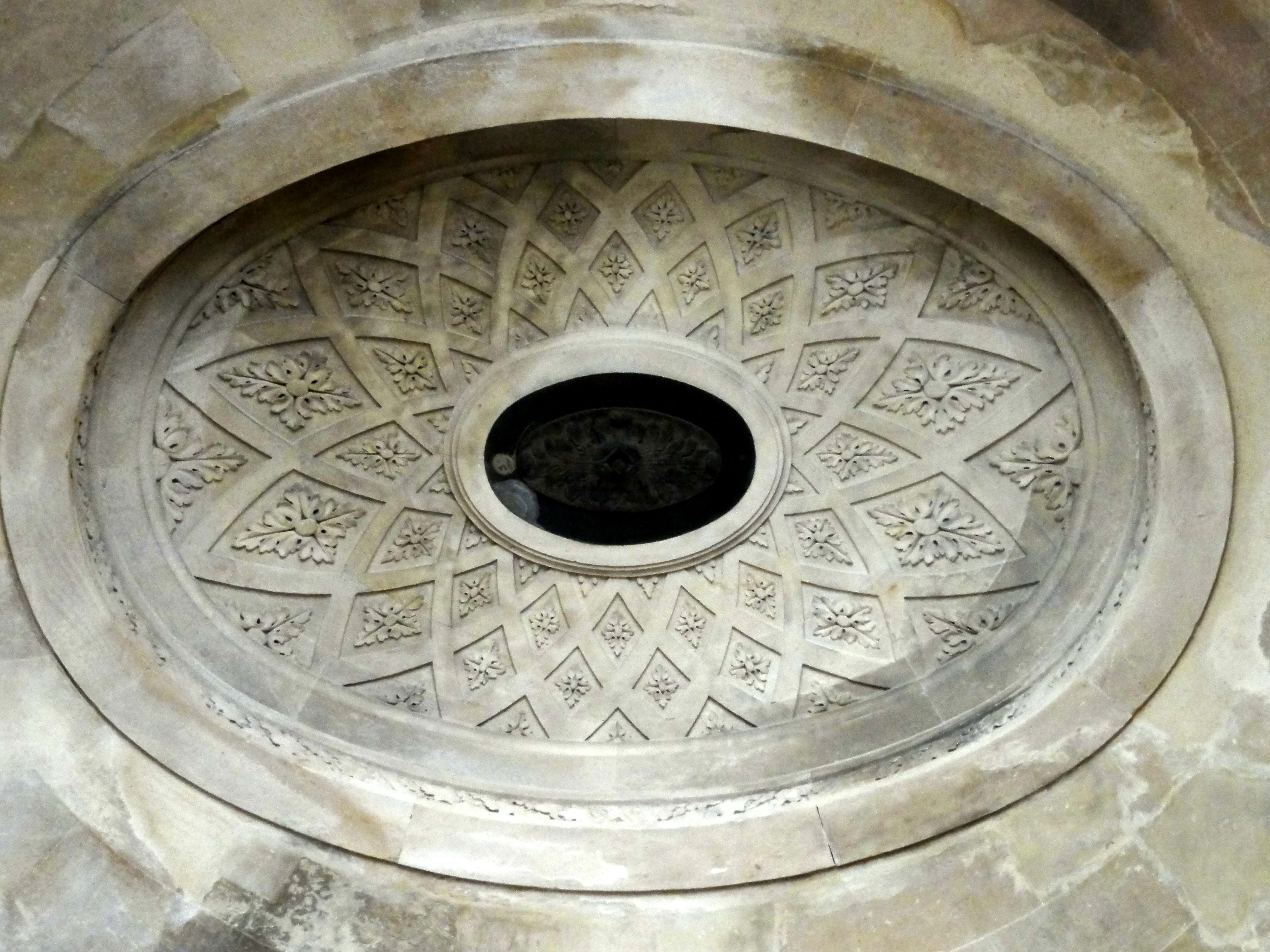
Décor du plafond.
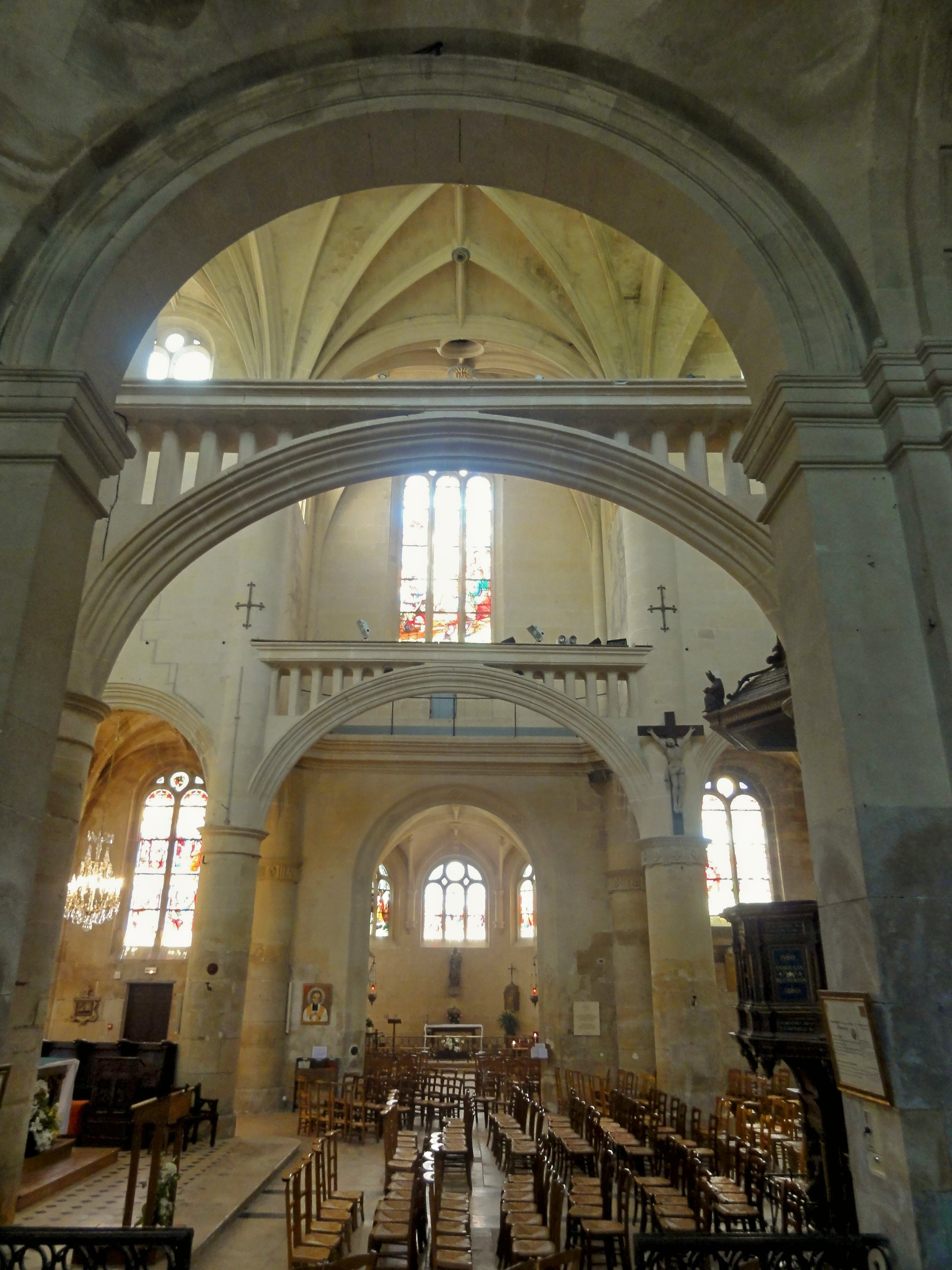
Vue dans le transept.

#### Chapelle de la Vierge
La chapelle de la Vierge représente la partie la moins ancienne de l'église, ce qui ne paraît pas évident en la comparant avec le reste de l'édifice, car elle est bâtie avec la même pierre que les parties du XVIe siècle, et imite parfaitement le style de la Renaissance du troisième quart de ce même siècle. Aucun excès d'ornementation, aucune liberté artistique ne renvoie directement au style néo-Renaissance auquel la chapelle se rattache pour autant. En effet, elle est l'œuvre des architectes Roguet et Boileau, chargés de la restauration de l'église Saint-Martin. Le remplage des trois fenêtres de l'abside est le même que des baies hautes aux extrémités du transept. Les larges baies de la deuxième travée n'ont pas leur pareil ailleurs dans l'église, mais le remplage suit le même schéma. Quant à la voûte à liernes et tiercerons, elle reprend également un dessin assez conventionnel que les maîtres d'œuvre ont déjà appliqué dans le chœur de l'église. La retombée de deux ogives sur des colonnes se terminant sur des culs-de-lampe, à droite et à gauche de la baie centrale du chevet, existe aussi dans le chœur. Seulement les chapiteaux corinthiens recevant les doubleaux à l'est et à l'ouest, et l'adjonction de culs-de-lampe de part et d'autre de ces chapiteaux afin de recevoir les ogives et formerets, représentent des solutions originales qui vont un peu au-delà des ambitions modérées des architectes de l'église du XVIe siècle. — En dessous des fenêtres de la seconde travée, des portes donnent accès à la sacristie (à l'est) et à une salle avec cheminée monumentale (à l'ouest), qui porte un médaillon avec l’effigie de l'abbé Jean-Baptiste Grimot. La construction de la chapelle en 1878 est due à l'initiative de l'abbé Grimot, qui ne se contenta pas de restaurer l'église et de la doter d'un riche mobilier, comme il l'a montré aussi avec le rehaussement du clocher.

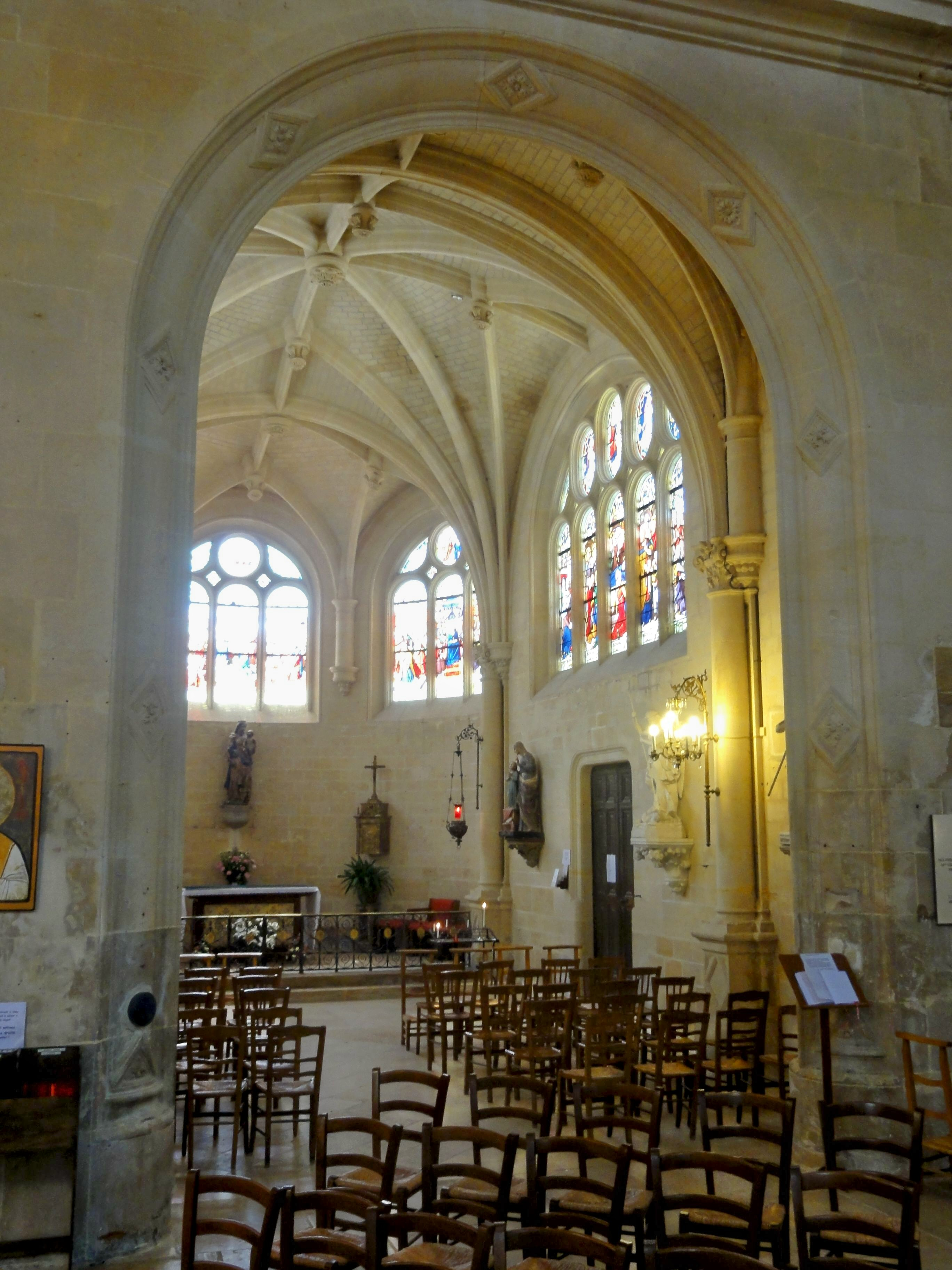
Vue générale.
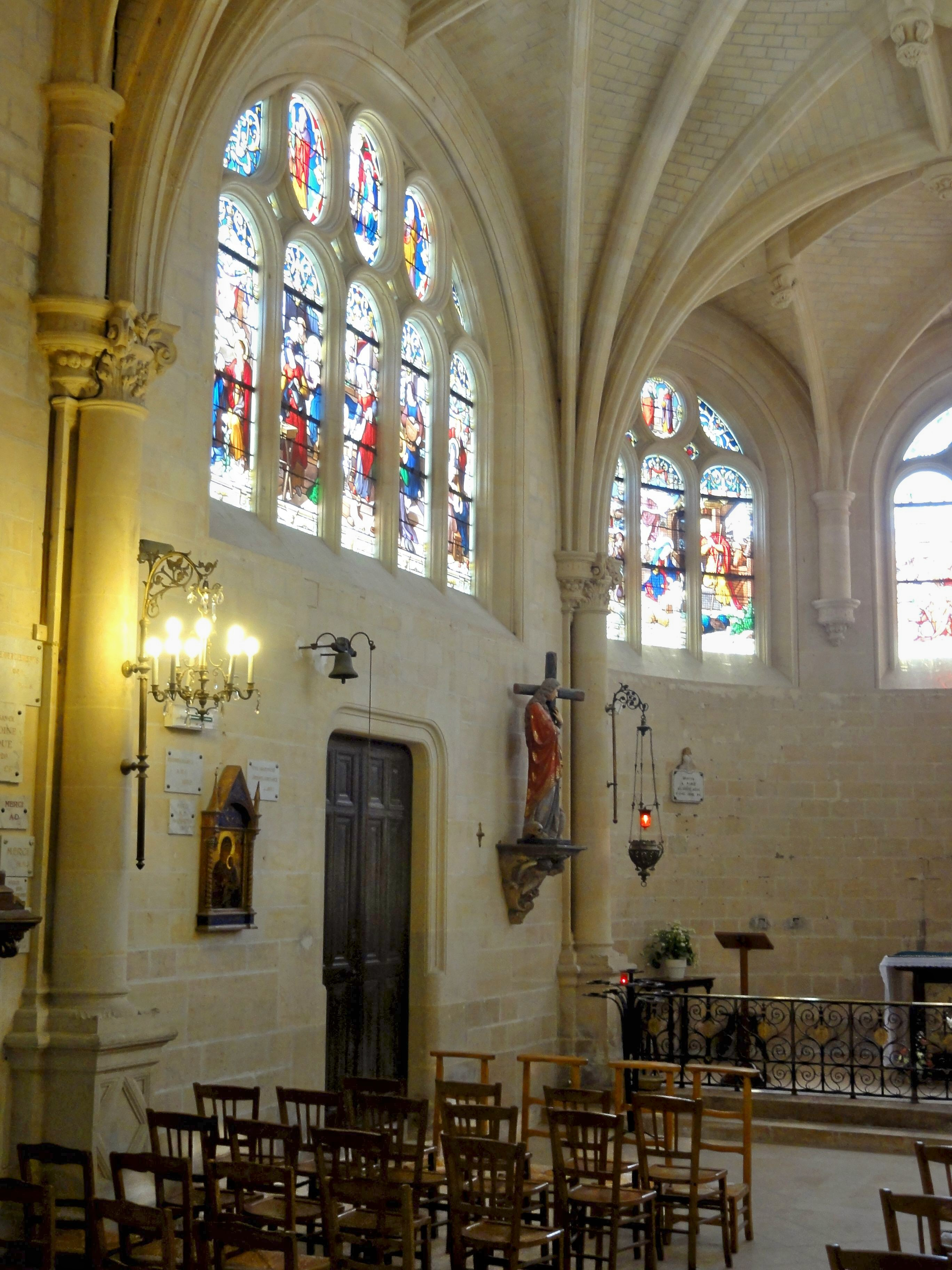
Côté est.
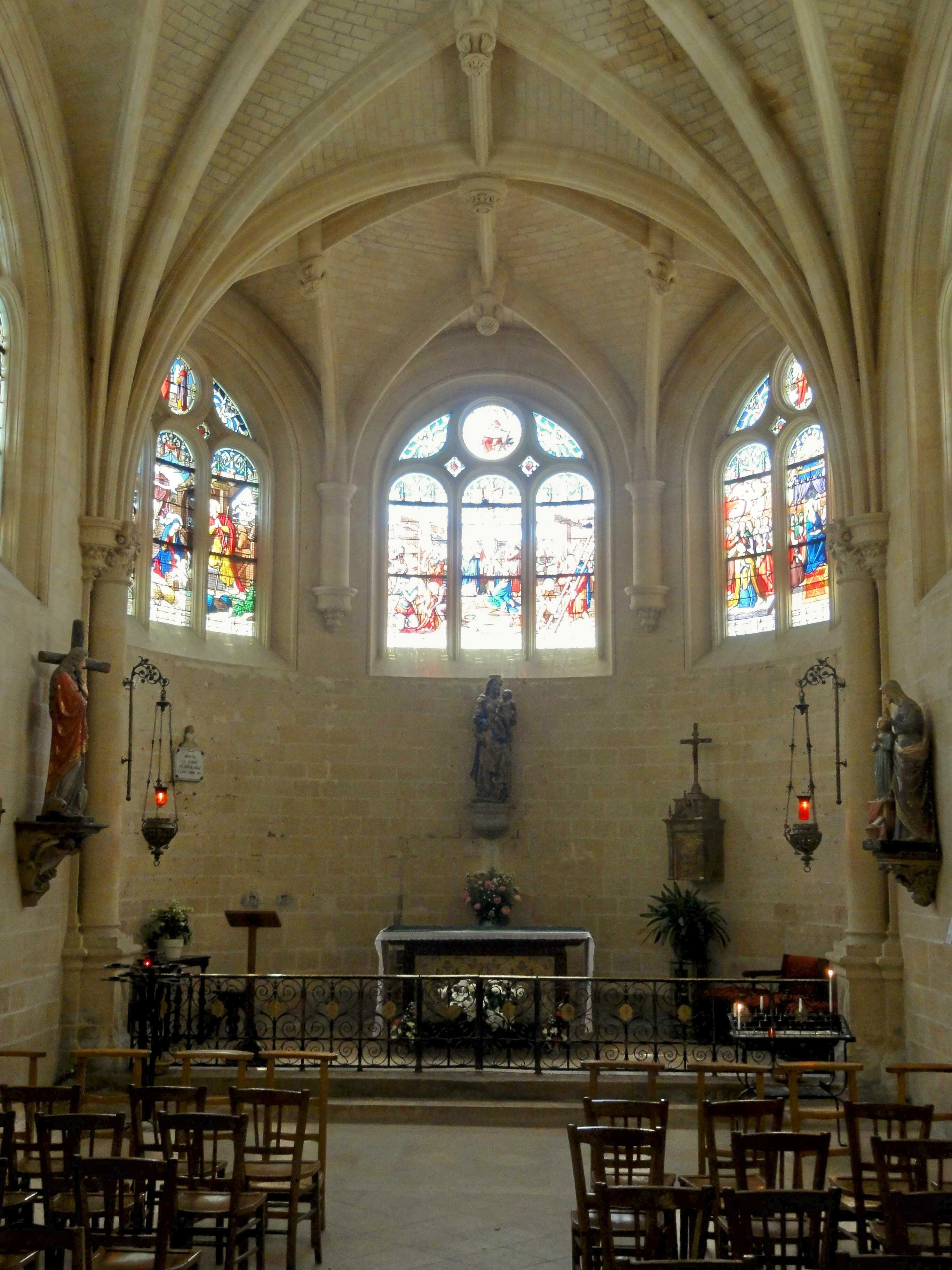
Abside.
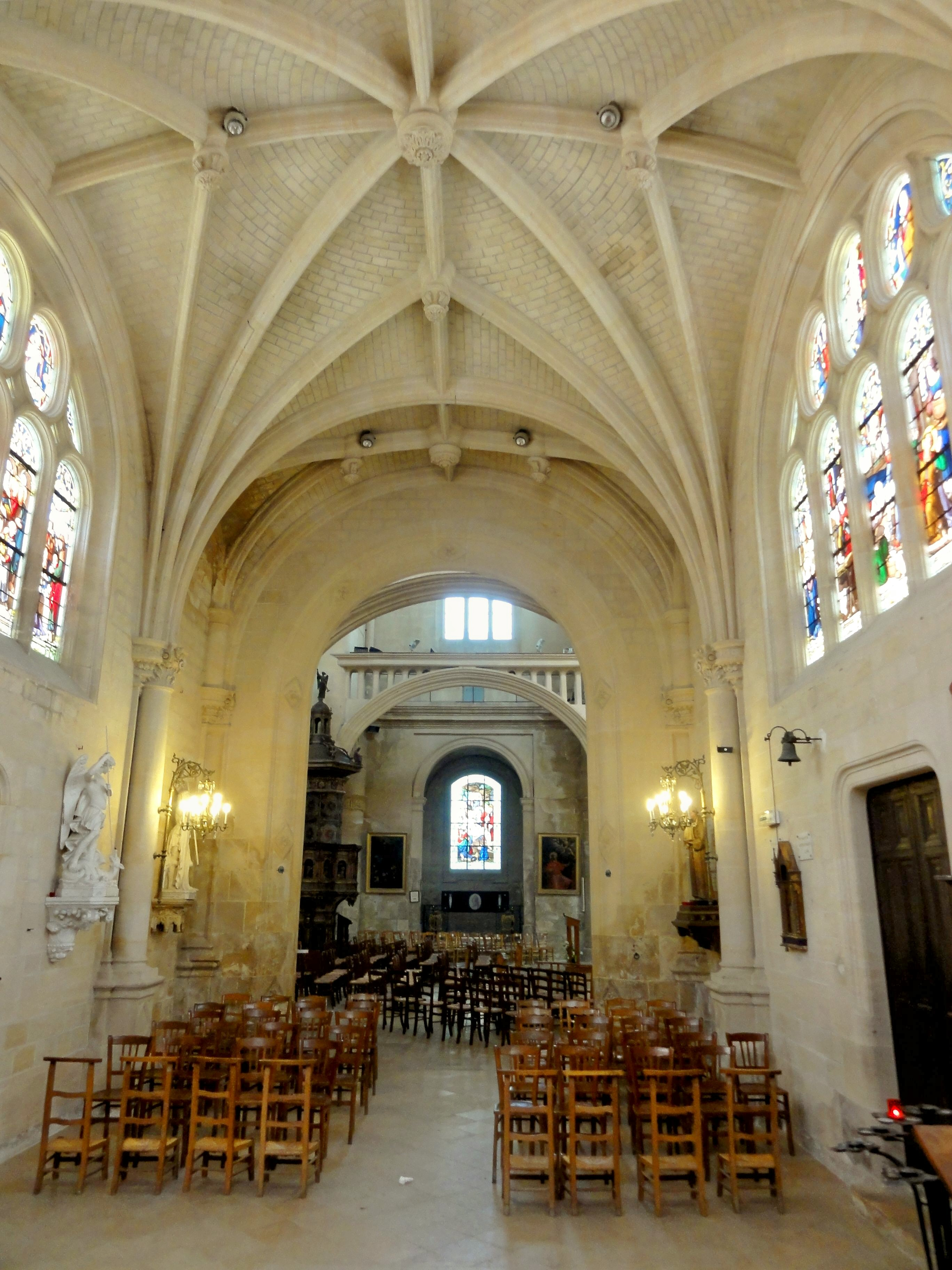
Vue depuis l'abside.
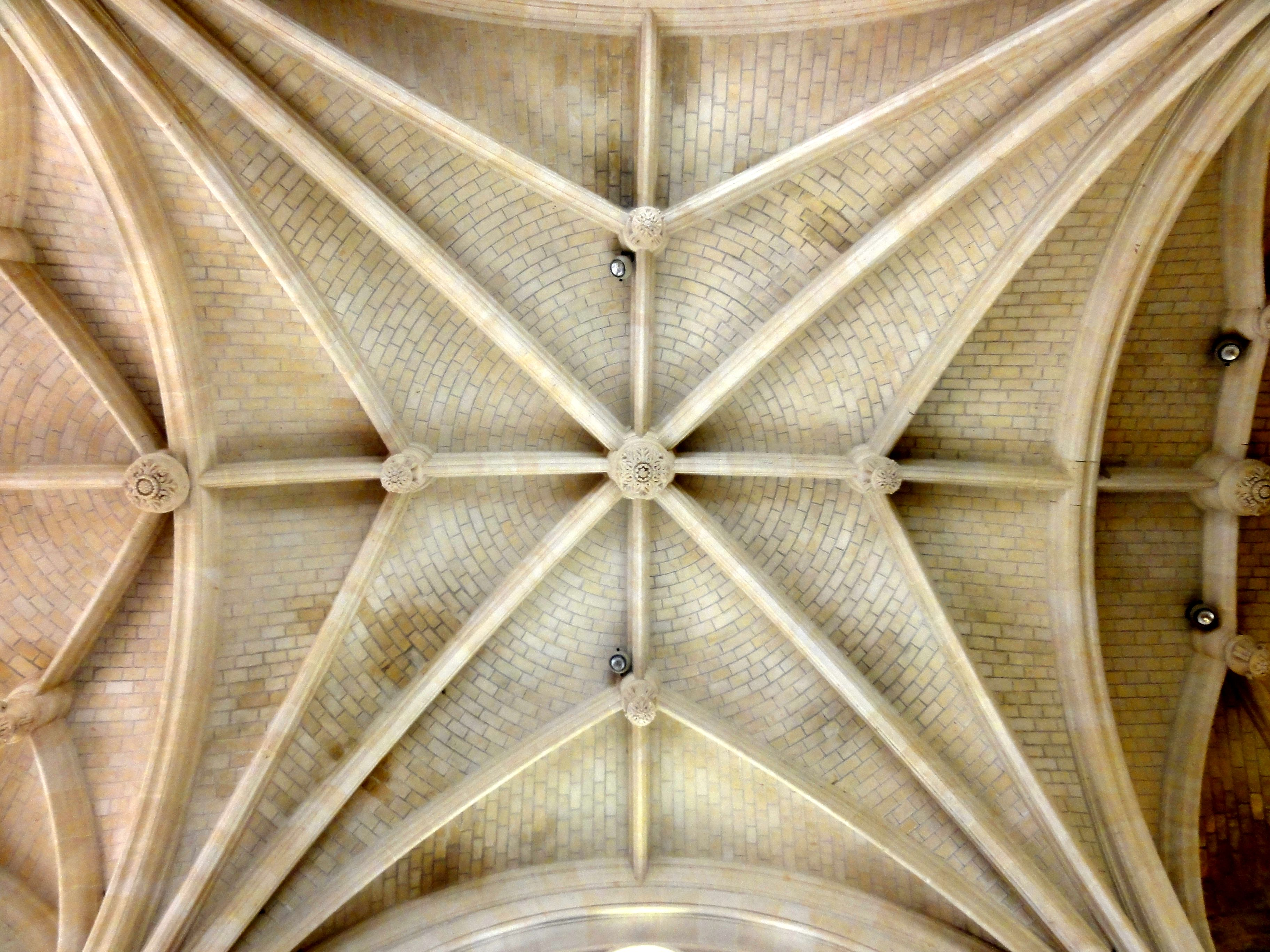
Voûte de la travée médiane.
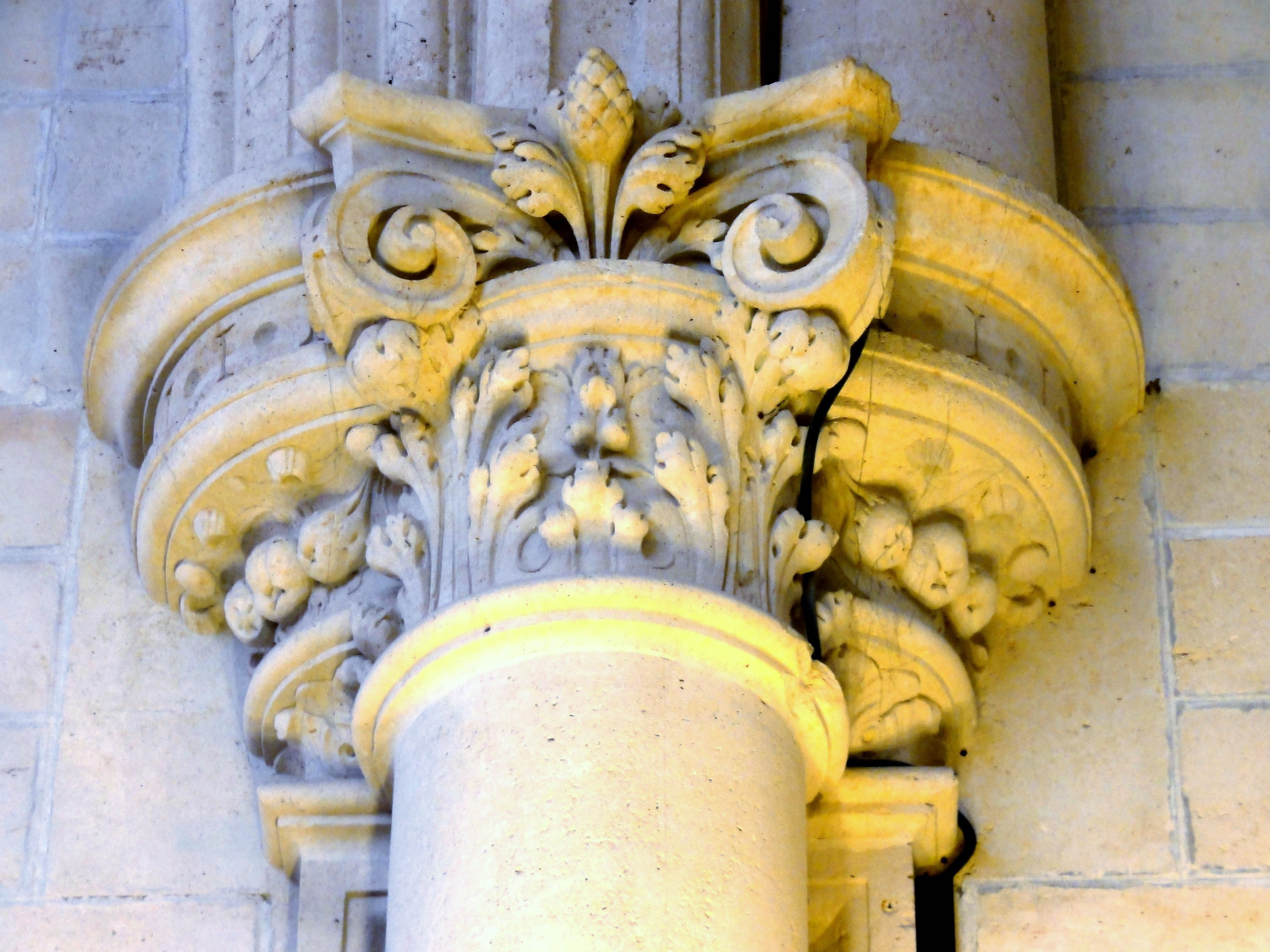
Chapiteau.

## Mobilier

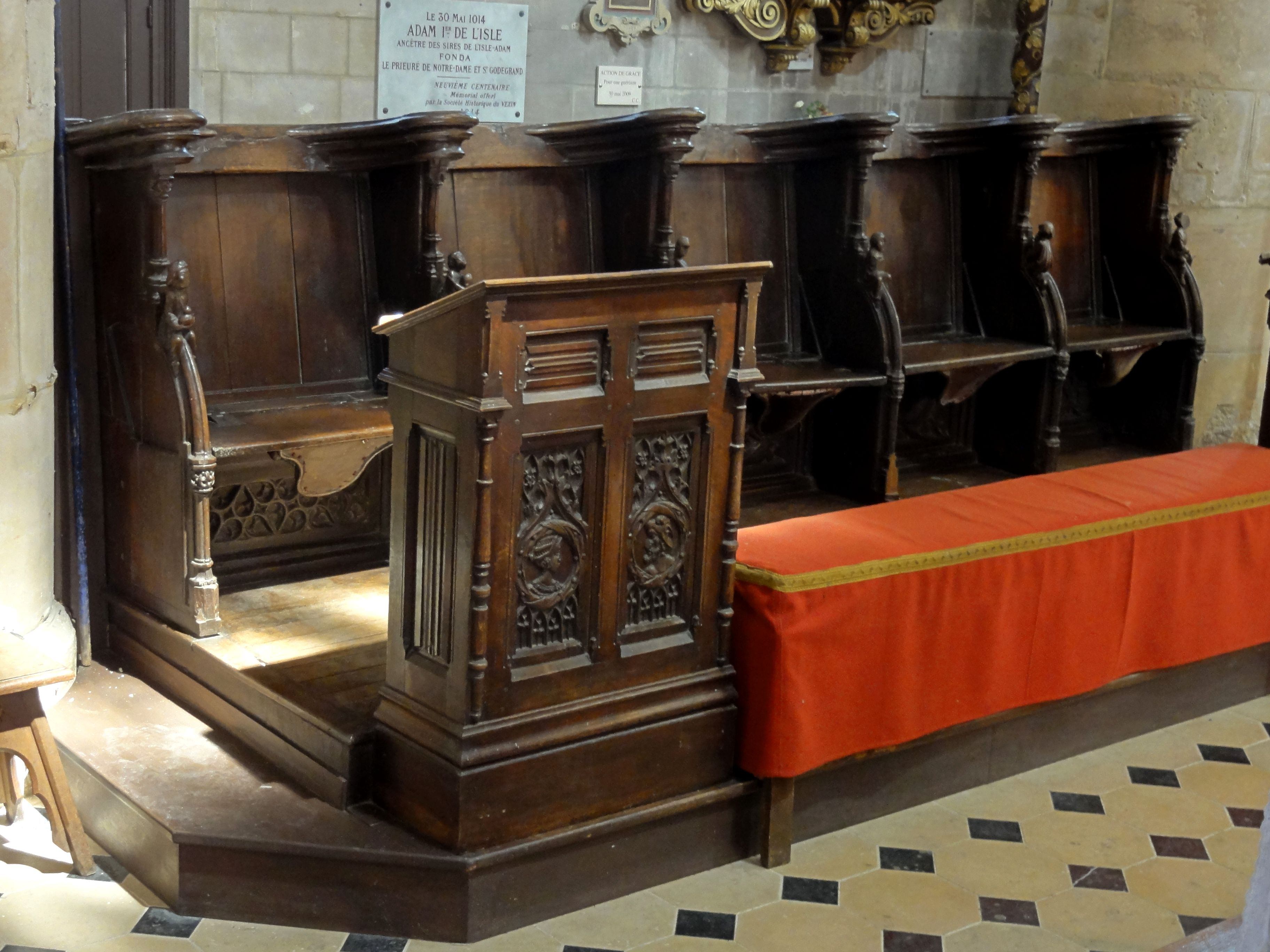
Stalles du chœur.
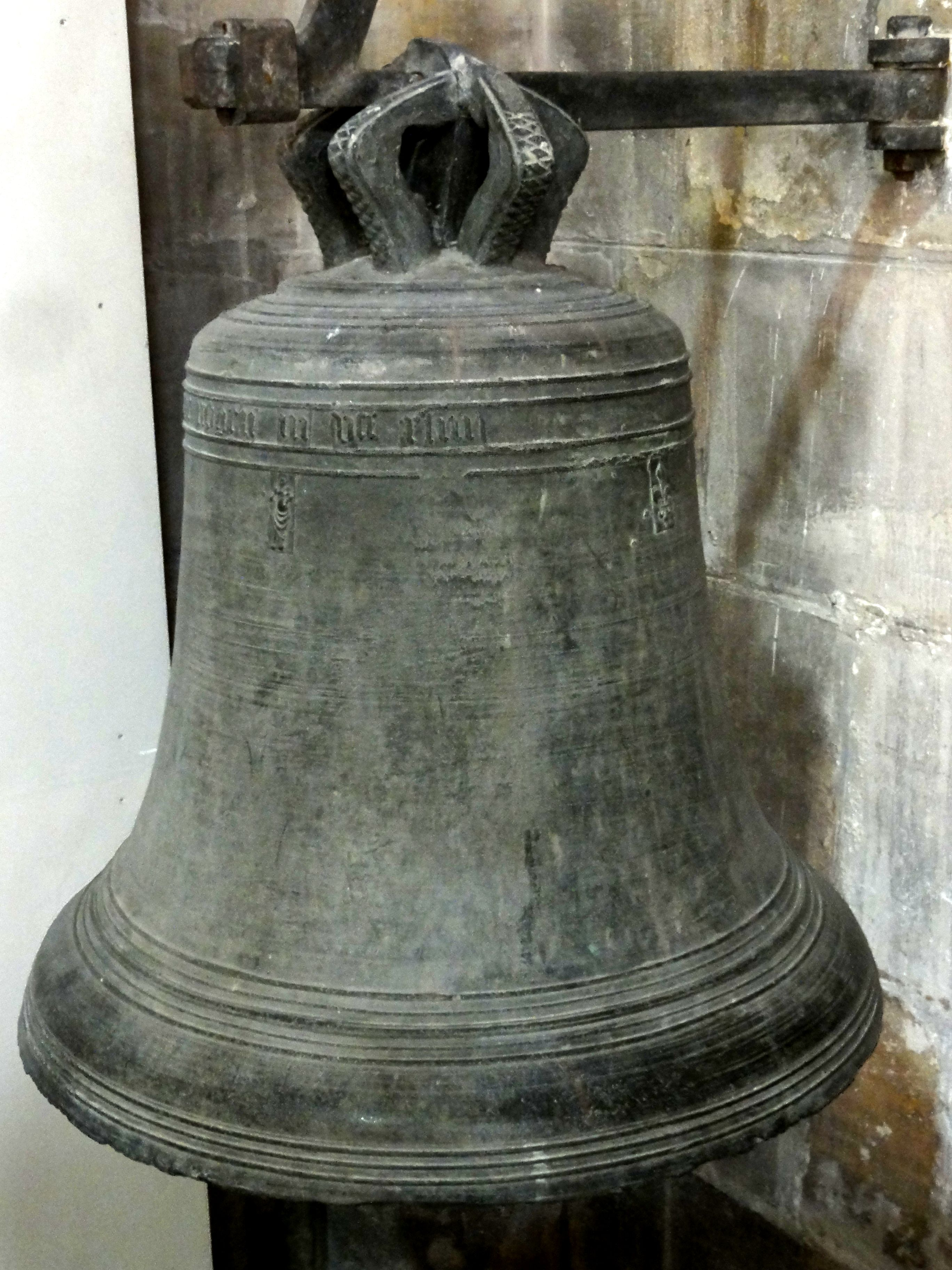
Cloche de 1554.
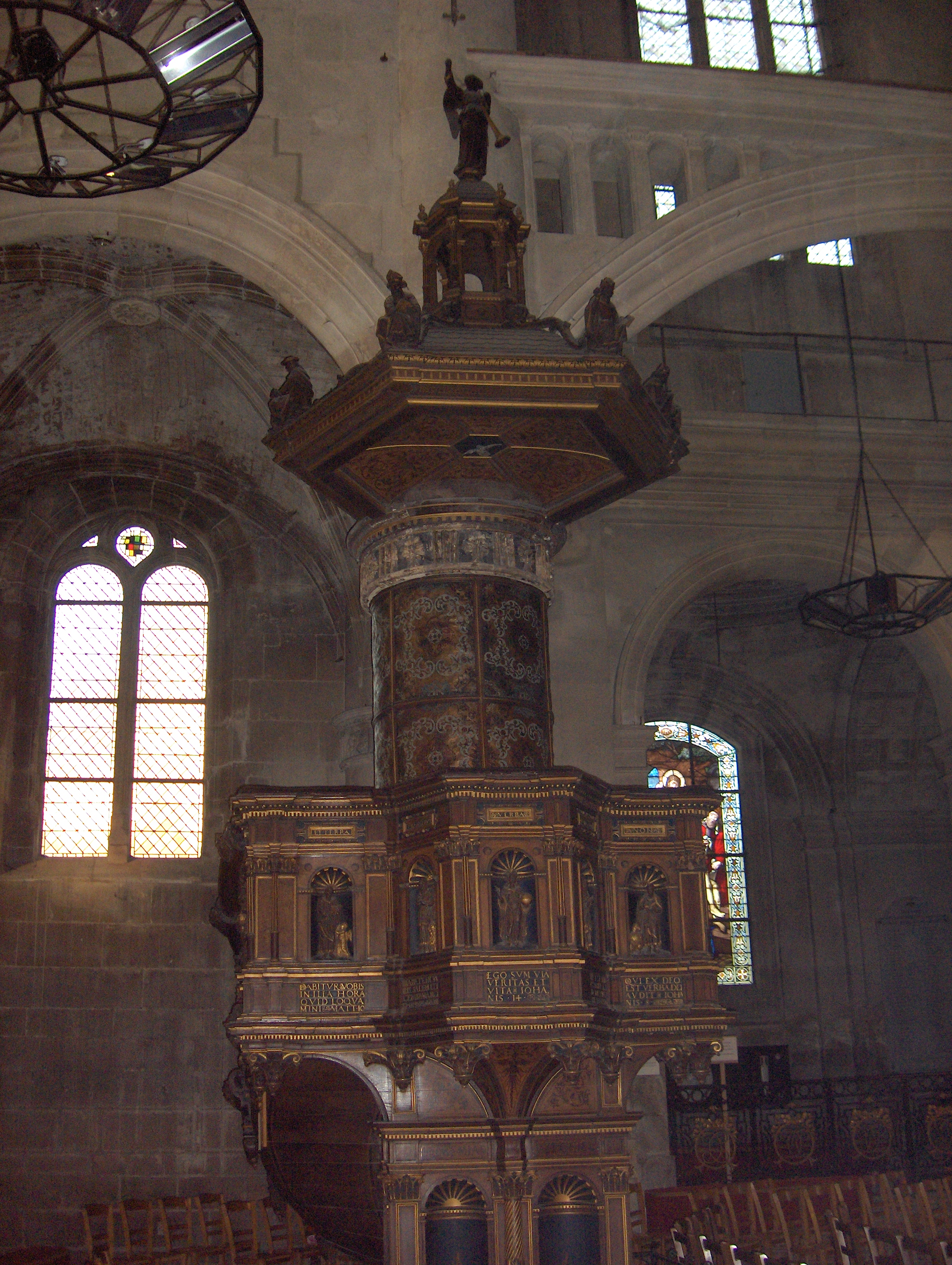
Chaire Renaissance.
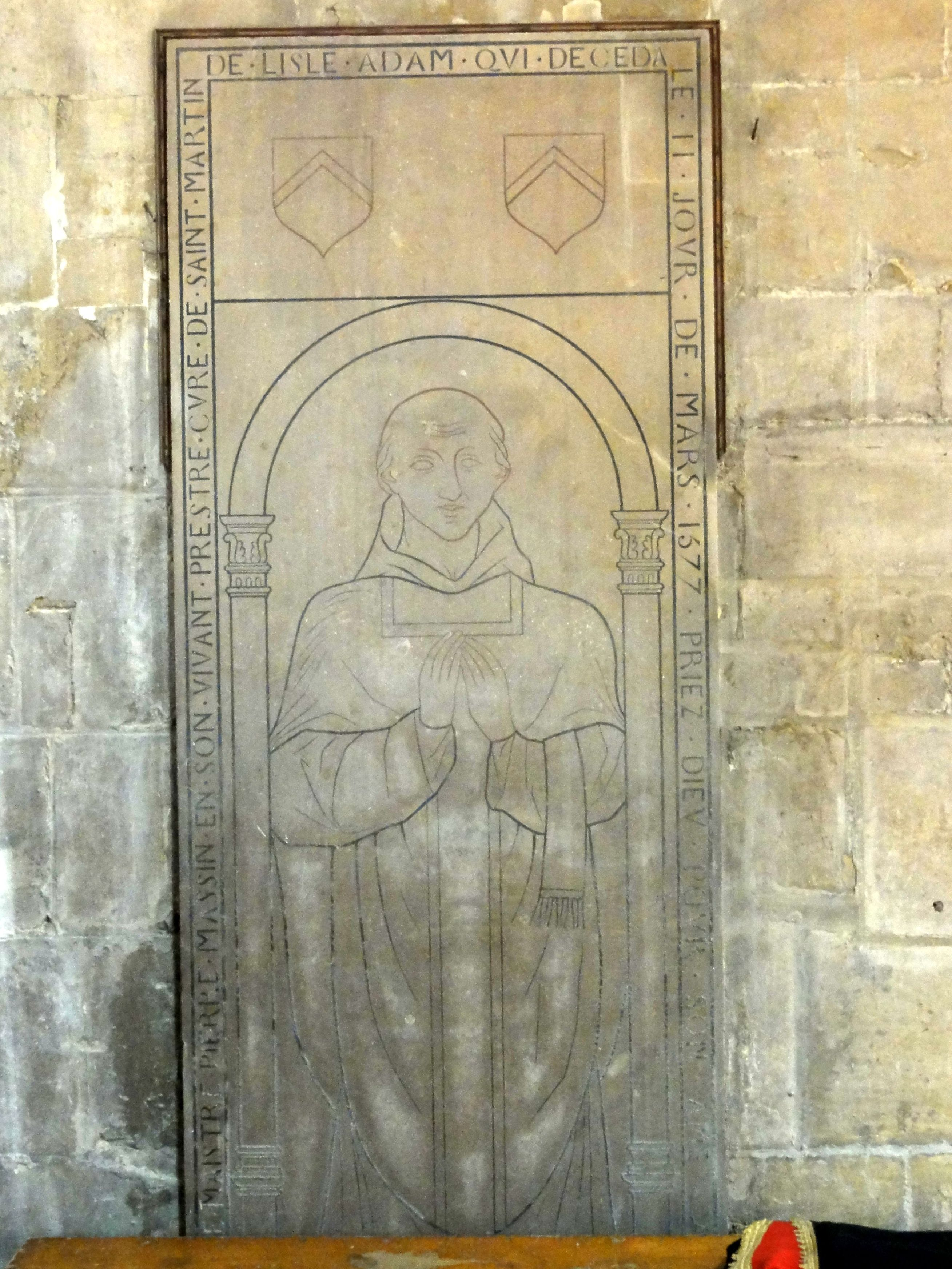
Pierre tombale de 1557.
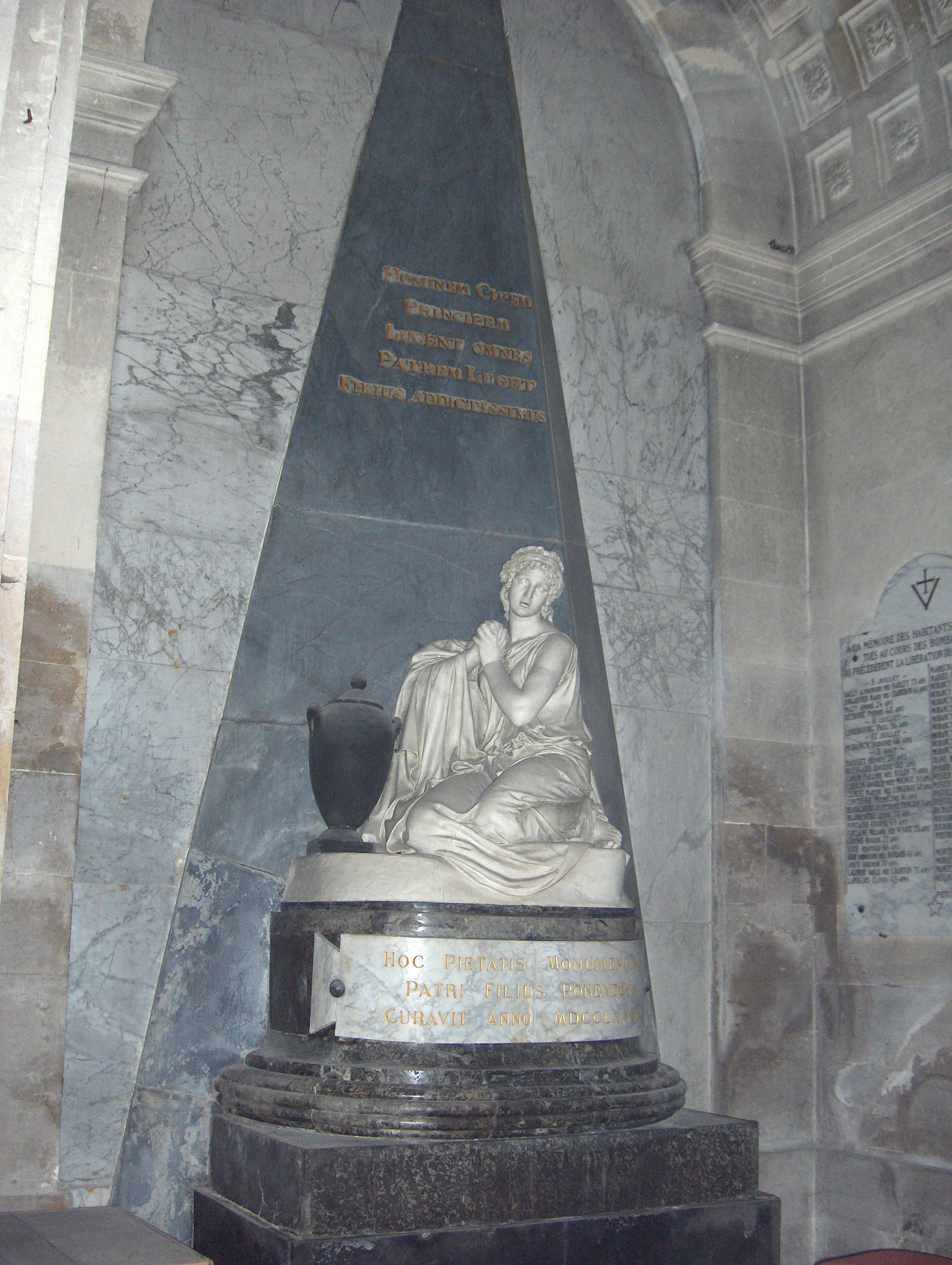
Monument funéraire.

On peut voir dans l'église Saint-Martin treize objets classés ou inscrits, pour la plupart rassemblés par l'abbé Grimot au XIXe siècle :
- Des stalles classées en 1902 datant de la fin du XVe siècle[5] ; Provenant de la Basilique Saint Seurin à Bordeaux (où le reste des stalles se trouvent encore), elle furent rachetées à un antiquaire par l'abbé Grimot durant la seconde moitié du XIXe siècle. Il est à noter que les anciennes stalles de l'église sont, quant à elles, installées à Viarmes.
- Une cloche classée en 1924 datant de 1554[6] ;
- Une chaire Renaissance classée en 1908, restaurée en 1860[7] ; elle est constituée de pièces rapportées provenant de deux chaires différentes, dont une d'Allemagne[a 12] ;
- La pierre tombale du prieur Pierre Massin datée de 1577, classée en 1909[8] ;
- Une chasuble classée en 1912 comportant des éléments du XVIe siècle sur un damas moderne[9] ;
- Le Christ mort soutenu par les anges tableau de Pieter Thys du XVIIe siècle, classé en 1909 et offert par la famille Ducamp à l'église en 1860[10] ;
- Le monument funéraire du prince Louis François de Bourbon-Conti classé en 1909, dans la chapelle funéraire[11] ;
- Deux paires de lustres du XVIIIe siècle classés en 1983[12],[13] ;
- Une table console de style Louis XV d'époque, classée en 1966[14] ;
- Huit bas-reliefs en bois d'époque Henri II classés en 1930, ornant la tribune d'orgue[15] ;
- Une garniture de dais d'autel d'époque Louis XIV classée en 1912[16] ;
- Le vantail en bois de la porte intérieure du clocher, datant du début XVIe siècle, classé en 1909[17] ;
- Un confessionnal de 1753 inscrit en 1986[réf. nécessaire].

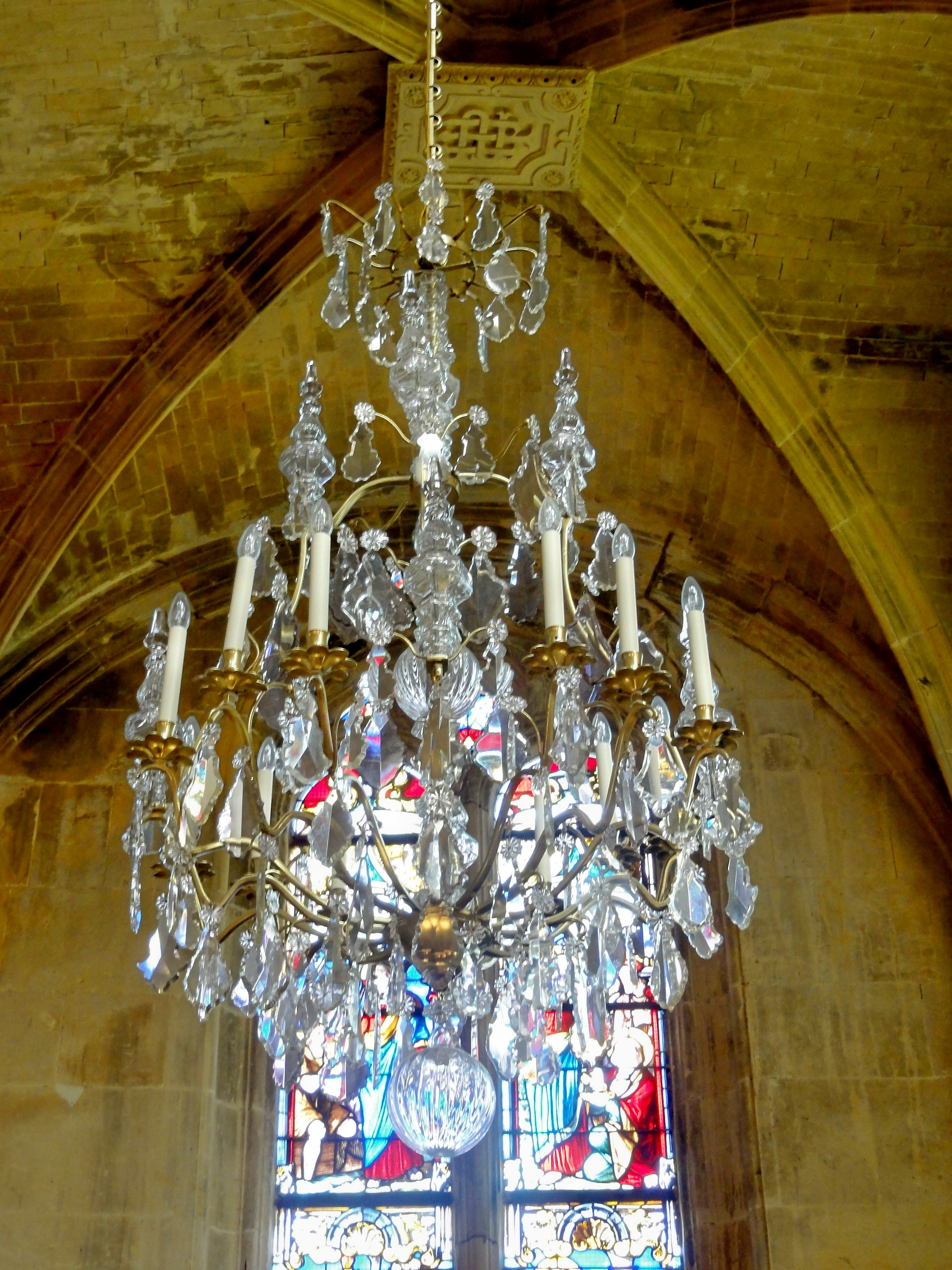
Lustre XVIIIe s.
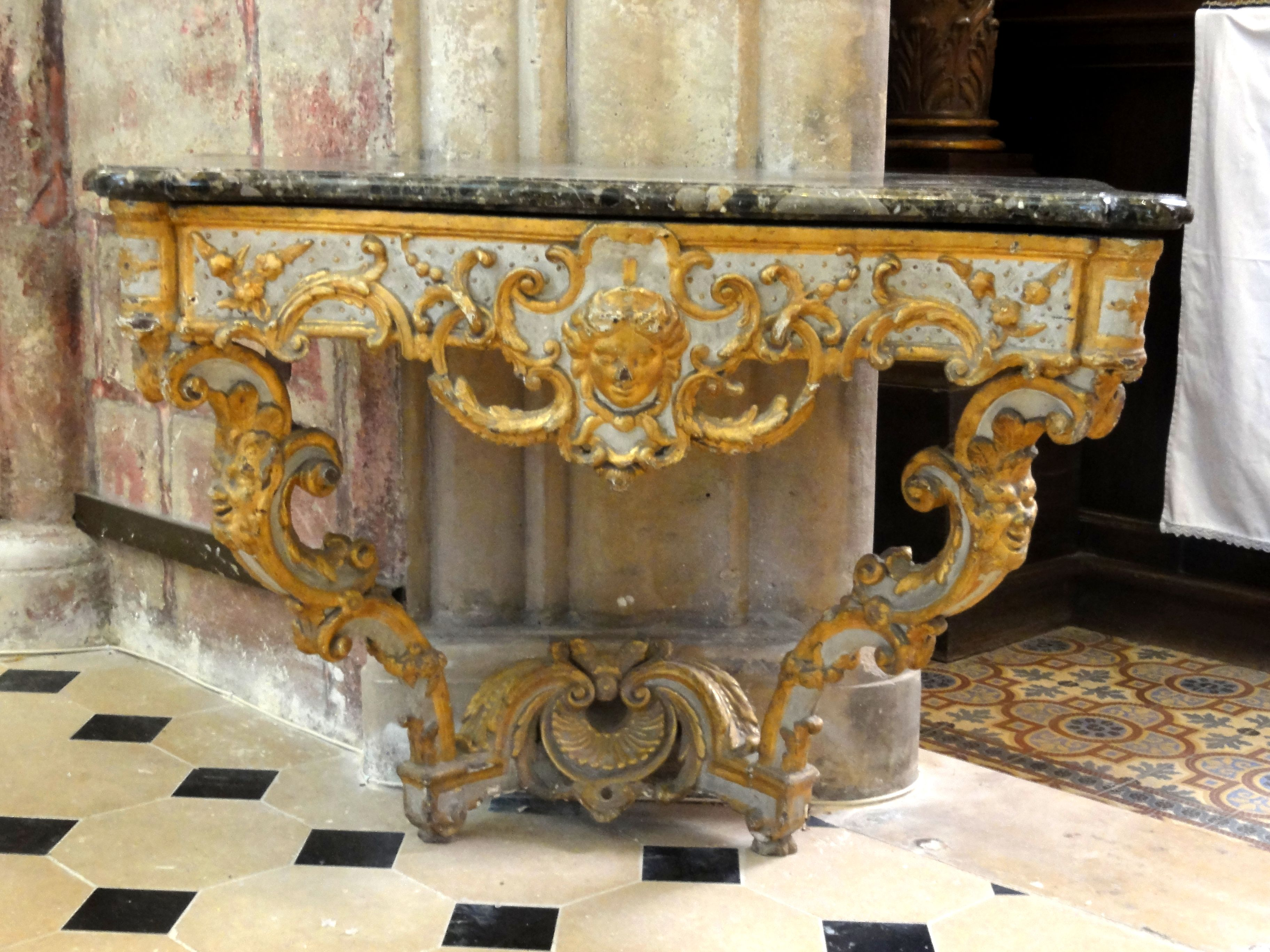
Table-console.
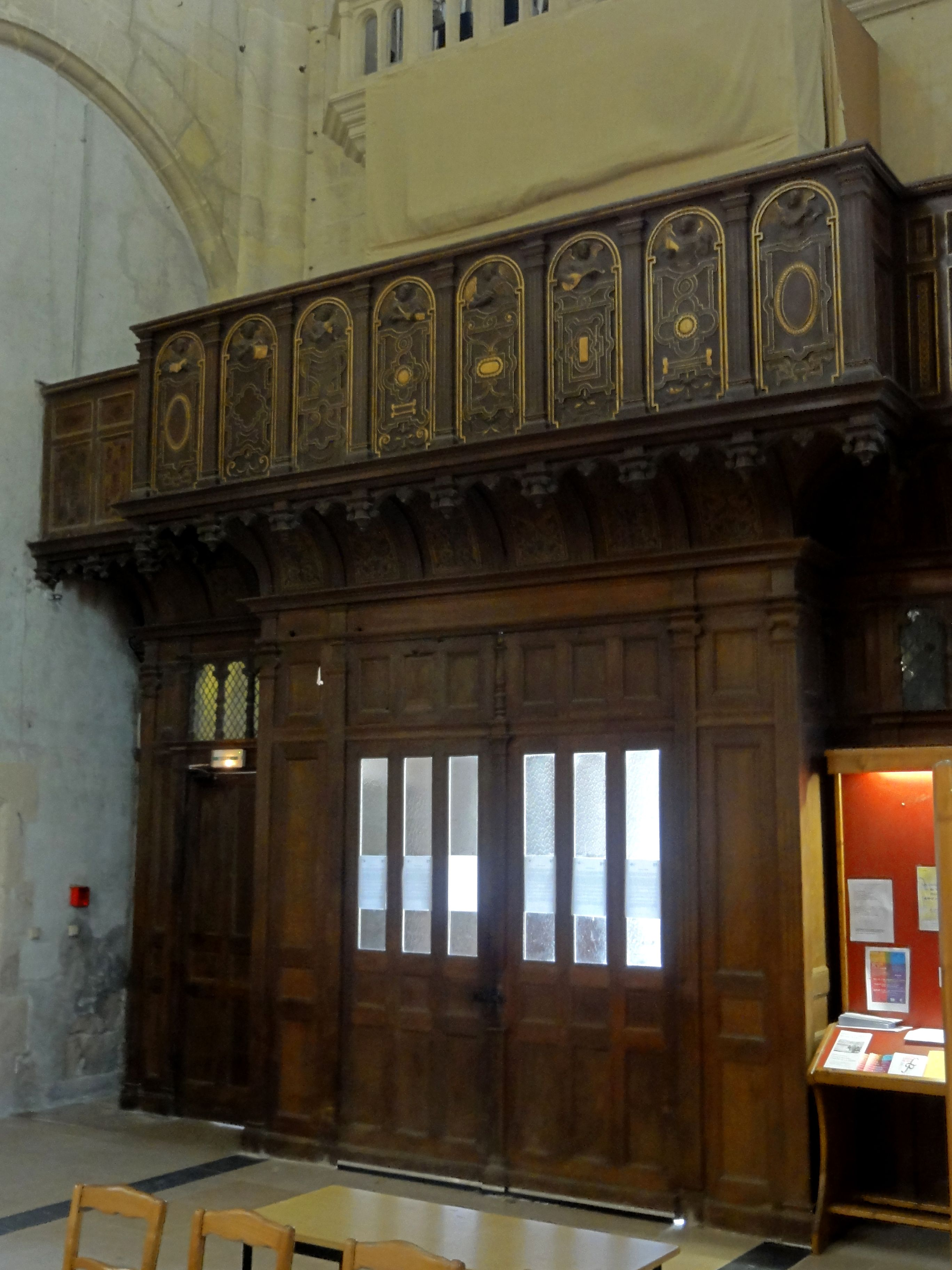
Tribune d'orgue.
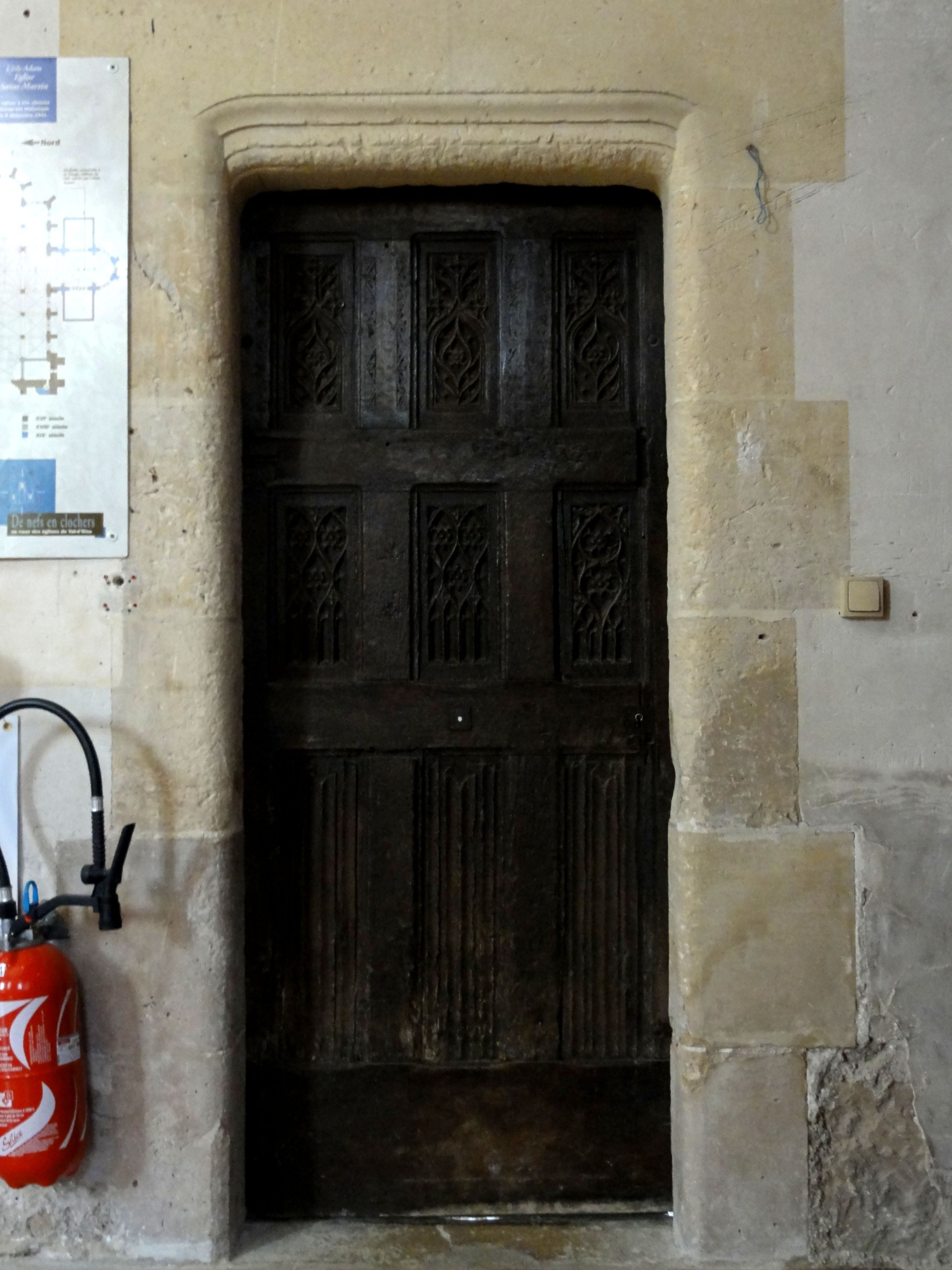
Vantail en bois.
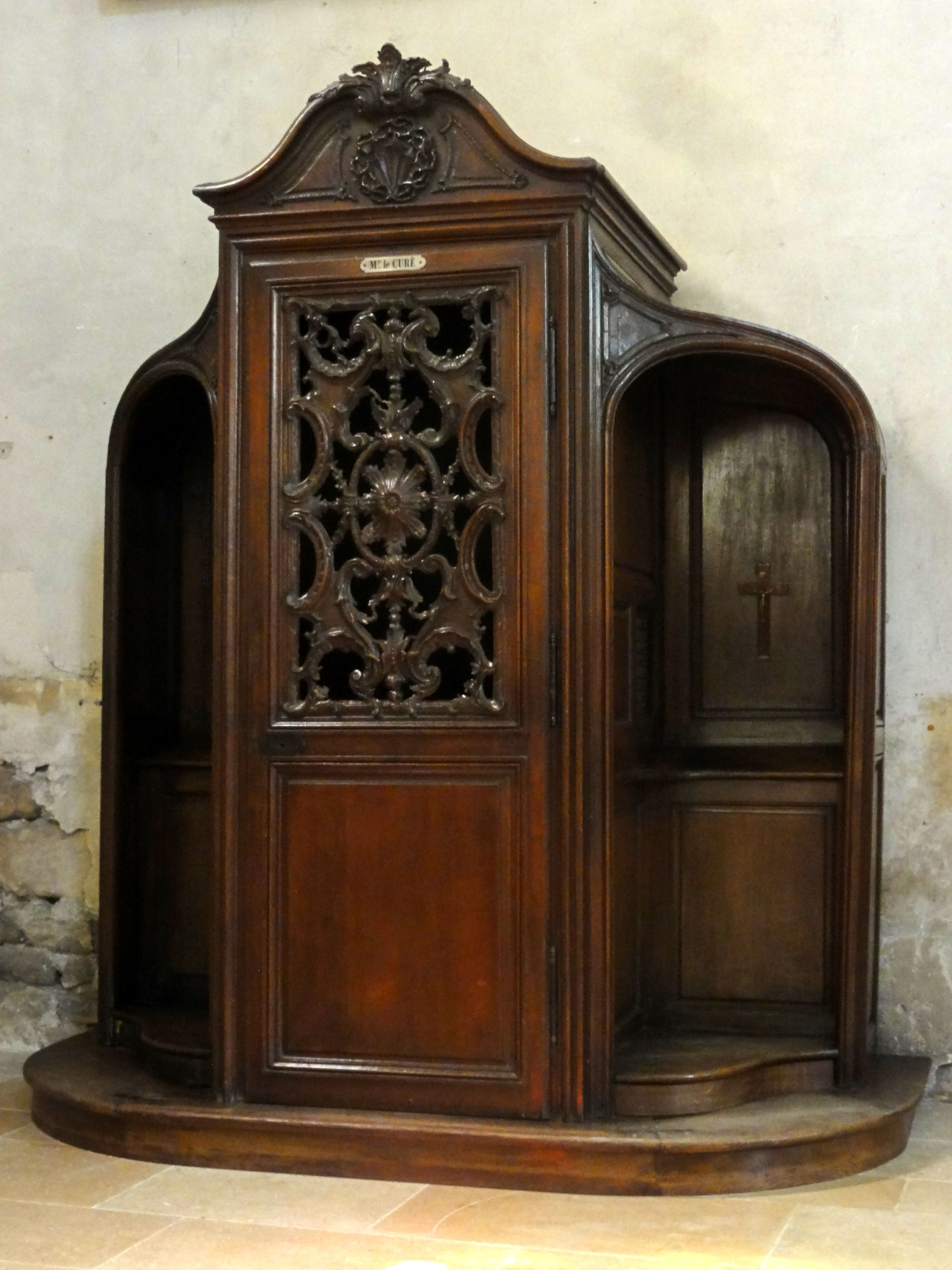
Confessionnal.

Un fragment de retable du XVIe siècle classé en 1908 est conservé au musée Senlecq depuis le vol de la majeure partie de l'objet dans les années 1970). Le tableau l'Arrivée de saint François-Xavier en Chine de Joseph-Marie Vien, commande de Marie Leszczyńska et peint en 1753, est conservé au presbytère. Le presbytère abrite également le tableau Chine du même artiste, classé en 1909[réf. nécessaire].
Non classé, Le Martyre de saint Pierre de Vérone, copie de Titien du XVIIIe siècle, est conservé à l'église[réf. souhaitée].

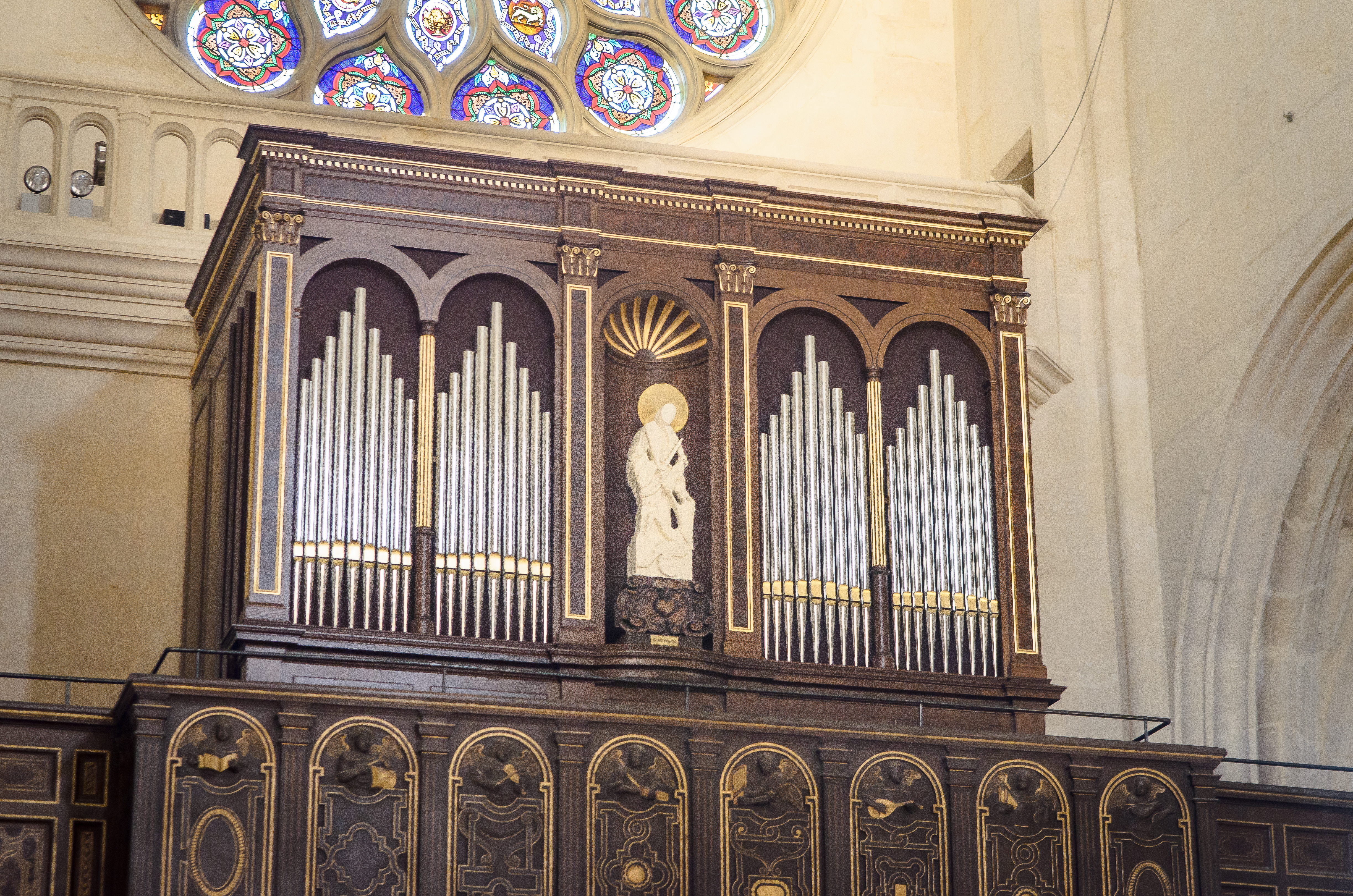
La partie installée en tribune de l'orgue de L'Isle-Adam et sa statue de Saint Martin

Un orgue de chœur de John Abbey datant de 1827 avait été acheté d'occasion par l'abbé Grimot à A. Cavaillé-Coll, qui l'avait installé en 1857. D'abord placé dans le chœur, derrière le maître-autel, il fut monté en tribune en 1923. Ce petit instrument fut remplacé en 1978 par le facteur d'orgue Jean Jonet ; Gaston Litaize l'a inauguré. À transmission électrique, sa console était dans le chœur et ses tuyaux (de diverses provenances) en tribune[réf. souhaitée]. Il est devenu muet dès 1996. Durant 28 ans, l'église n'avait donc plus d'orgue à tuyaux en état de marche, mais seulement un orgue numérique provisoire. L'Association des amis de l'orgue de L'Isle-Adam, conjointement avec la Mairie, a travaillé à un projet de construction d'un orgue neuf à tuyaux. En 2022, à la suite d'un appel d'offres, une manufacture d'orgue est nommée : Rieger Orgelbau. L'installation du nouvel instrument, en deux parties (une derrière le maître autel et l'autre en tribune) et à console déportée s'est déroulée de janvier à mars 2024. La bénédiction et l'inauguration ont eu lieu 17 mars 2024. On lui a adjoint une sculpture de Saint Martin de Tours, réalisée par Michel Chole Benedick et inaugurée en juin 2024.
Les vitraux d'une valeur artistique inégale ont été exécutés entre 1854 et 1878 par Lucien Laurent-Gsell, élève d'Ingres, sur la commande de l'abbé Grimot. Avant la Révolution, le chœur possédait des vitraux armoriés, tous victimes du vandalisme révolutionnaire. La plupart des verrières actuelles illustrent des légendes de différents saints. Les six vitraux du transept représentent les douze Apôtres. La rosace du portail occidental présente les signes du Zodiaque, les mois de l'année représentés par la fête religieuse principale du mois et les quatre grandes époques du monde. Les verrières du chœur sont quant à eux dédiées aux protecteurs spirituels de la paroisse, dont saint Martin ; aux Sept Œuvres de miséricorde ; et aux donateurs, MM. Ducamps et Dambry et la duchesse de Valmy. Certains vitraux, endommagés pendant la Seconde Guerre mondiale, n'ont été remontés qu'en 1999[réf. nécessaire].